# Parc national de Khao Sok
Le parc national de Khao Sok (en thaï : อุทยานแห่งชาติเขาสก) est situé dans la province de Surat Thani au sud de la Thaïlande. Ce parc national a été créé en 1980.
Sa superficie est de 739 km² ; et comprend le lac Cheow Lan de 165 km2, qui est contenu par le barrage Ratchaprapha qui produit de l'électricité pour la région.

## Géographie
Le parc national de Khao Sok se trouve dans une région montagneuse karstique. 
Son plus haut sommet est le Kao Mok à 960 m d'altitude.

### Le lac artificiel de Cheow Lan
La construction du barrage Ratchaprapha en 1986 dans le parc national de Khao Sok a considérablement augmenté l'attrait touristique du parc avec ses romantiques hôtels flottants sur l'eau, ses possibilités de promenade en kayak, ses excursions en bateau... 

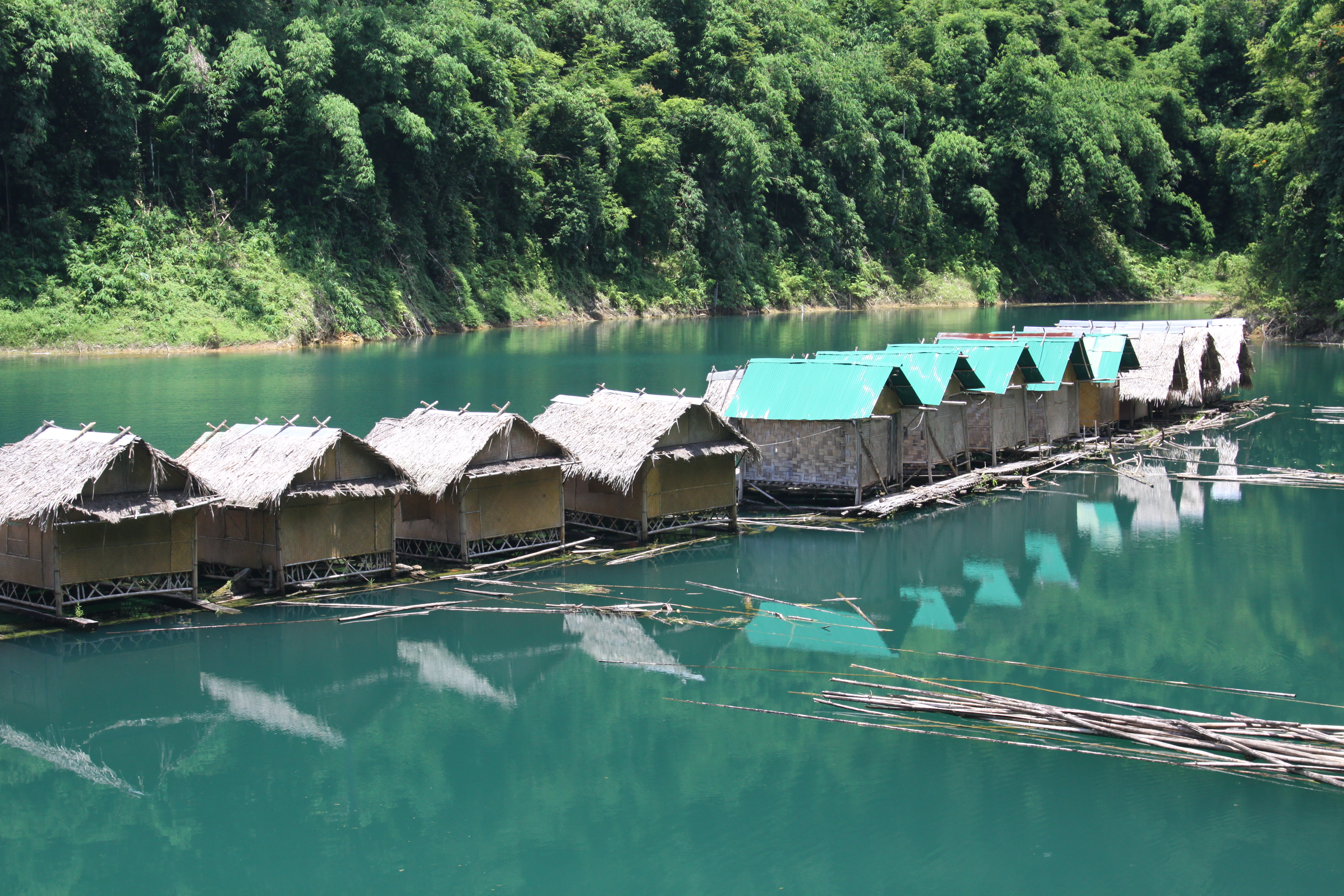
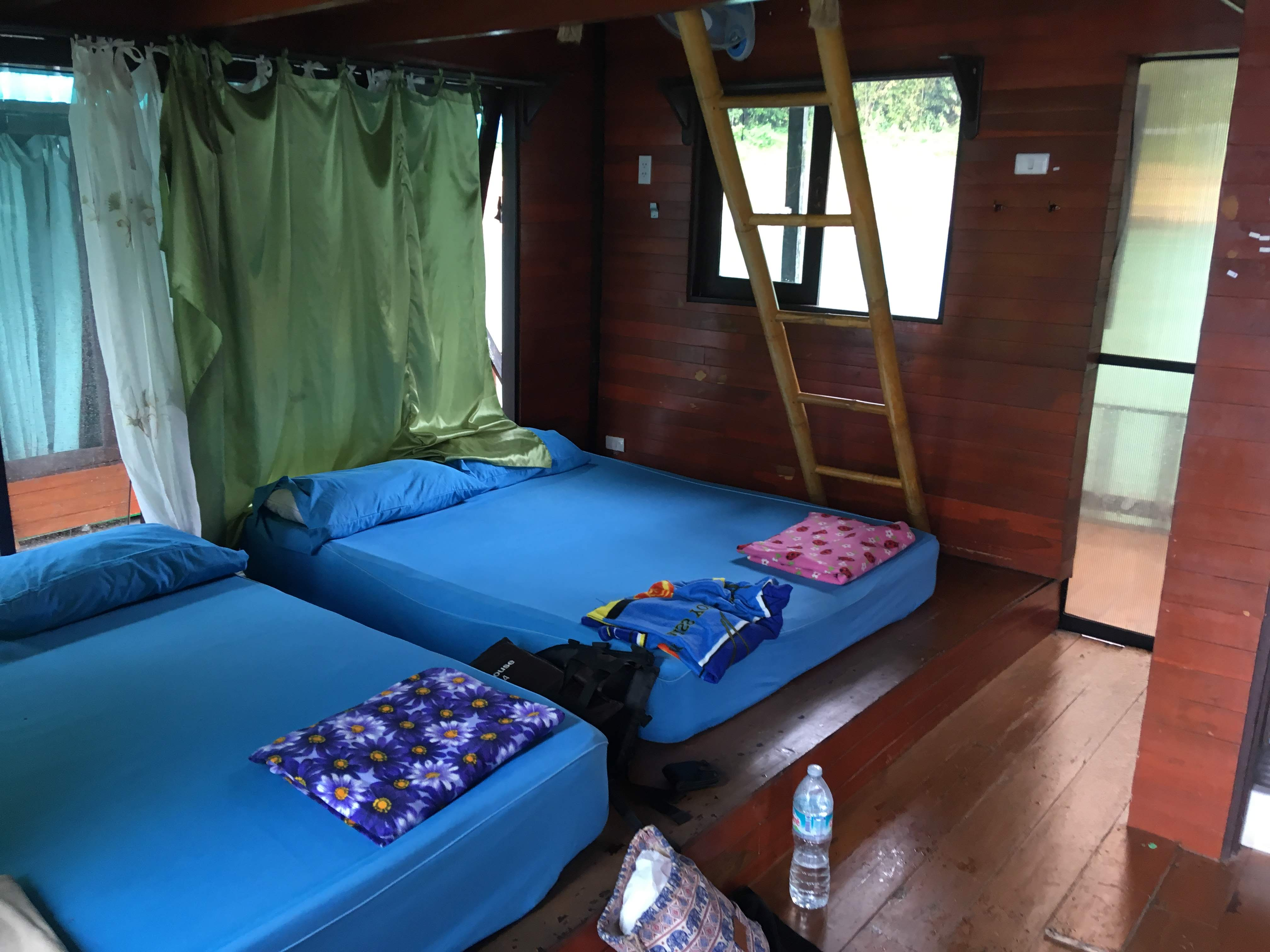
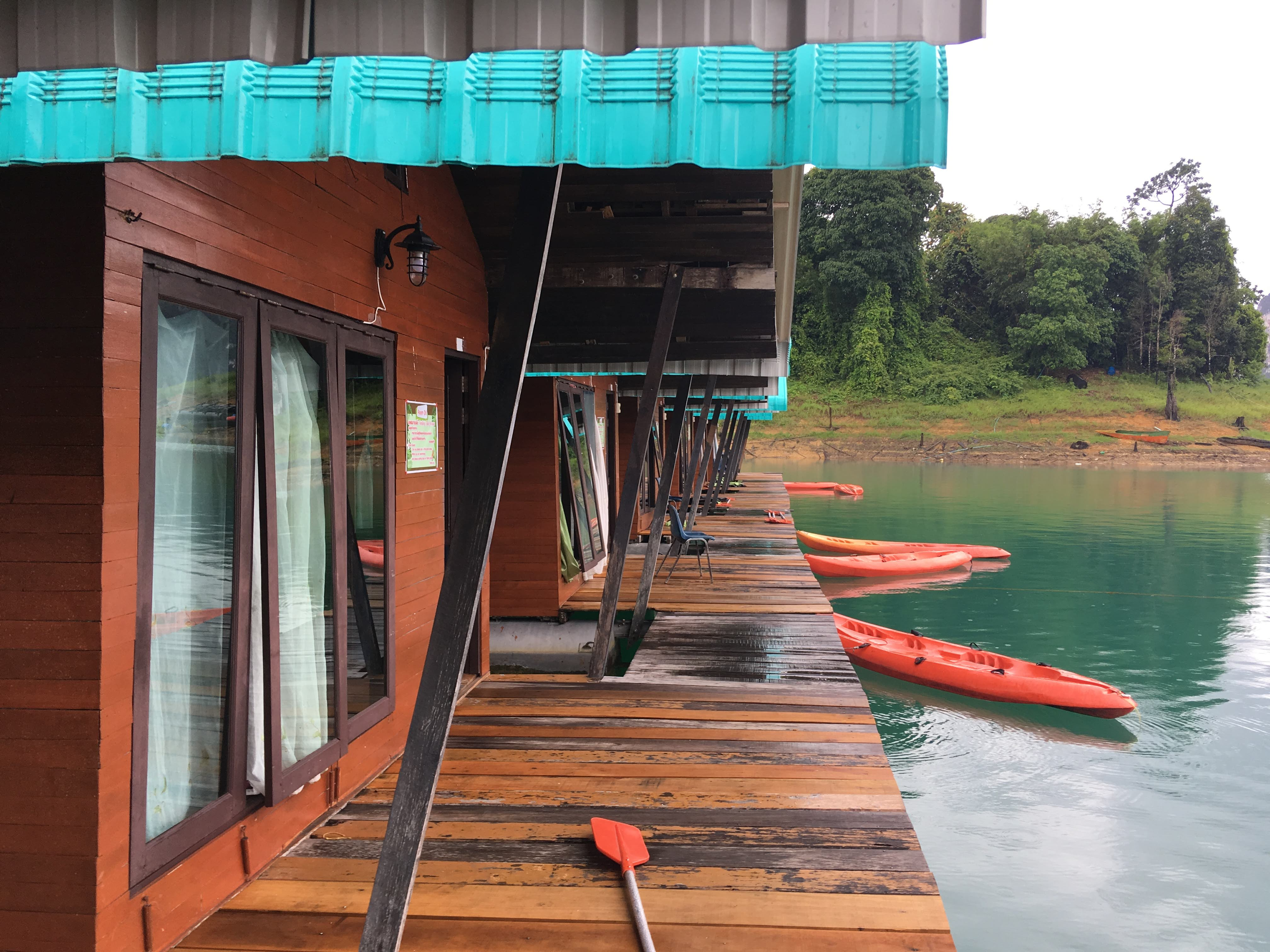
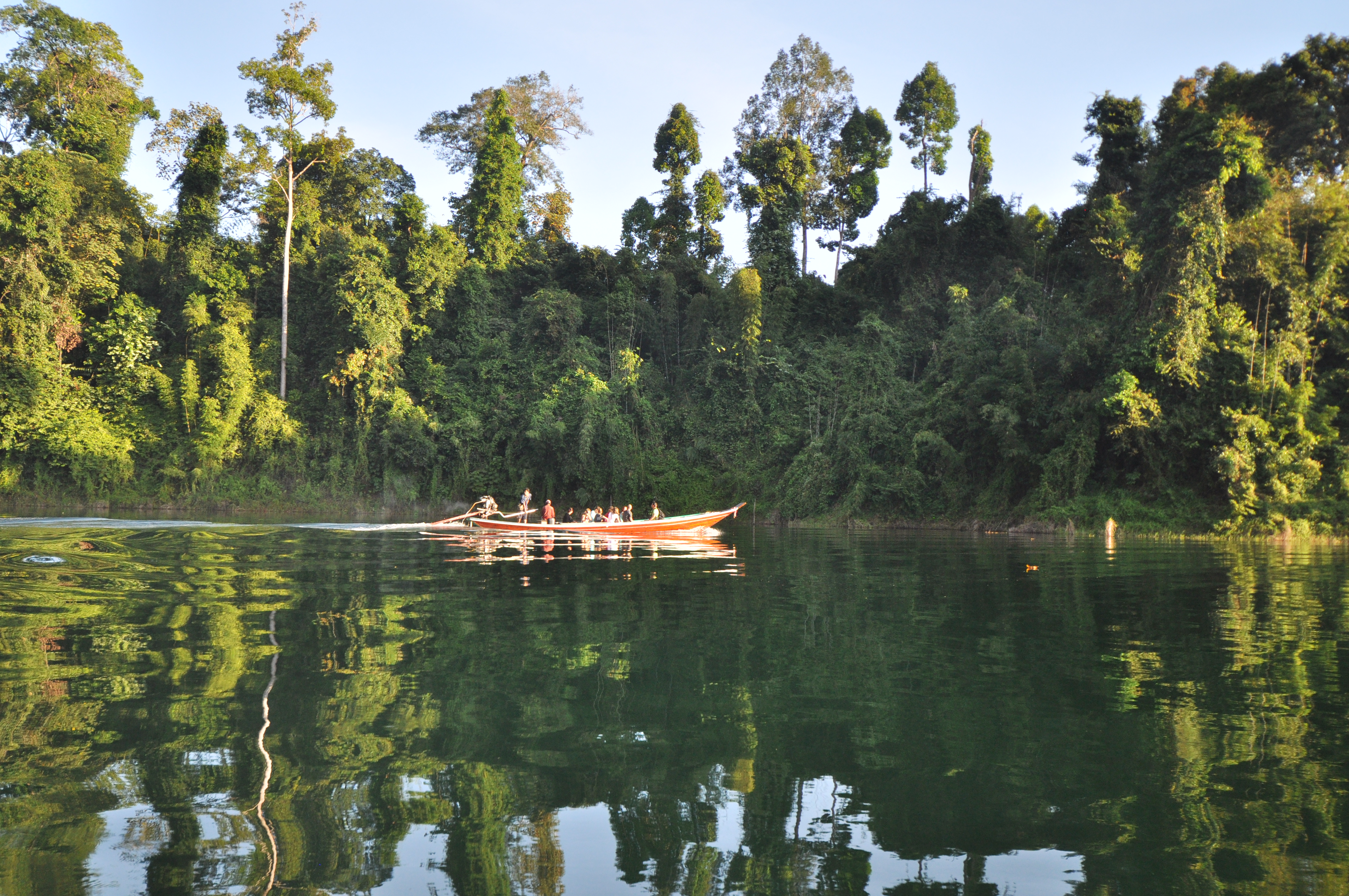
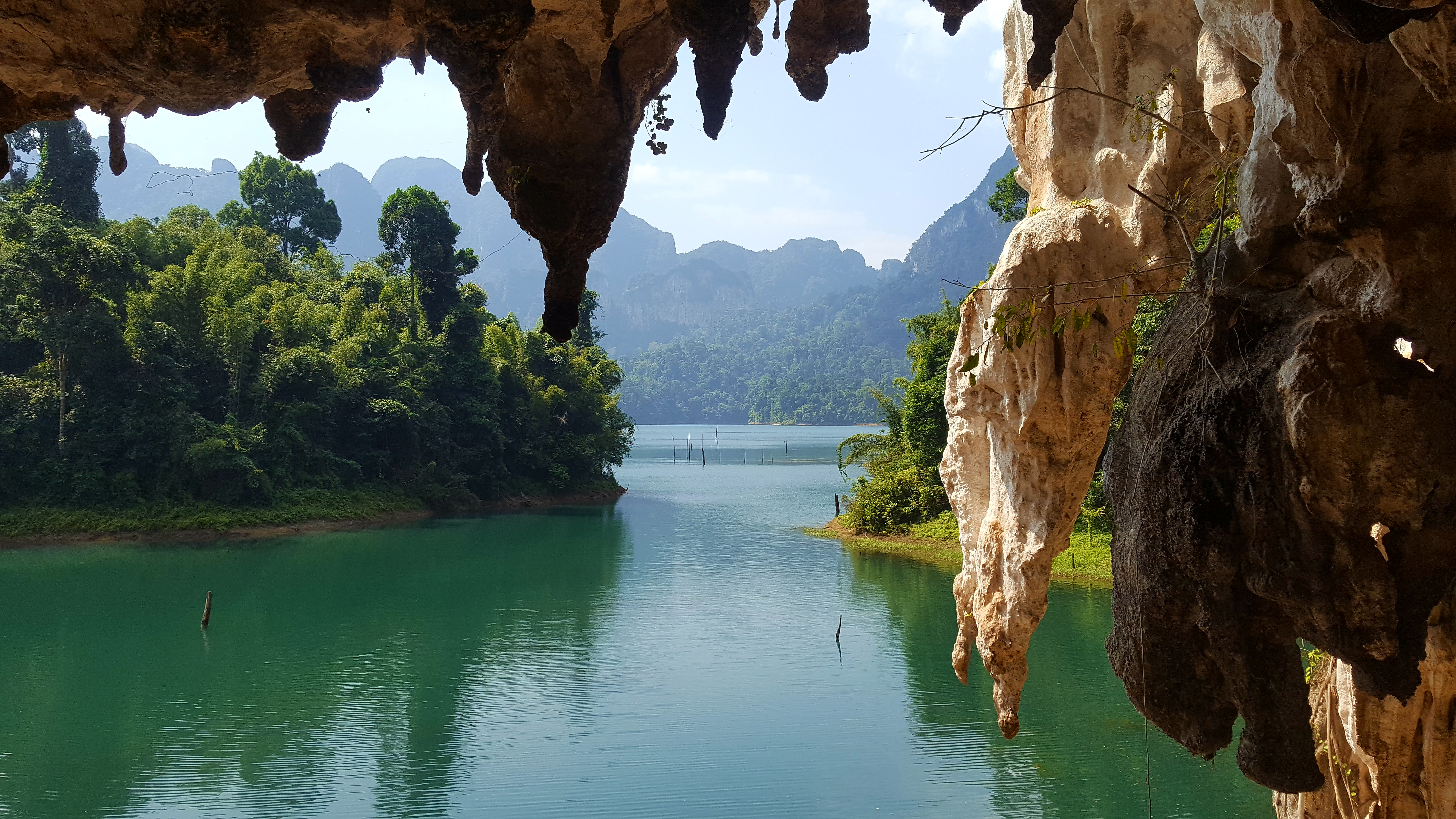
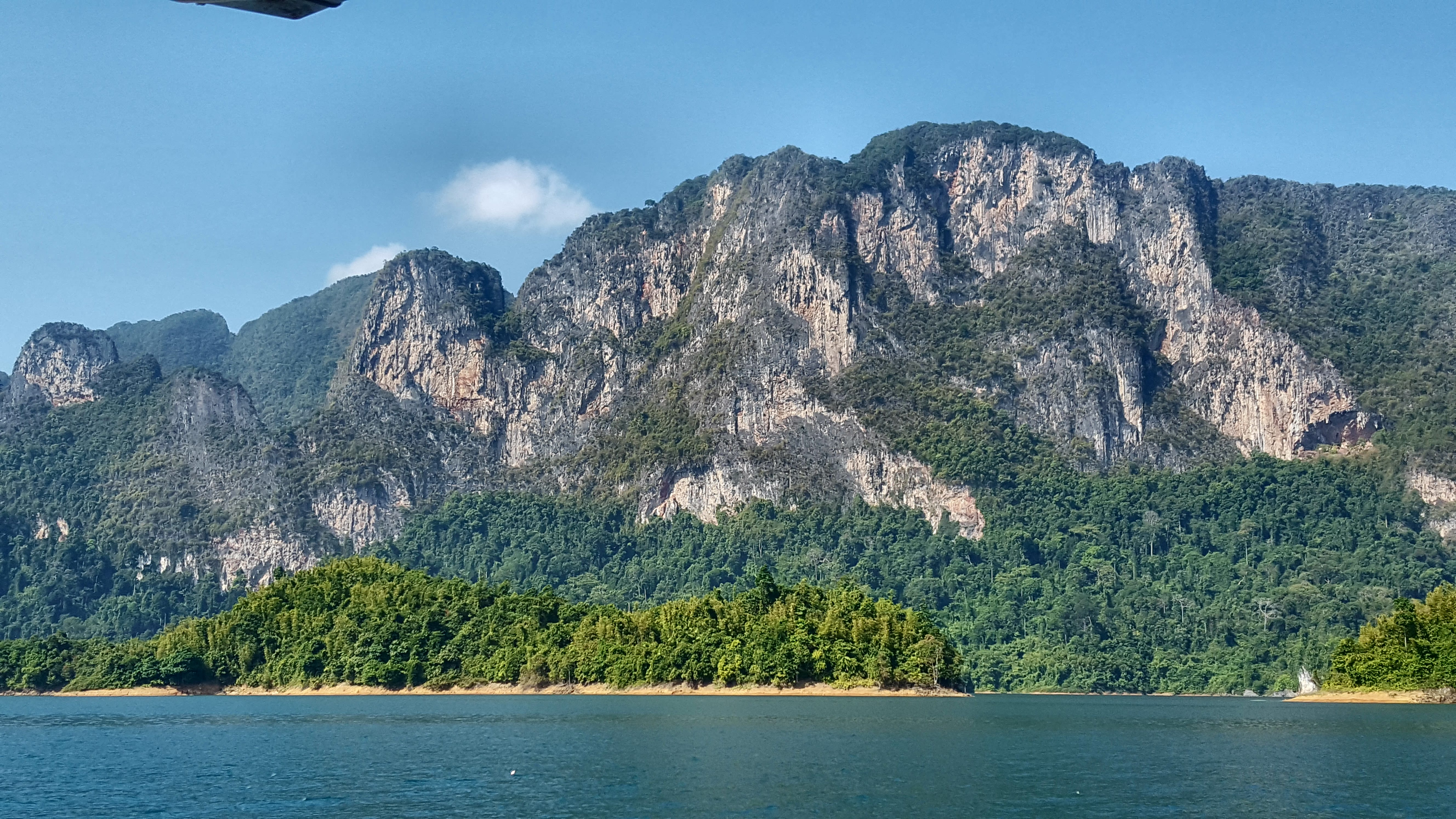
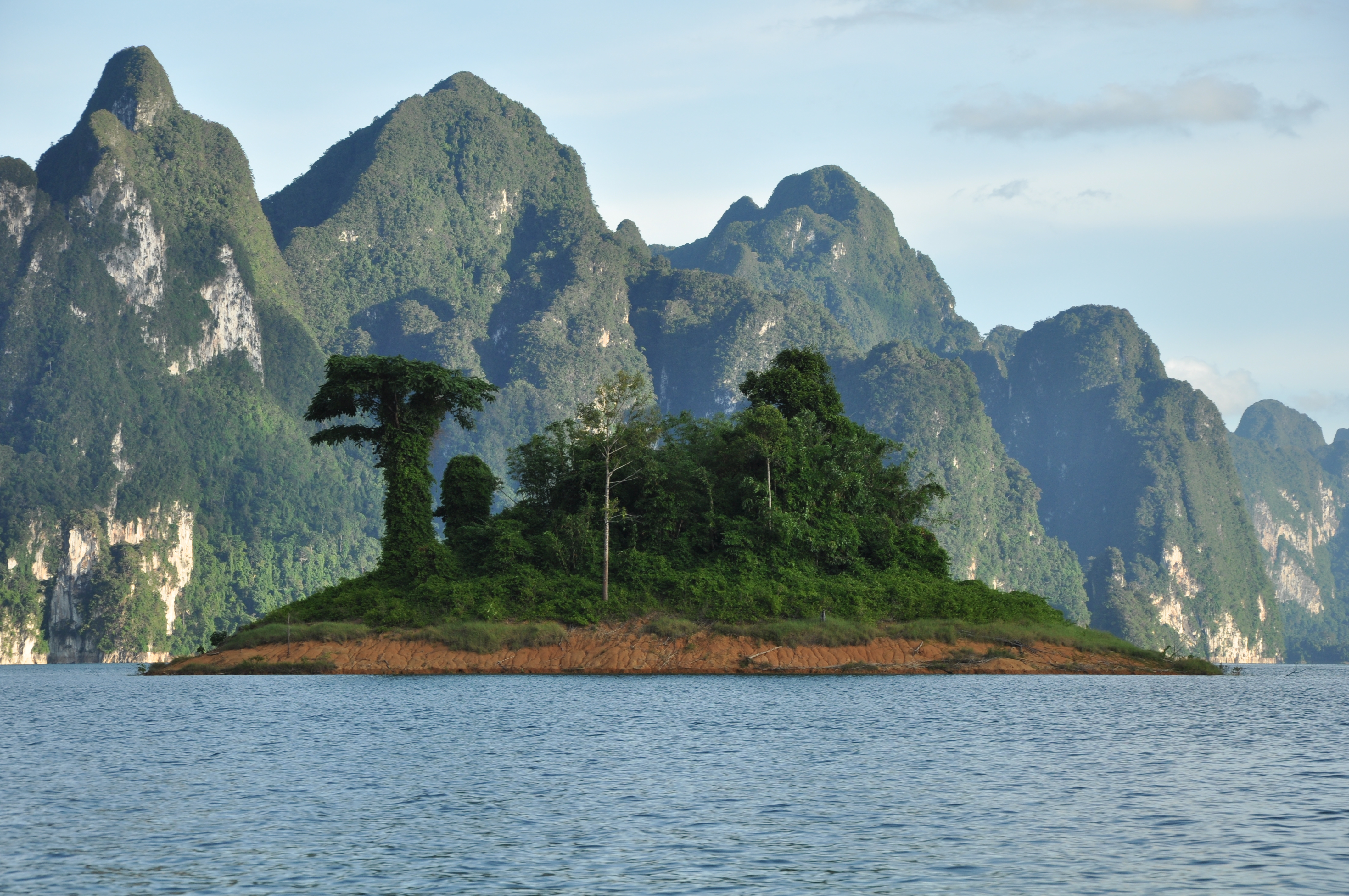
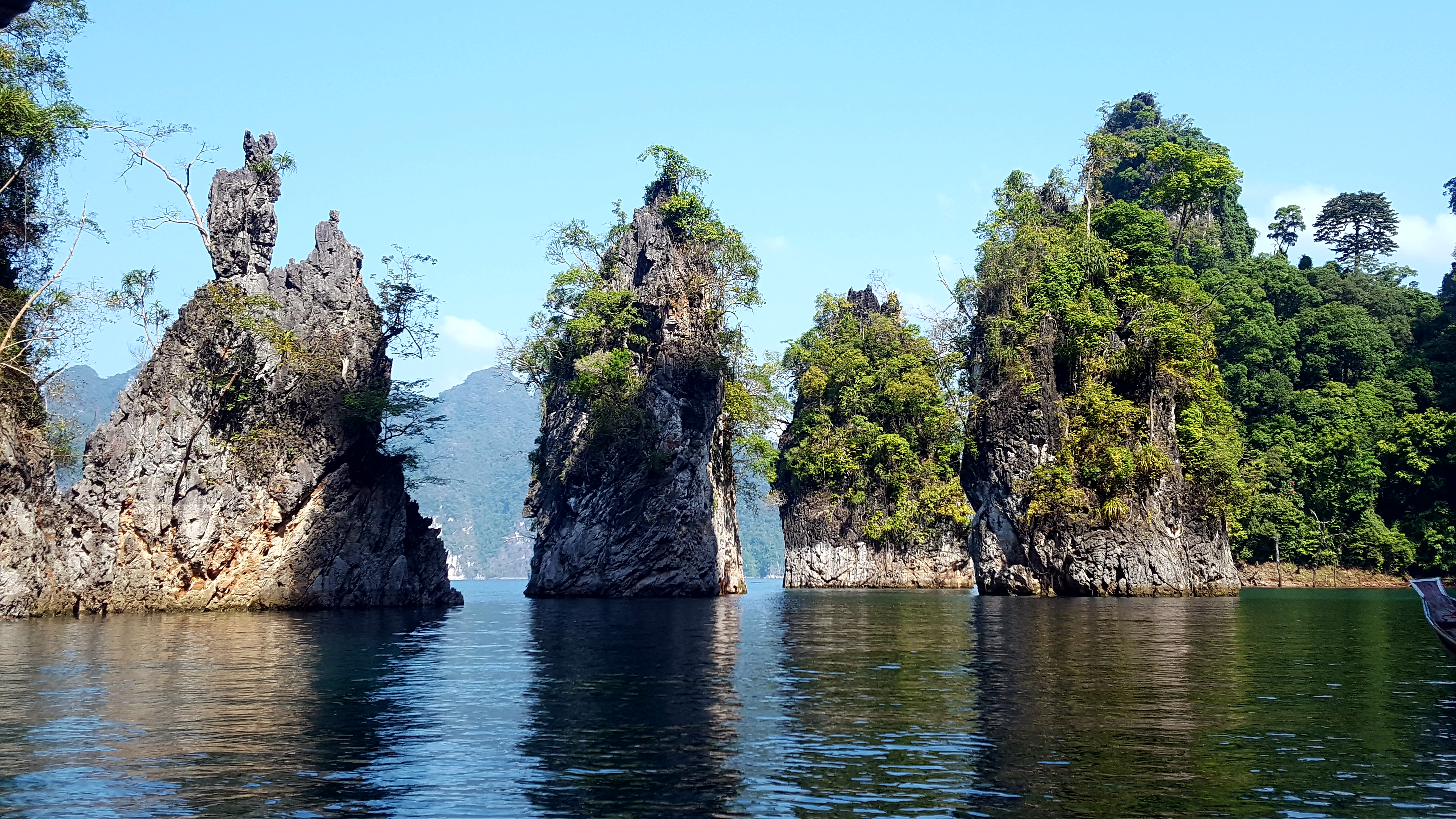
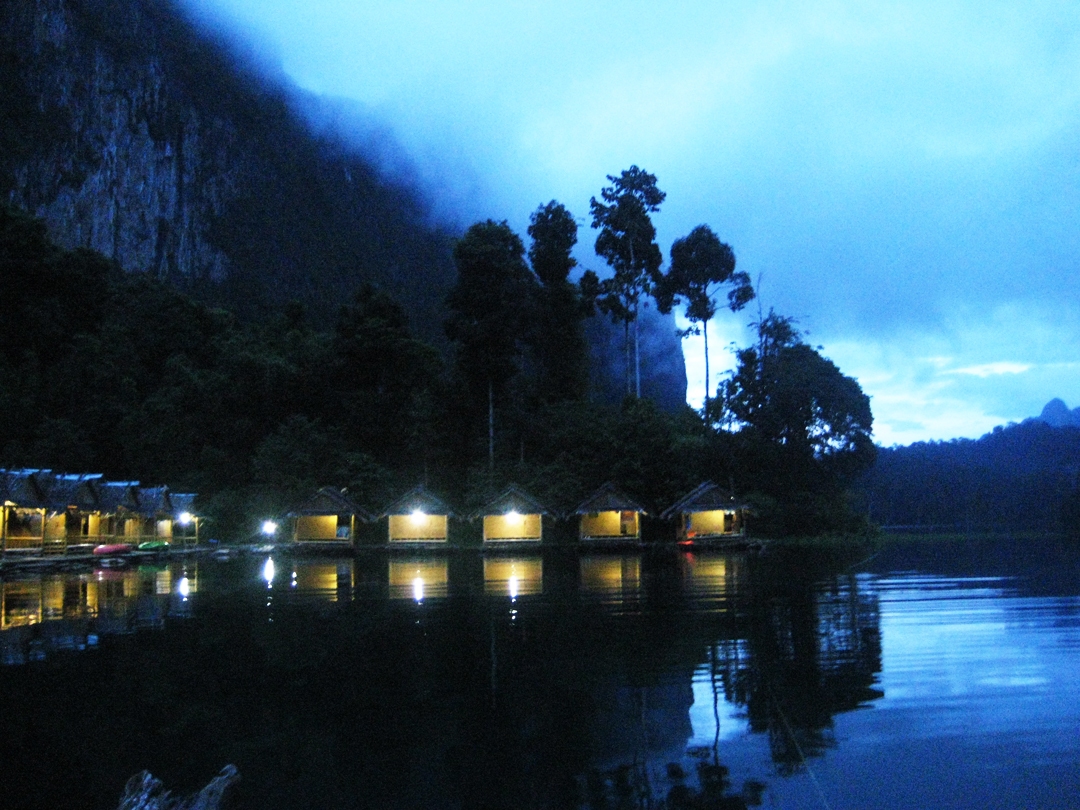
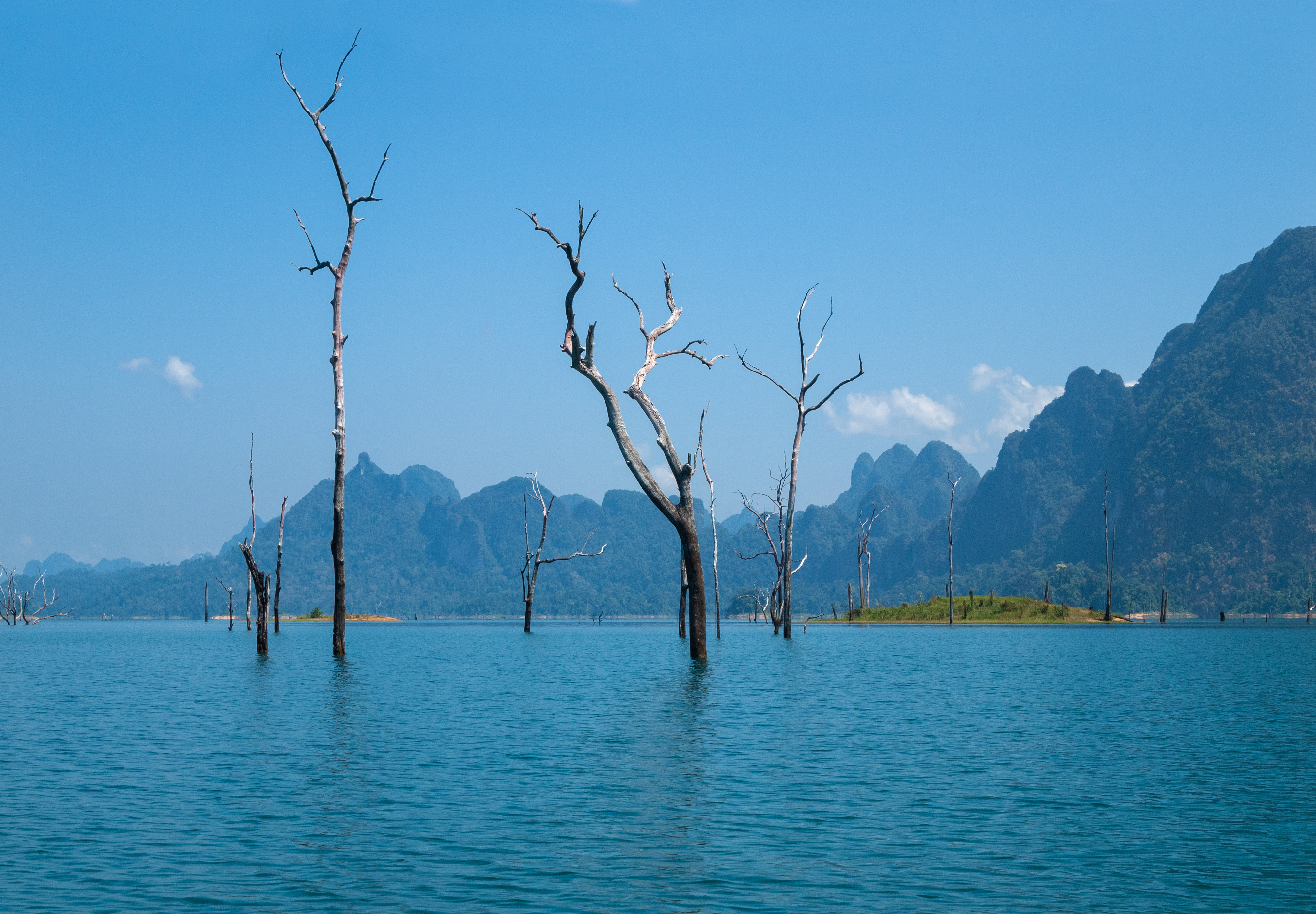

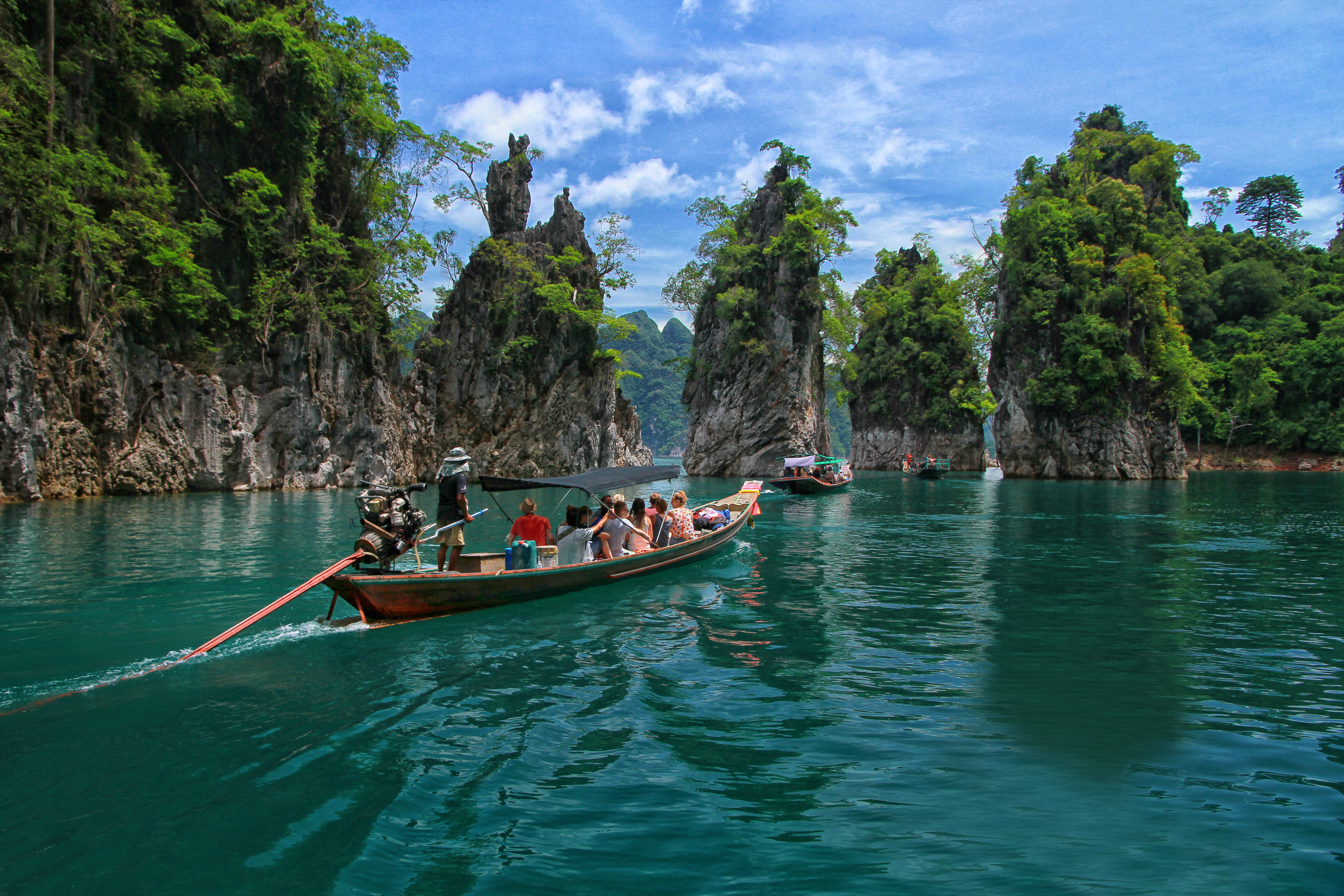

Ce lac artificiel, appelé aussi lac de Khao Sok, est parsemé de plus d'une centaine de pics calcaires qui sont devenus des îles. Cet immense lac, ces pitons rocheux émergeant de l'eau à une hauteur atteignant parfois les 60 m et la végétation tropicale offre un paysage magnifique qui laisse rêveurs les touristes.

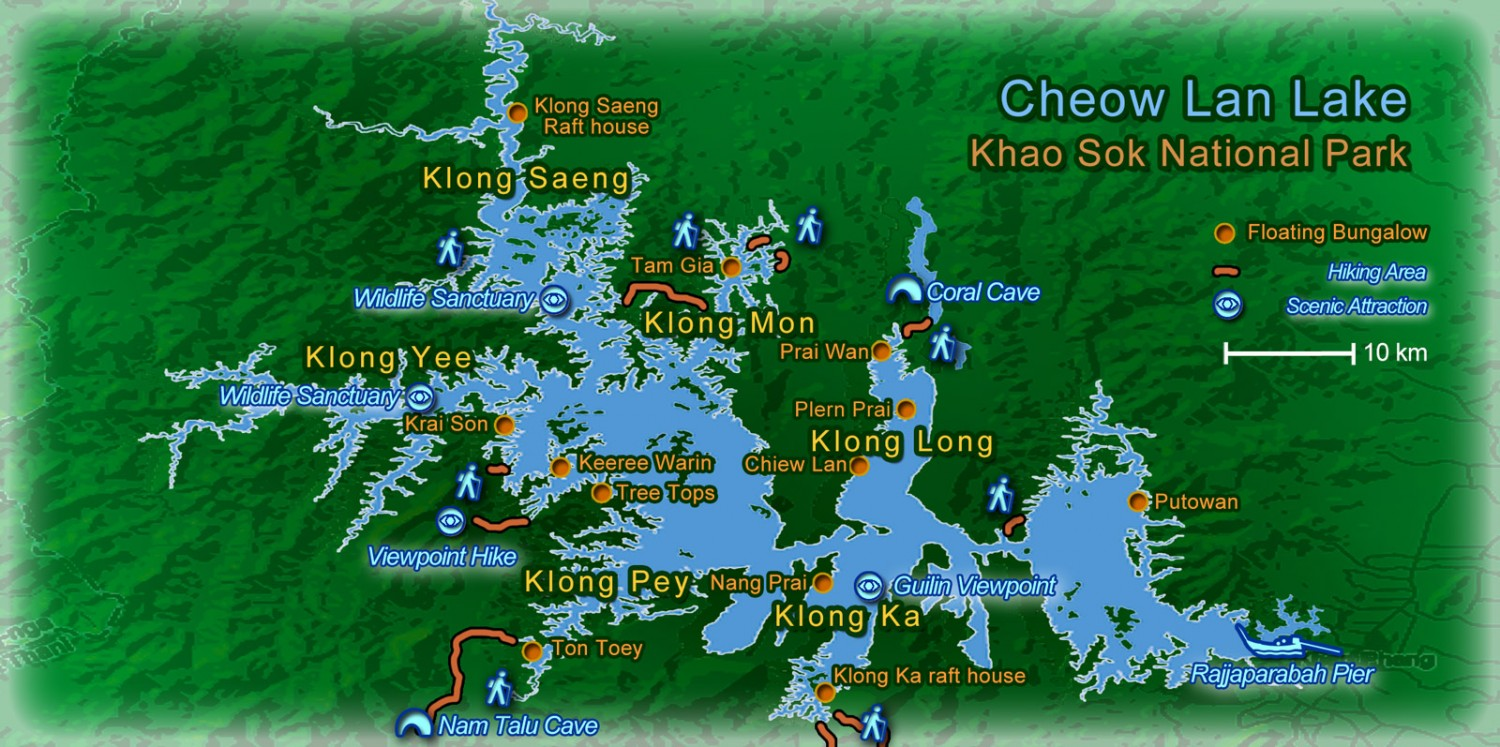
Lac artificiel de Cheow Lan

Mais le lac Cheow Lan créé par le barrage est aussi une catastrophe écologique car il a noyé 165 km2 de forêt tropicale jusqu'alors préservée : la forêt tropicale de jadis a été parcellisée en une multitude de petites îles isolées et de presqu'îles qui ont eu pour conséquence par exemple la disparition en moins de 25 ans de la quasi-totalité des mammifères autrefois présents, une perte de biodiversité en oiseaux; et la disparition d'une cinquantaine d'espèces de poissons vivant dans les rivières et non dans les eaux stagnantes d'un lac.

### Des cours d'eau, des cascades et des grottes
Il y a des ruisseaux et des rivières.

Rivières et ruisseaux
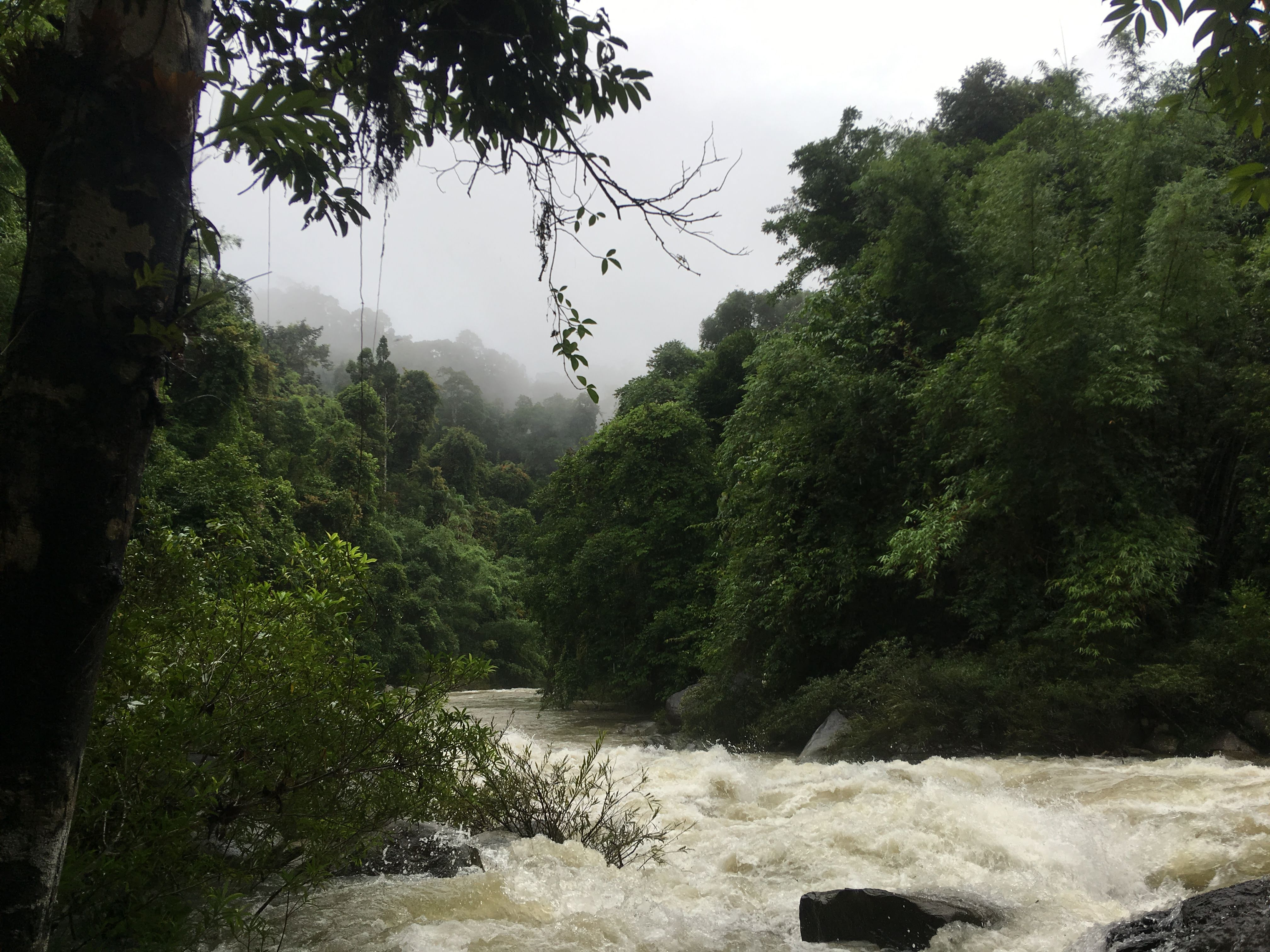
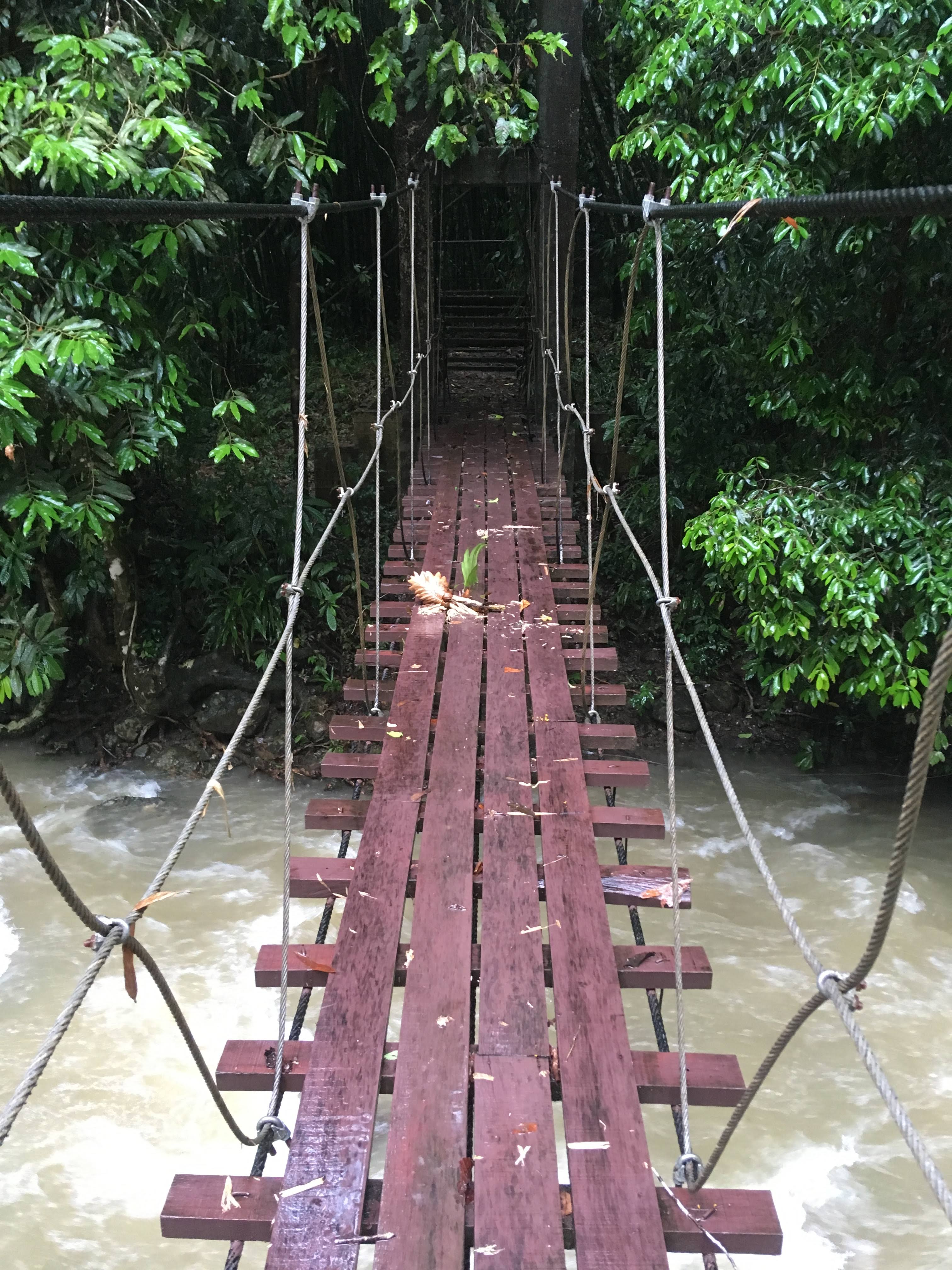
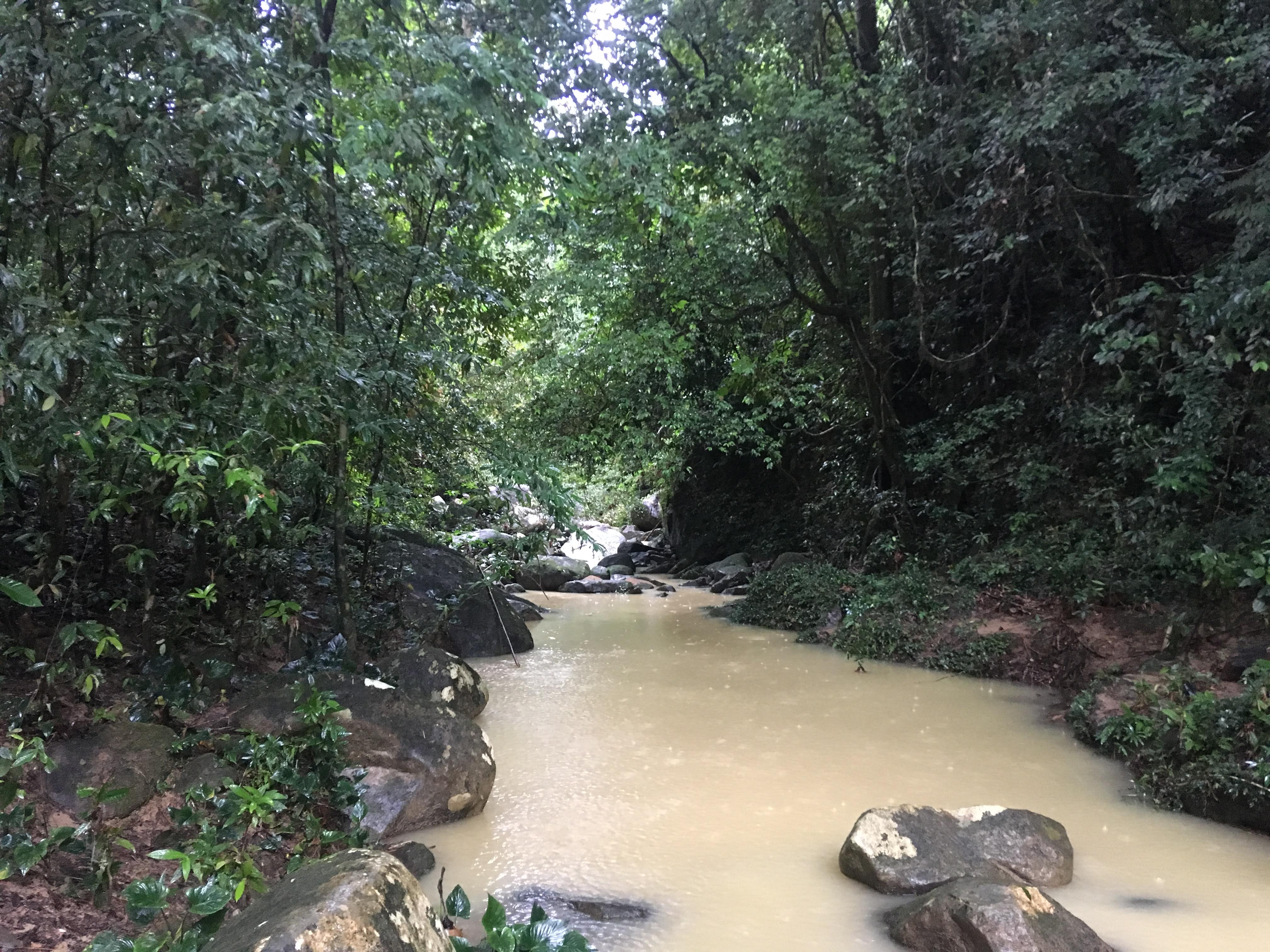
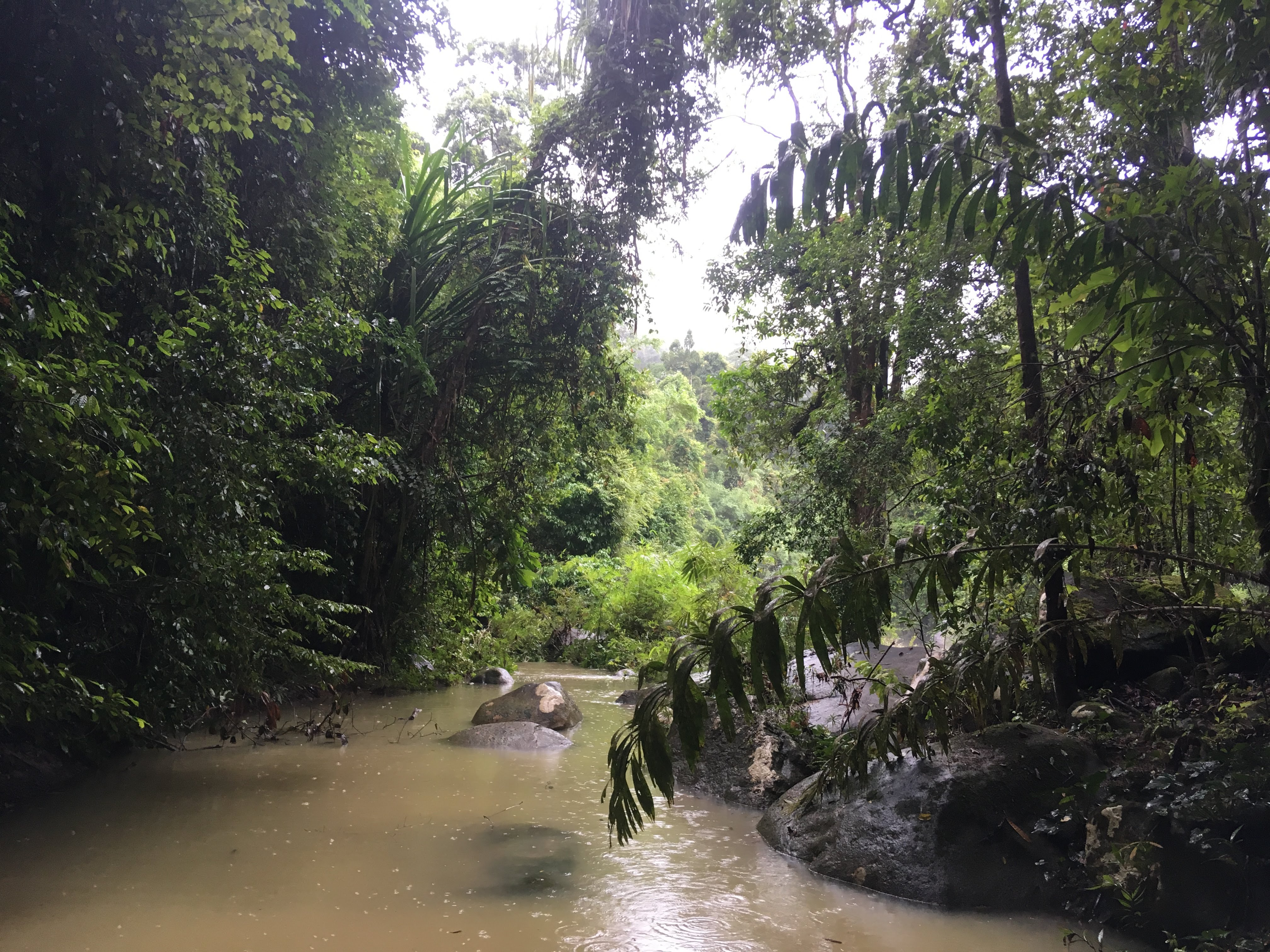
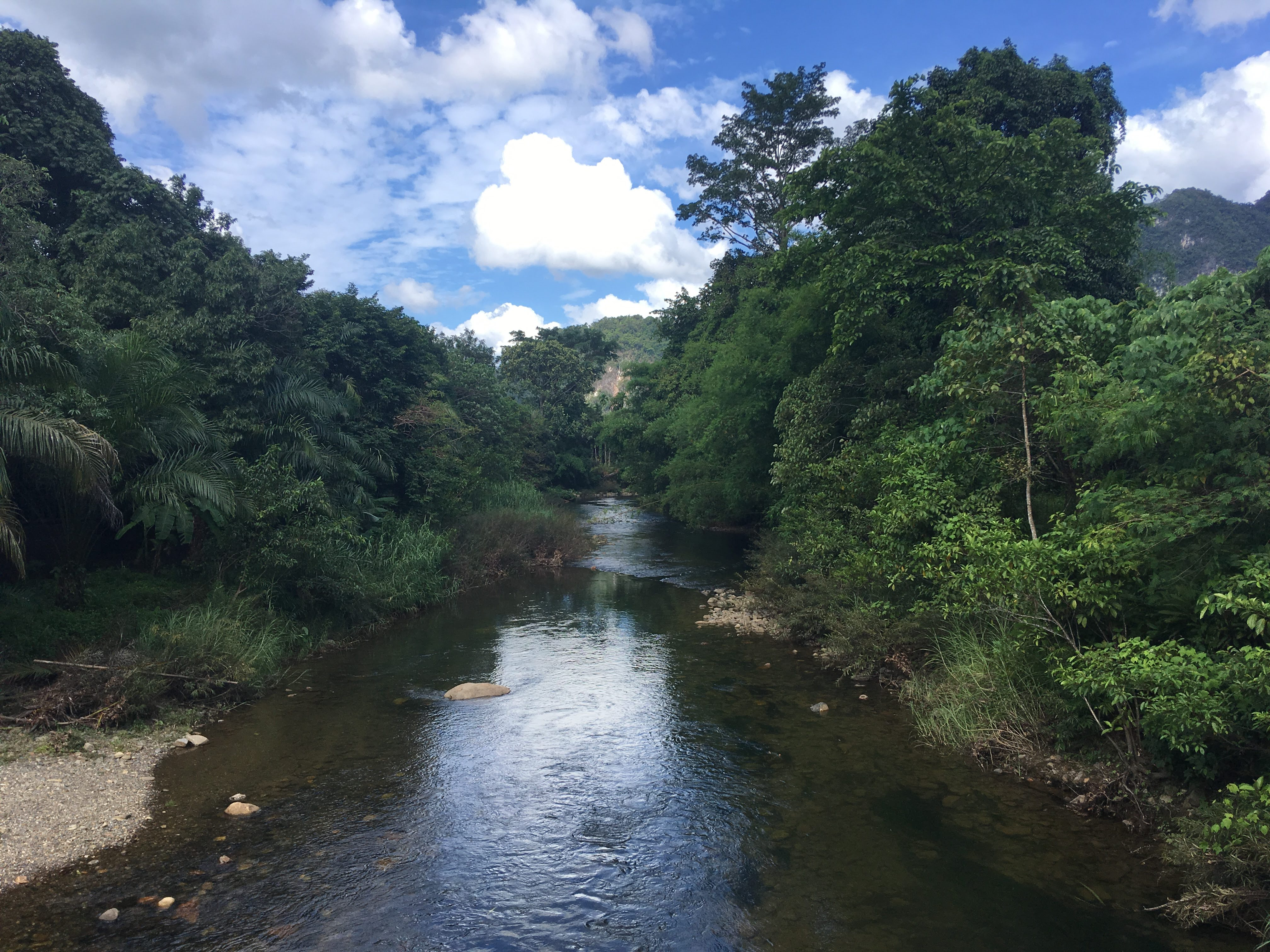

Le visiteur peut voir de nombreuses cascades : cascades de Mae Yai (น้ำตก แม่ยาย), Ton Kloi (น้ำตก โตนกลอย), Ton Sai, Sip-et Chan (น้ำตก สิบเอ็ดชั้น), Than Sawan (น้ำตก ธารสวรรค์), Win Hing (น้ำตก วิ่งหิน)...
 

Grotte de Pakarang
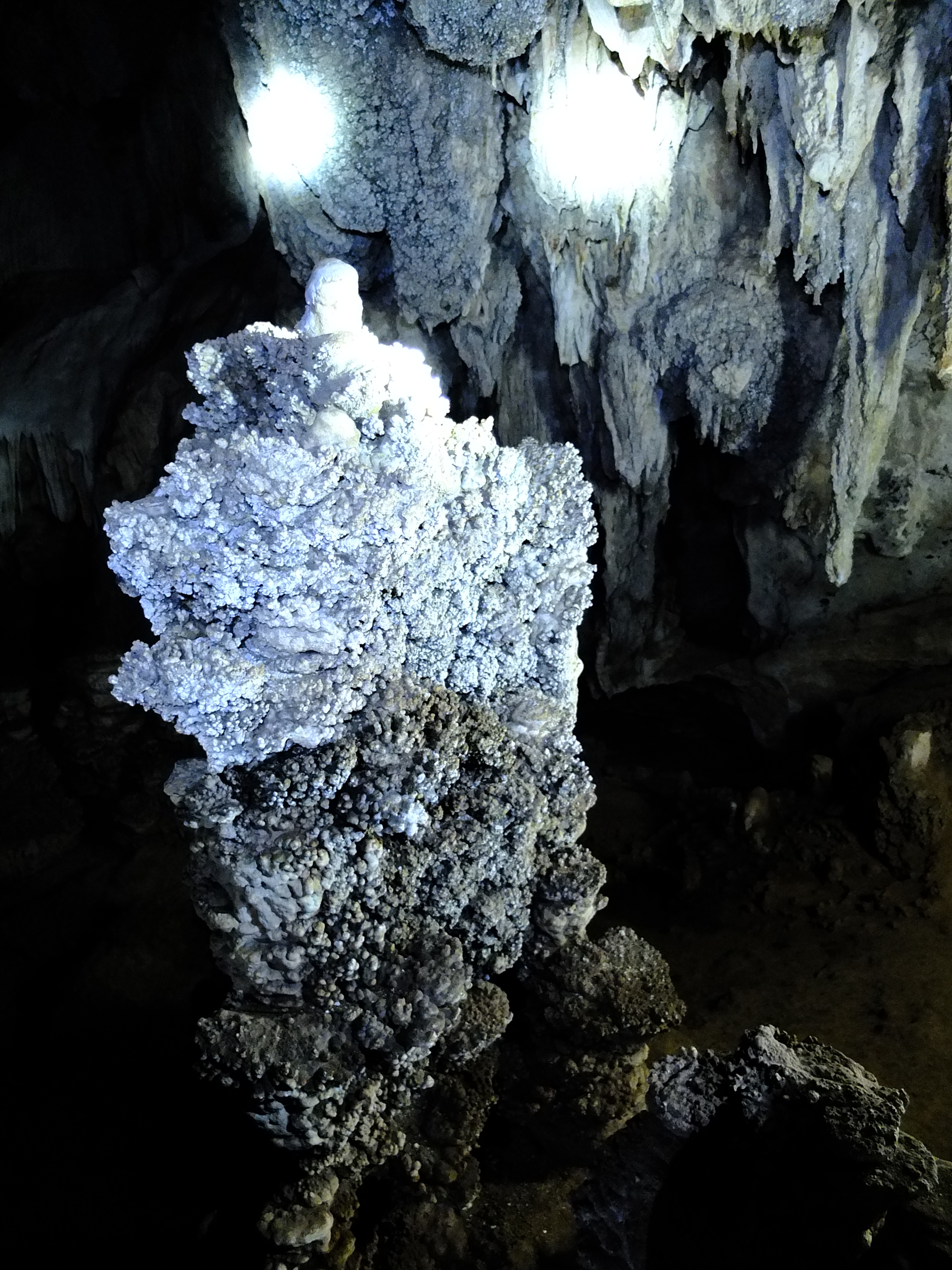
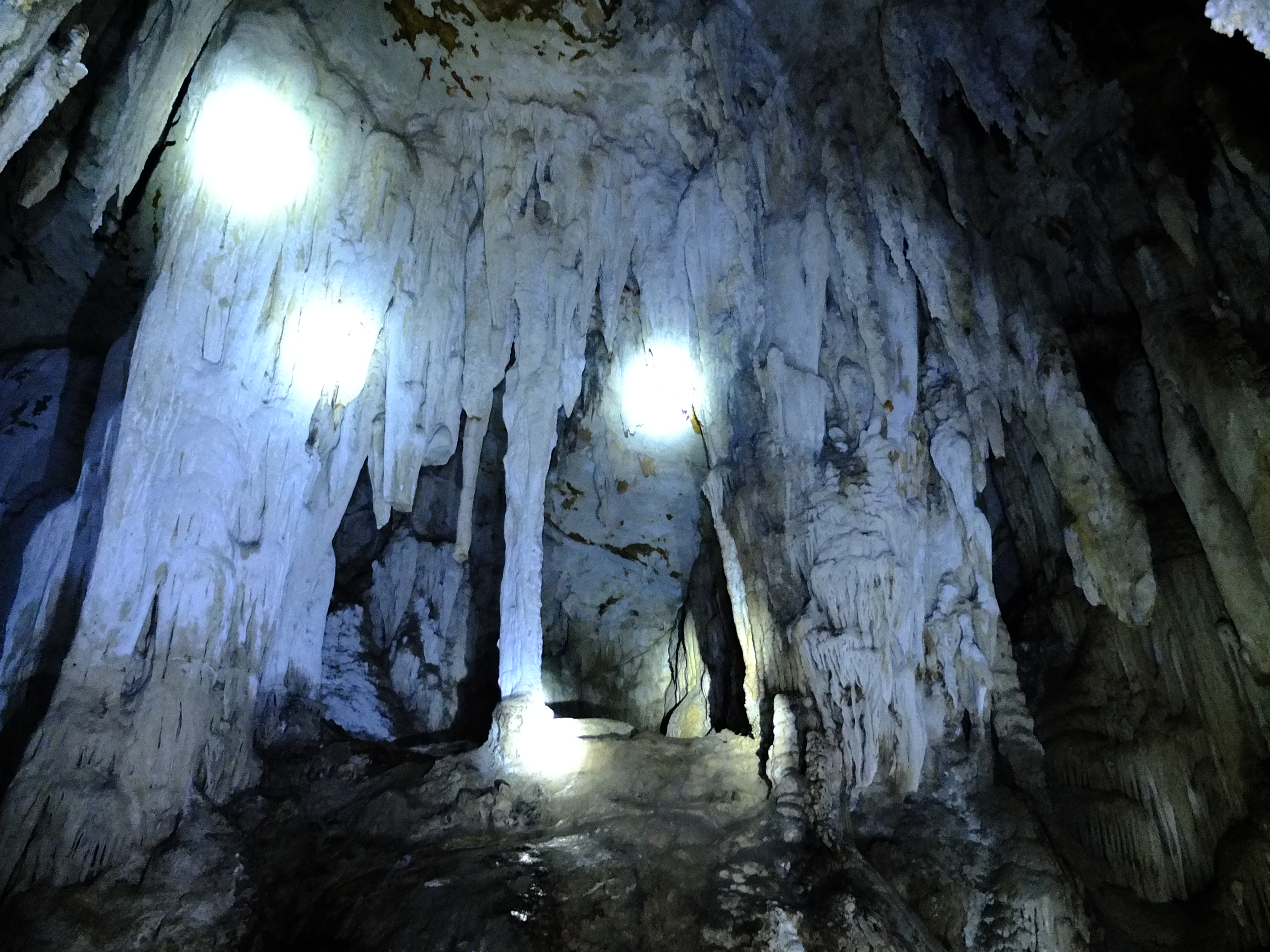
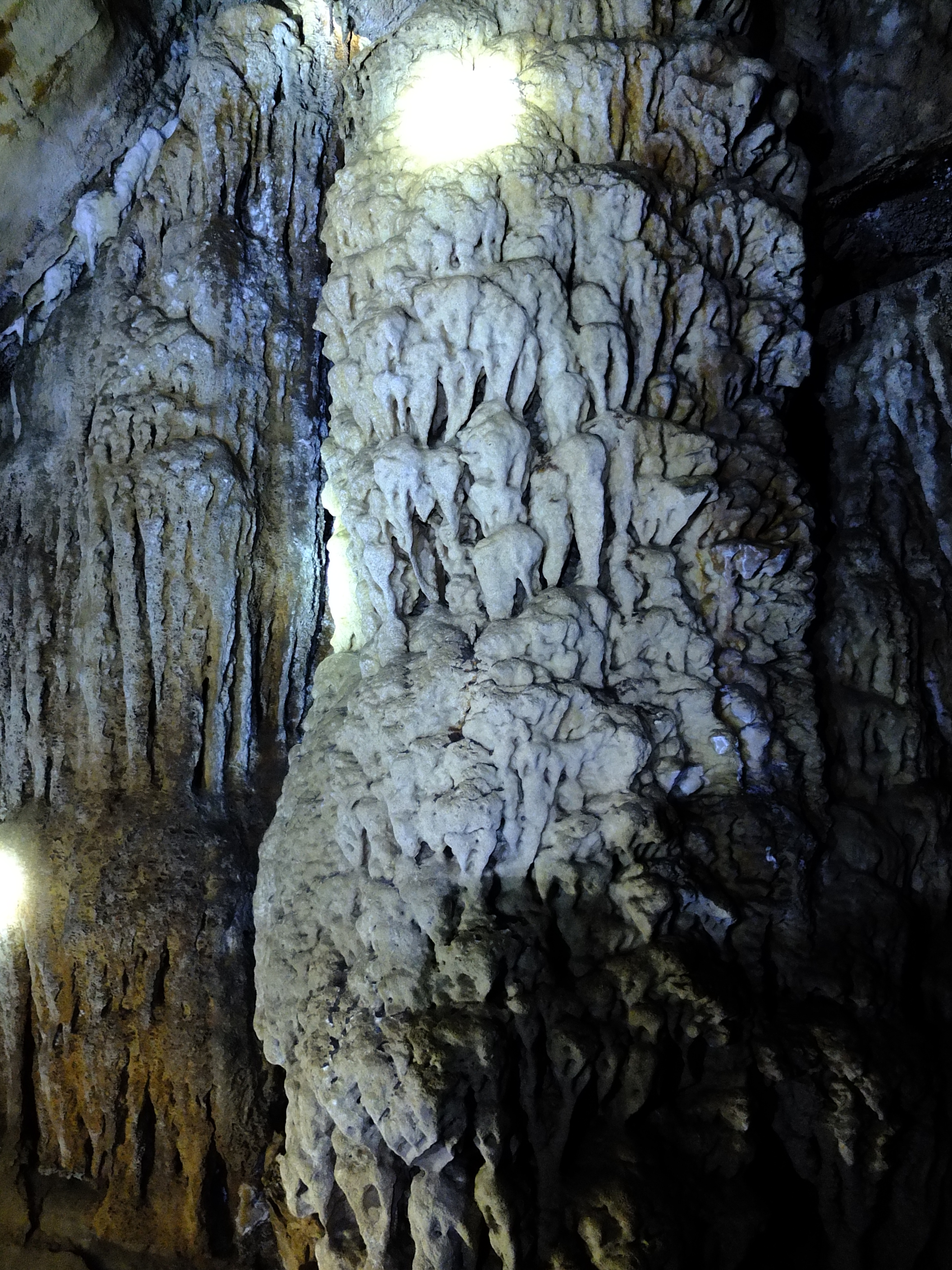
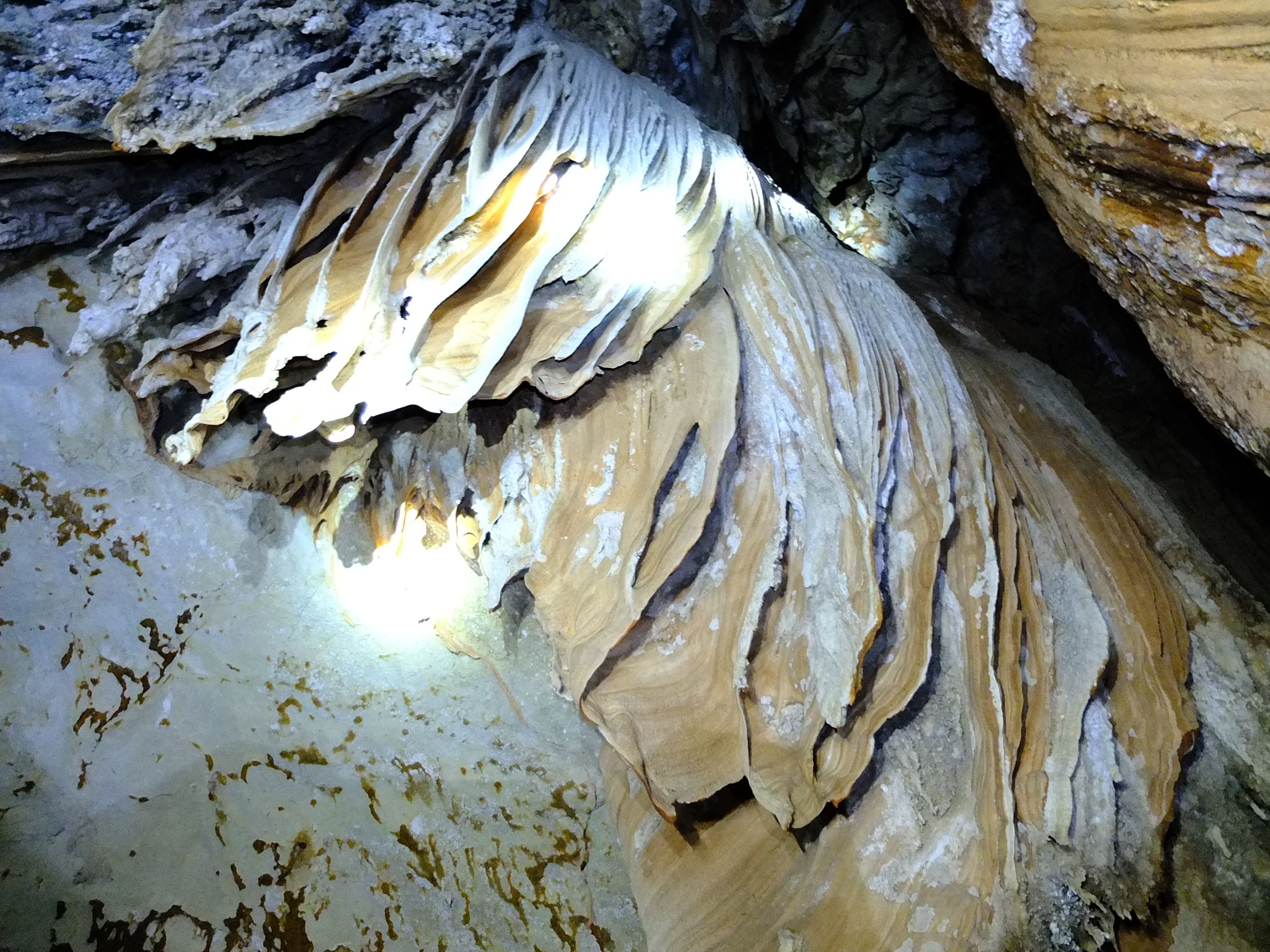
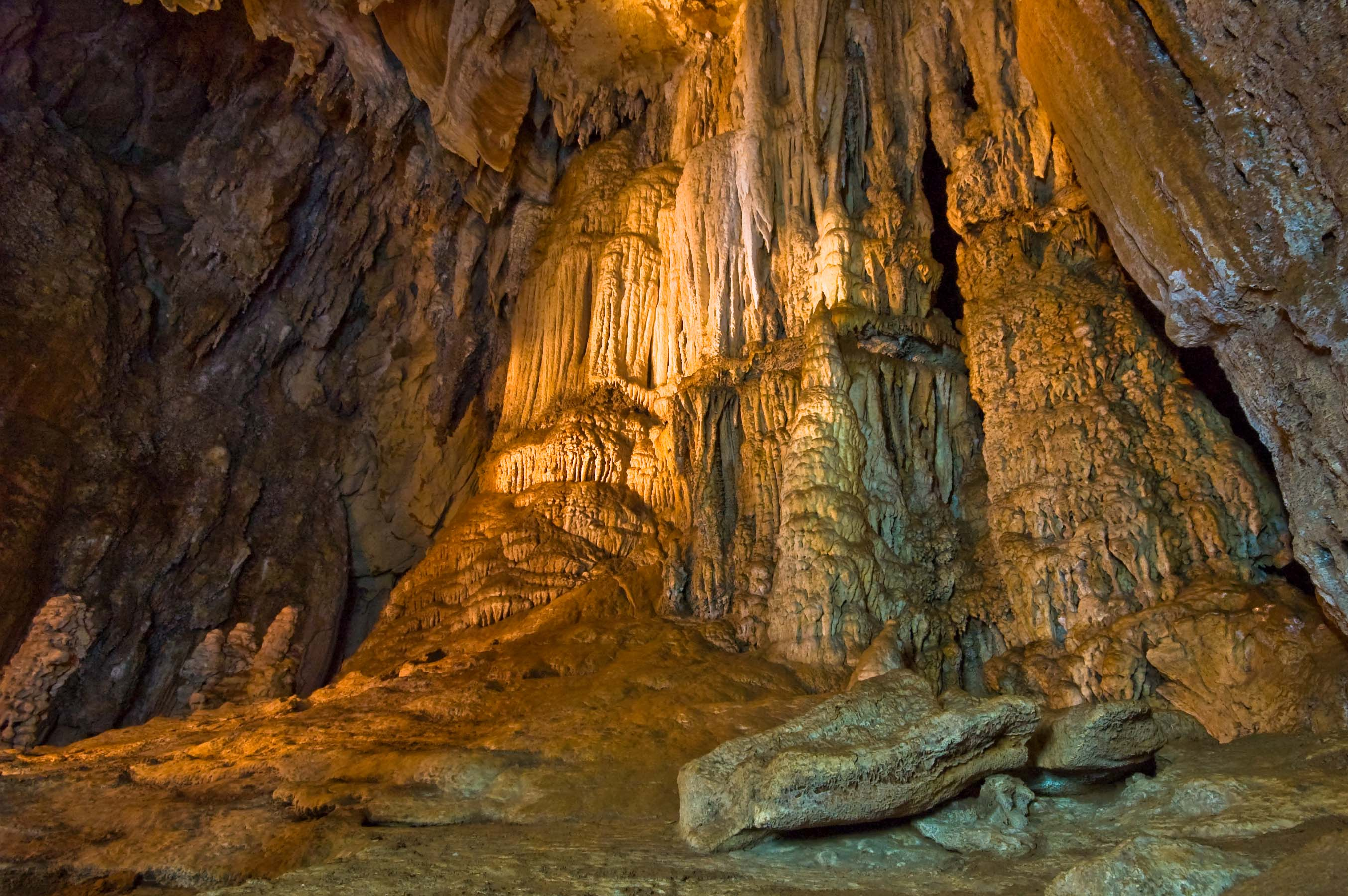

Il peut aussi découvrir des grottes aux jolies concrétions (stalactites, stalagmites, colonnes, draperies...) : grottes du diamant (ถ้ำ ประกายเพชร), Nam Thalu (ถ้ำ น้ำทะลุ), Parakarang, Kang Khao etc.

## Climat
La saison des pluies commence en avril et se termine en novembre ; la saison "sèche" aux pluies plus modérées est de décembre à mars. 
La température de l'air est constante tout au long de l'année : une bonne vingtaine de degrés la nuit et autour de trente bon degrés le jour. 
La température du lac de Kao Sok est de 27, 28 ou 29 degrés toute l'année.

## Flore

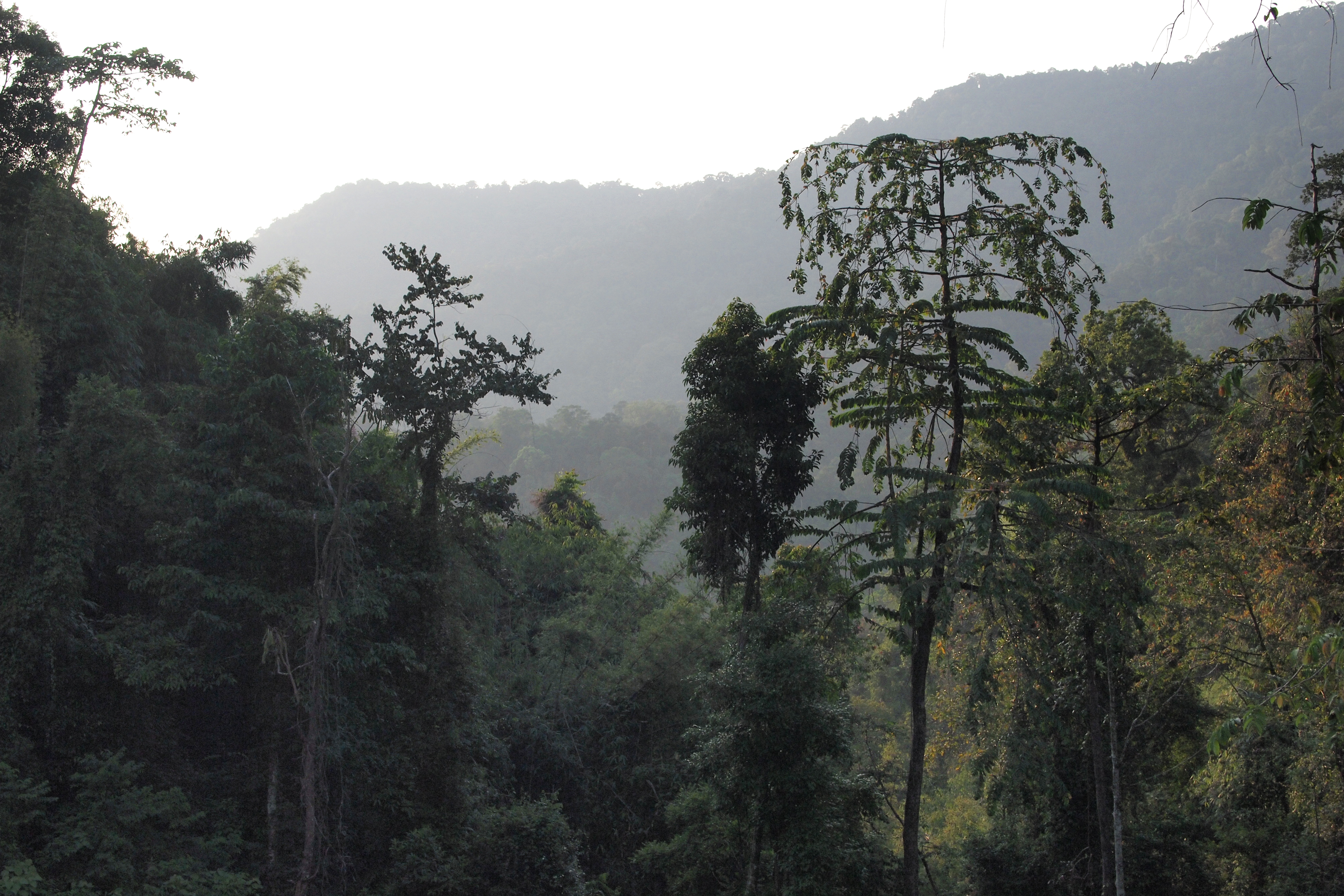
Forêt tropicale humide

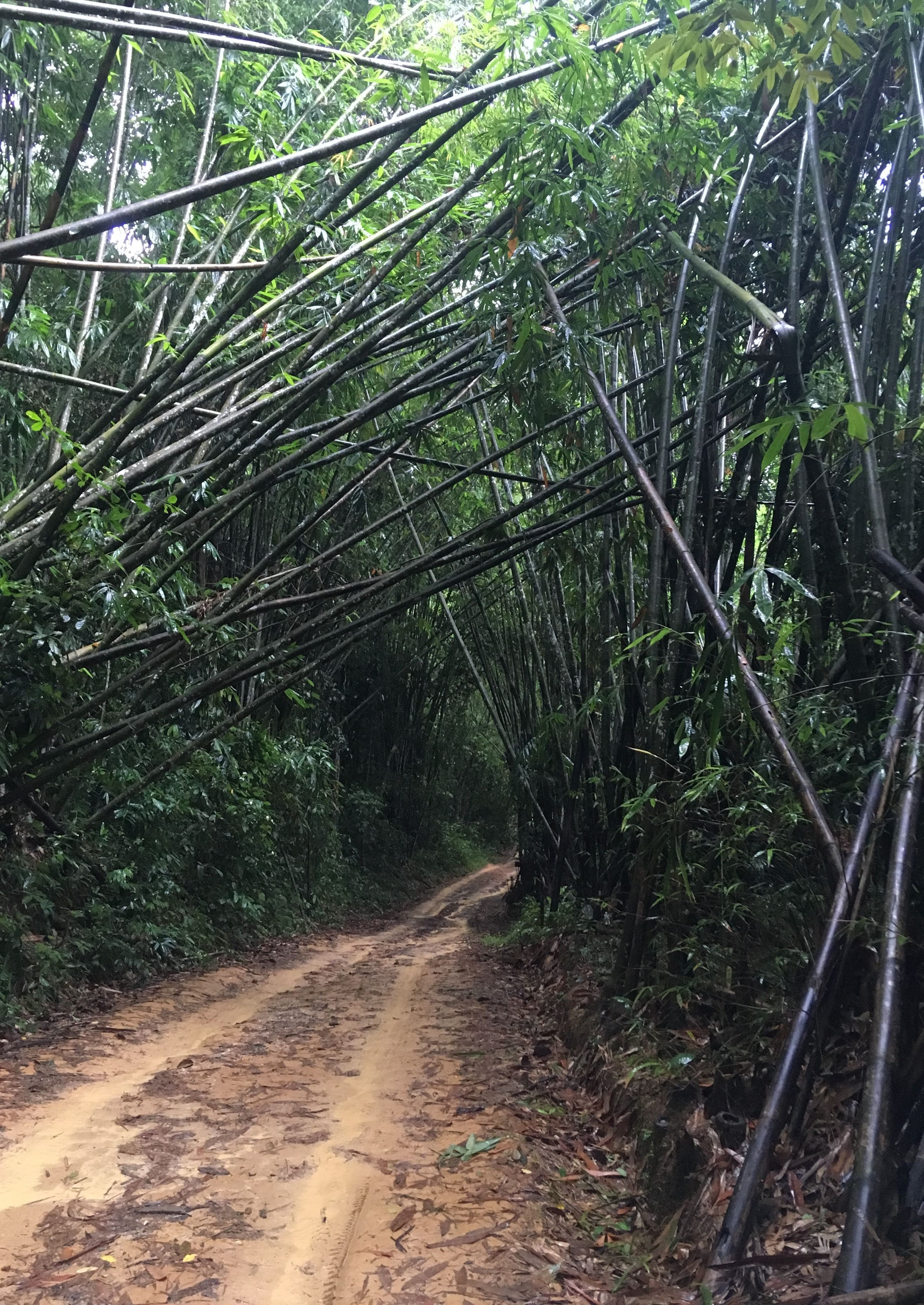
Forêt de bambous

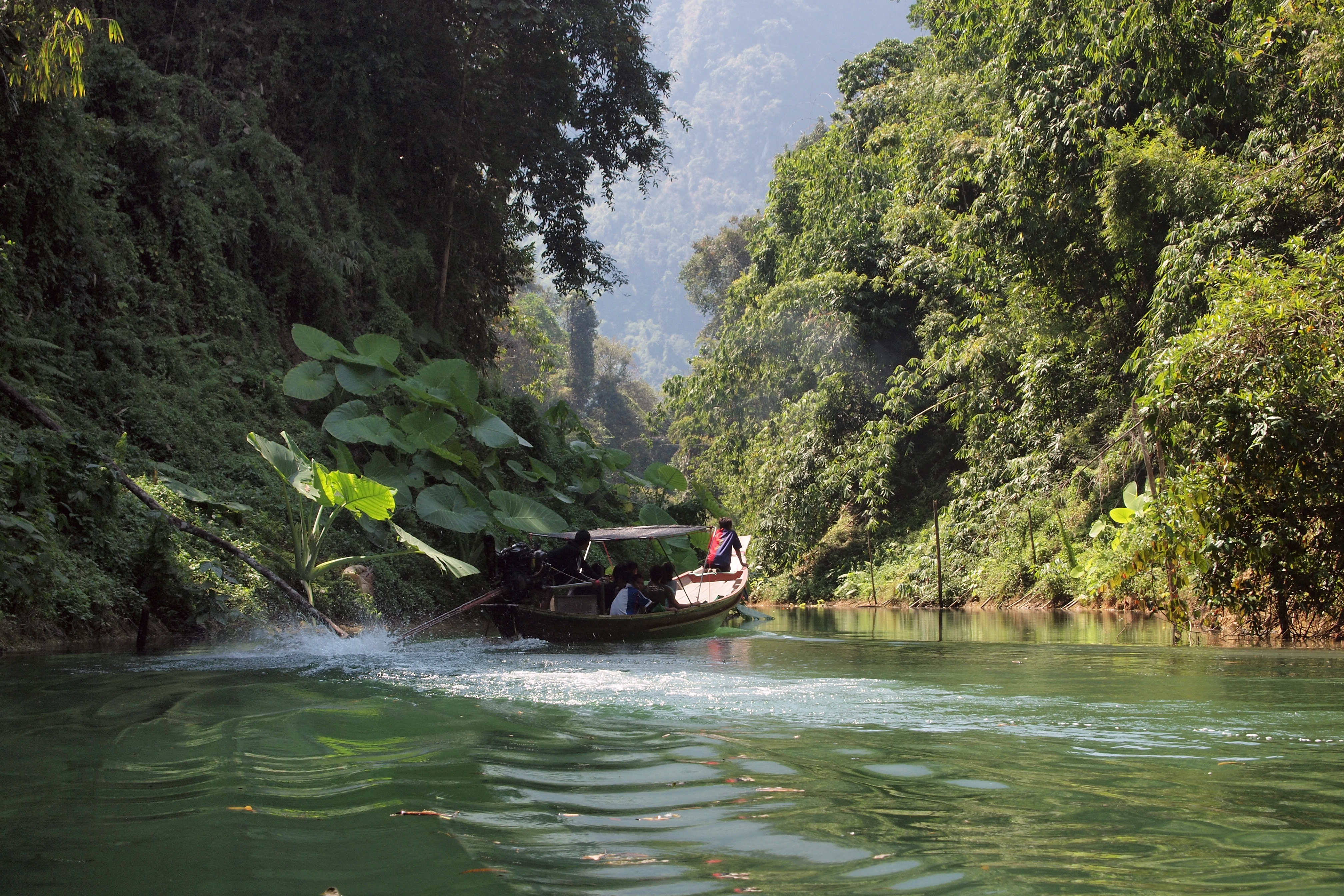
Riche flore du lac Cheow Lan

Le parc national de Khao Sok abrite une très grande biodiversité.
On peut citer les très grands arbres émergeant de la canopée des forêts tropicales humides comme les dipterocarpaceae dont des dipterocarpus gracilis, des hopea odorata, des anisoptera costata et des parashorea stellata, des grands arbres fabaceae parkia speciosa, des palmiers rotins calamus palustris, des plantes zingiberaceae cardamome médicinale, etc. 
On peut mentionner dans les forêts tropicales des monts calcaires des dipterocarpaceae hopea ferrea,  des dragonniers ou dracénas, des palmiers kerriodoxa elegans et maxburretia furtadoana, des arbustes pandanus, des plantes succulentes euphorbia lacei, des fougères alsophila podophylla, des orchidées sabot de Vénus paphiopedilum, des plantes herbacées à belles fleurs  impatientes ou balsamines comme l'impatiente ou balsamine de la reine Sirindhorn, etc.
On trouve aussi des forêts de bambous.

On peut en outre trouver, si on est chanceux (car sa floraison est très brève), la plus grande fleur du monde : la célèbre rafflesia.

Rafflesia kerrii
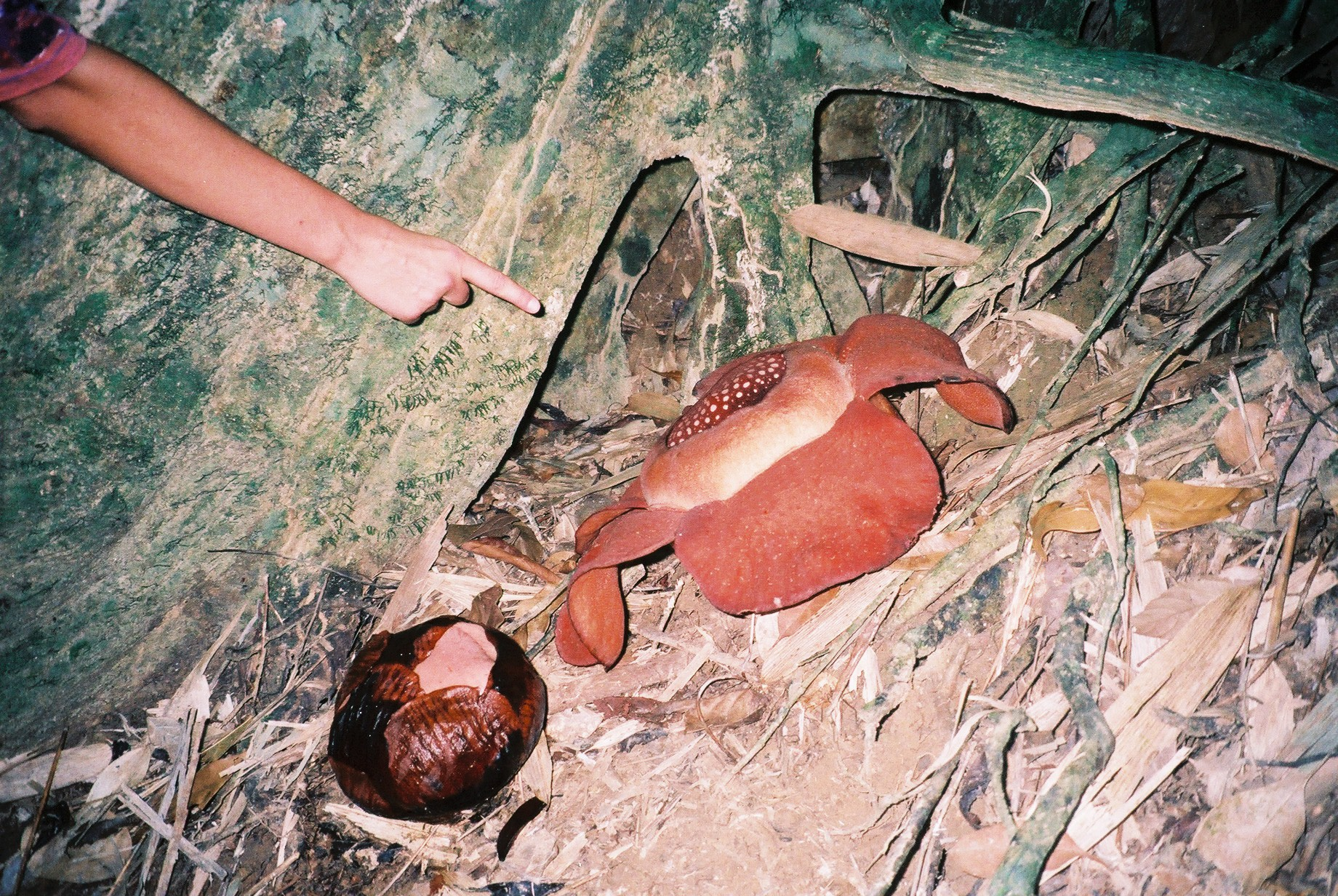
En bouton et éclose
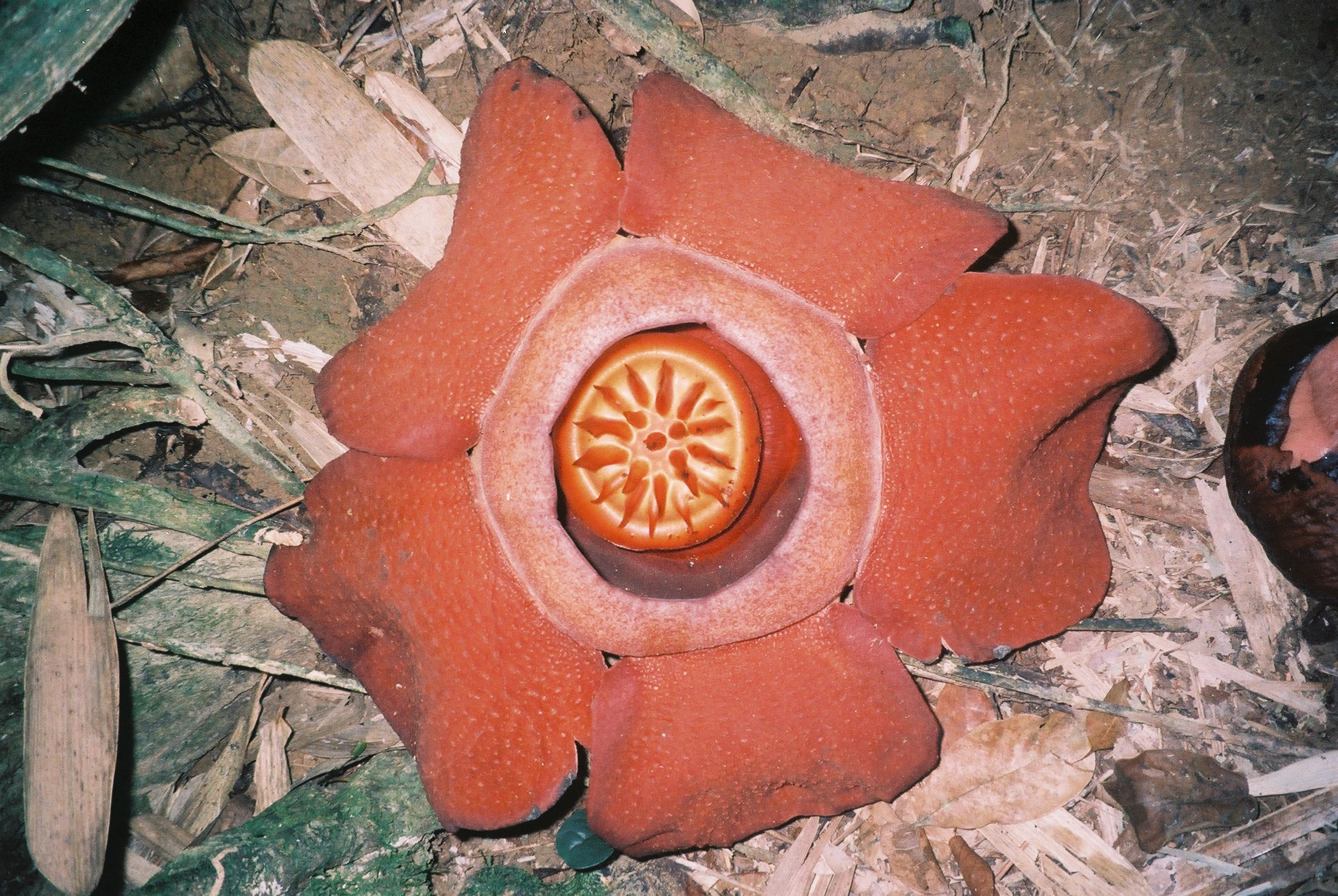
Éclose
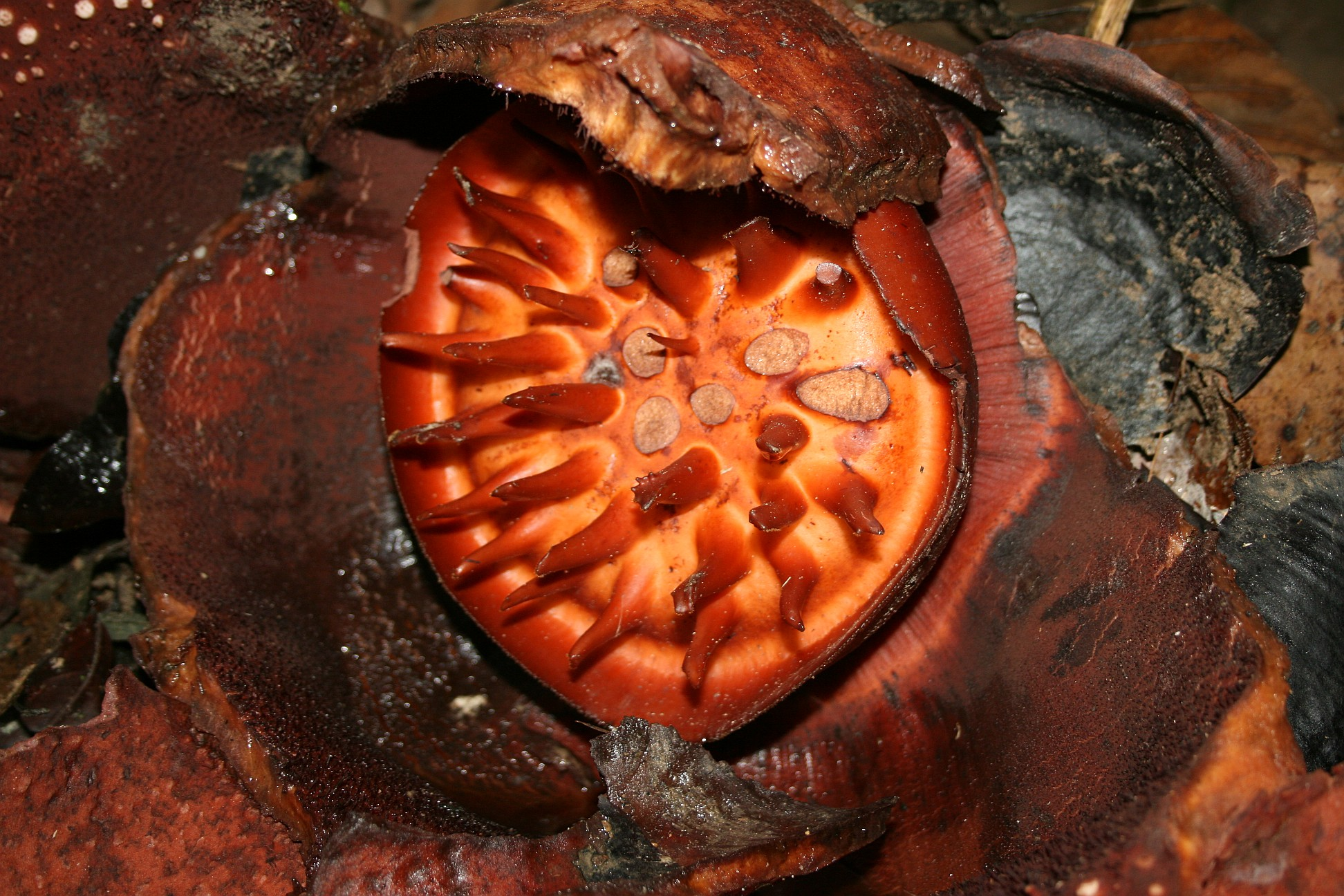
En train de faner
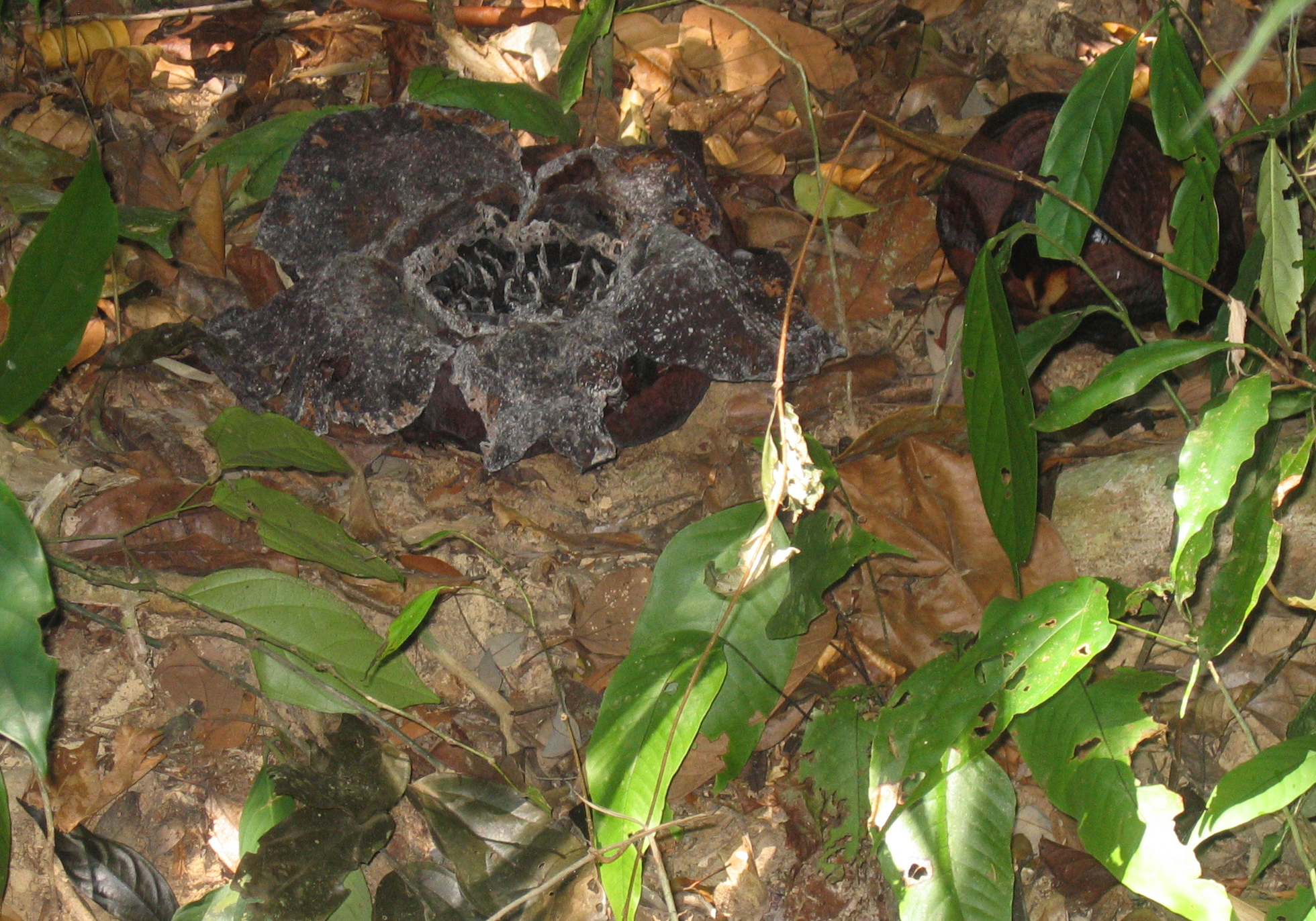
Fanée

## Faune
Le parc national de Khao Sok recense 412 espèces d'oiseaux, 112 espèces de mammifères, 7 espèces de tortues, 25 espèces de lézards, 54 espèces de serpents et 35 espèces d'amphibiens.
Il y a aussi d'innombrables espèces d'insectes, de papillons, de vers, d'araignées ... et d'autres animaux inconnus à découvrir.

### 112 espèces de mammifères
On peut voir de nombreux mammifères : 
- 7 espèces de primates : des singes macaques à face rouge, macaques à queue de cochon des îles de la Sonde, macaques crabiers et gibbons à mains blanches ; langurs semnopithèques obscurs et semnopithèques malais ; loris lents ;
- 8 espèces d'ongulés : cerf muntjac de Fea, cerf aboyeur (muntjac indien) et cerf sambar ; chevrotain kanchil ; gaur et saro d'indochine ; porc sauvage (sanglier) ;
- 1 espèce de proboscidiens : éléphant d'Asie ;
- 29 espèces de carnivores : ours malais ; chat-ours ; panthère, panthère nébuleuse ,chat marbré et tigre[12] ... ;
- 26 espèces de rongeurs : athérure malais et porc-épic de Malaisie ; 10 espèces d'écureuils dont l'écureuil géant oriental ; petit rat des bambous et rat des bambous de Sumatra rhizomys sumatrensis ; 8 espèces de muridés ... ;
- 37 espèces de chiroptères : chauve-souris petit faux vampire megaderma spasma .... ;
- et 6 autres espèces diverses : pangolin javanais ; tapir de Malaisie, etc.

Mammifères
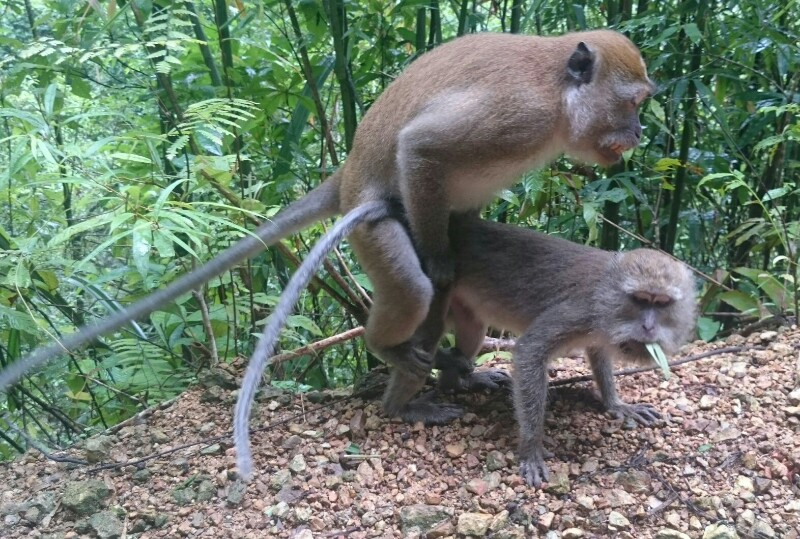
Macaques crabiers
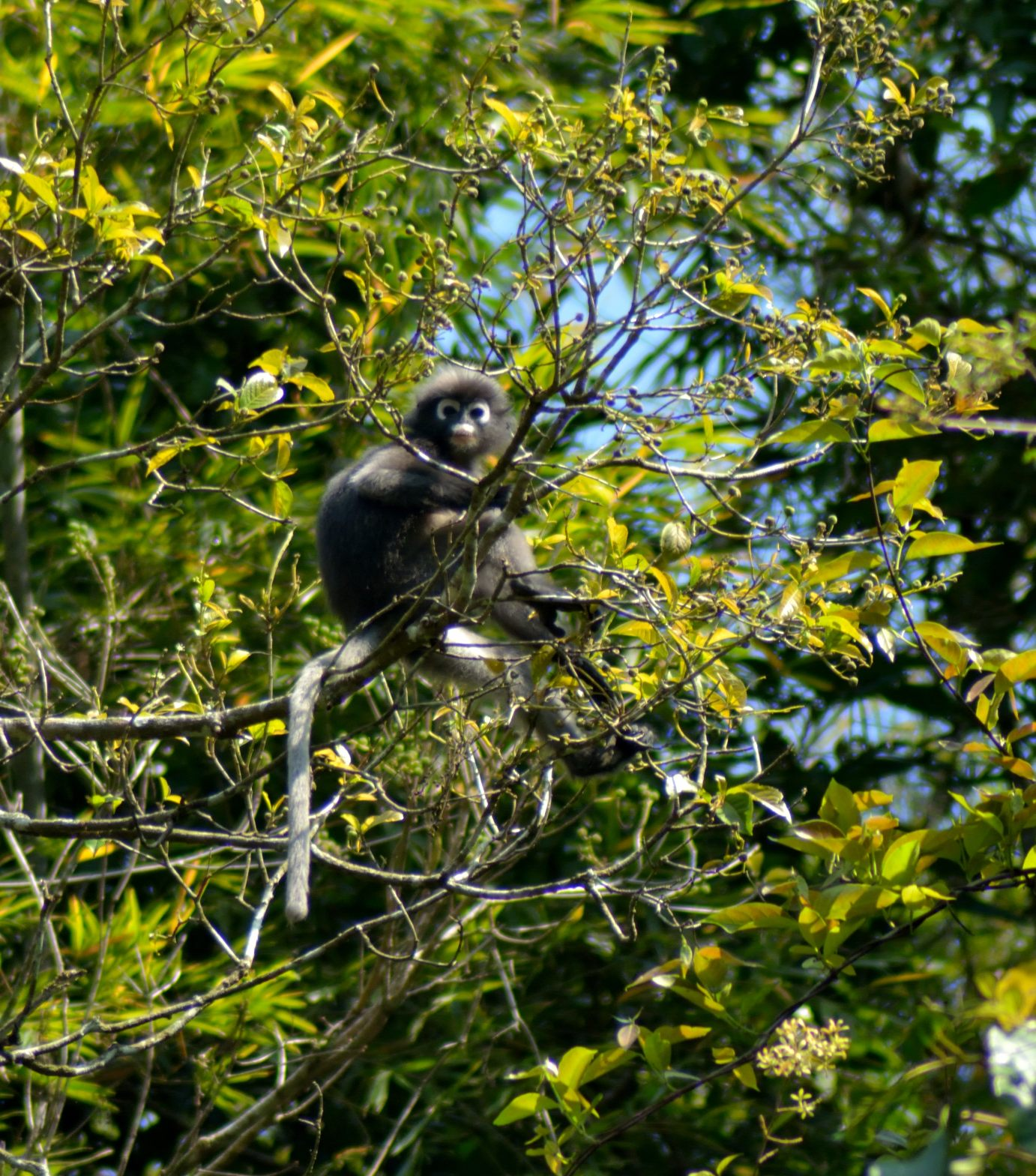
Semnopithèque obscur
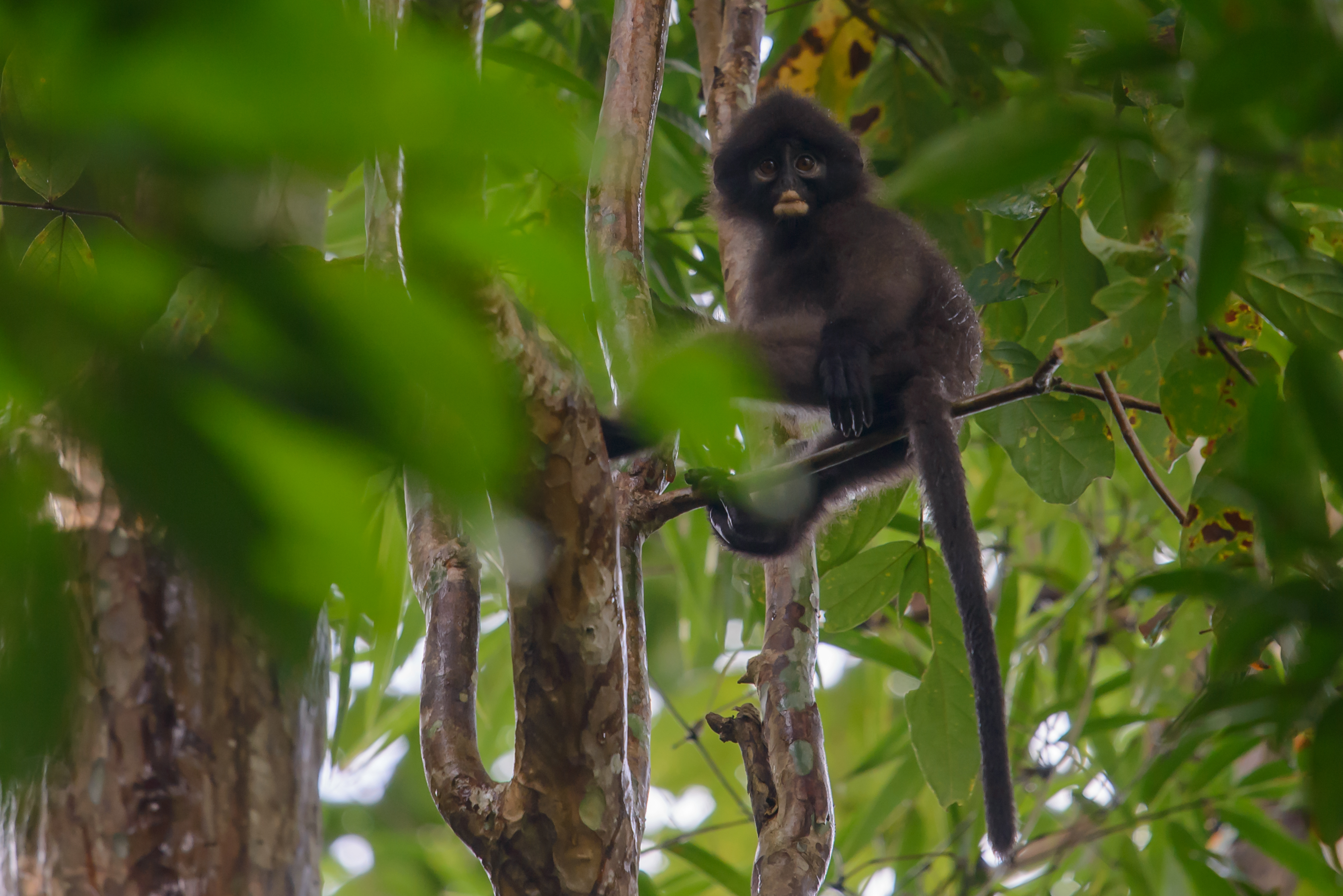
Semnopithèque malais
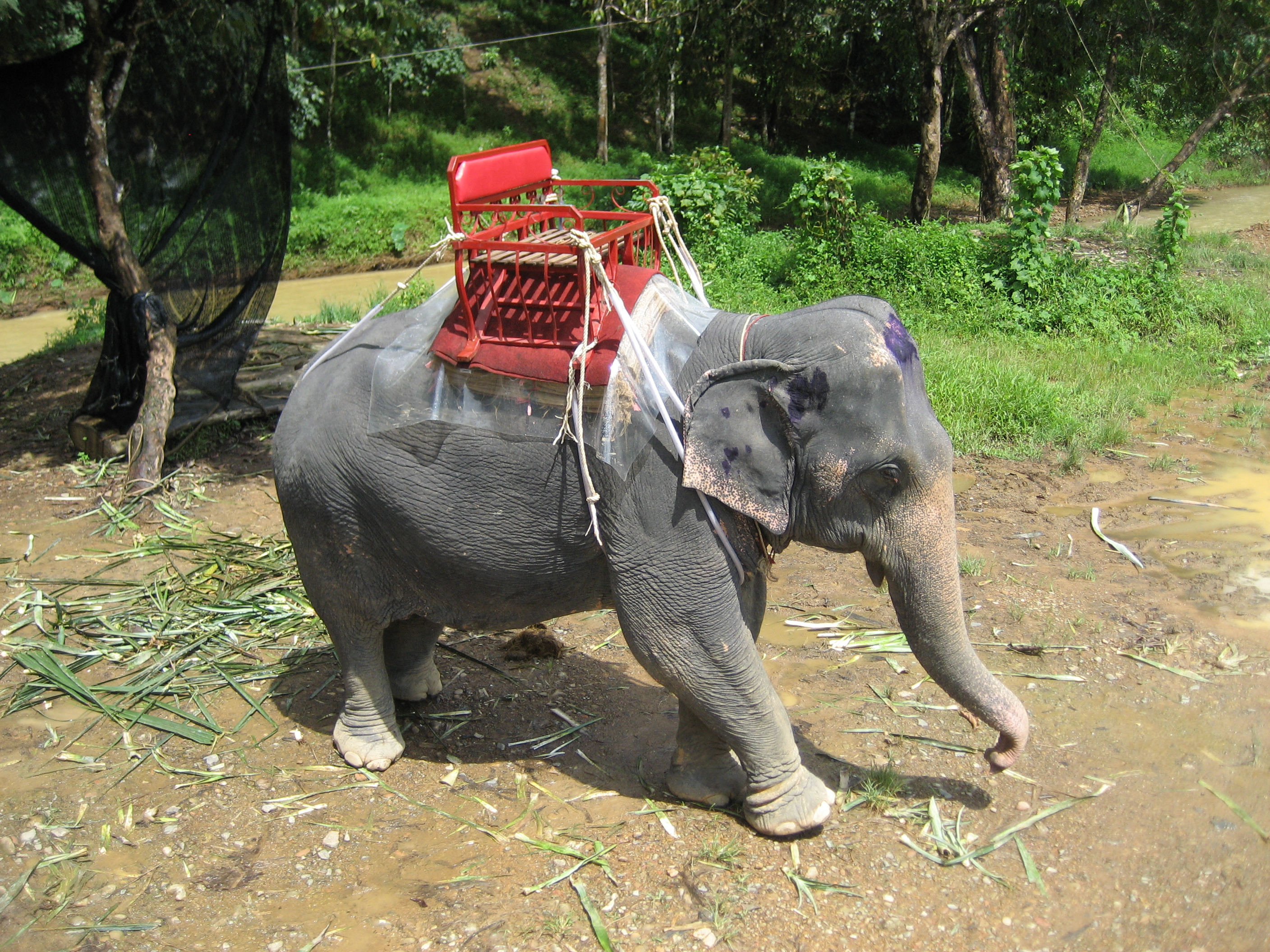
Éléphant d'Asie
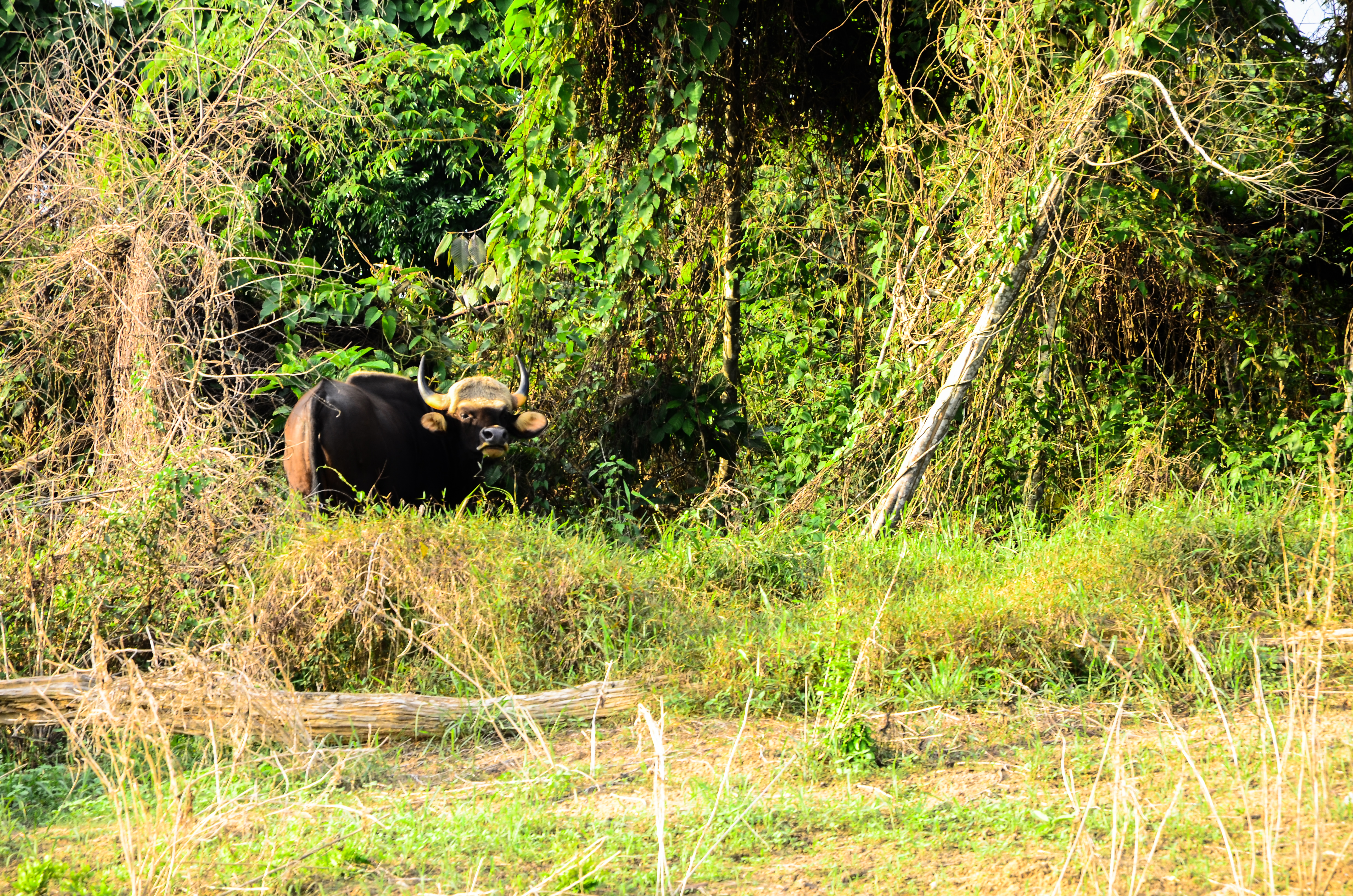
Gaur

### Près de 400 espèces d'oiseaux
Il est possible d'observer une multitude d'oiseaux :

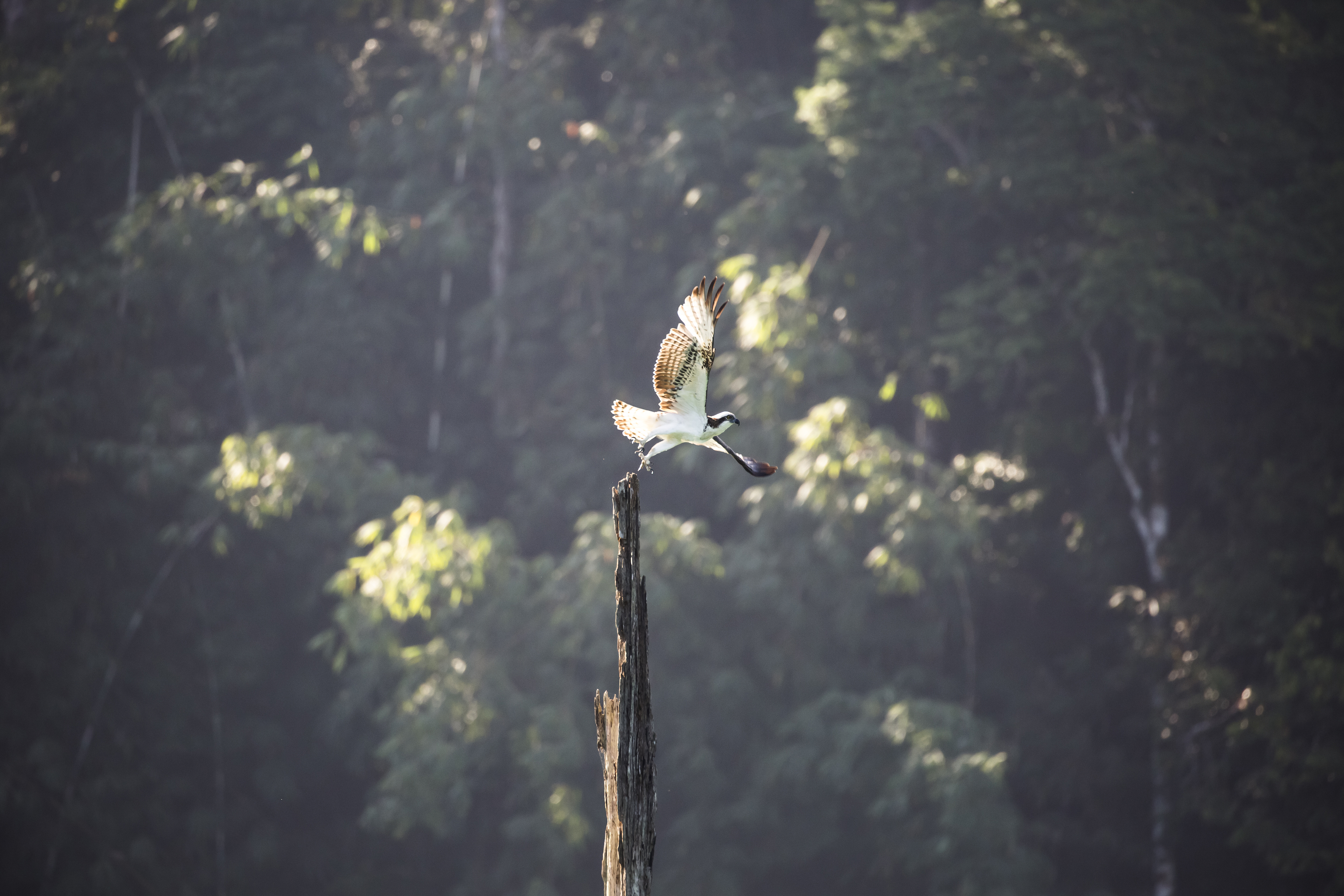
Balbuzard pêcheur (Pandion haliaetus)

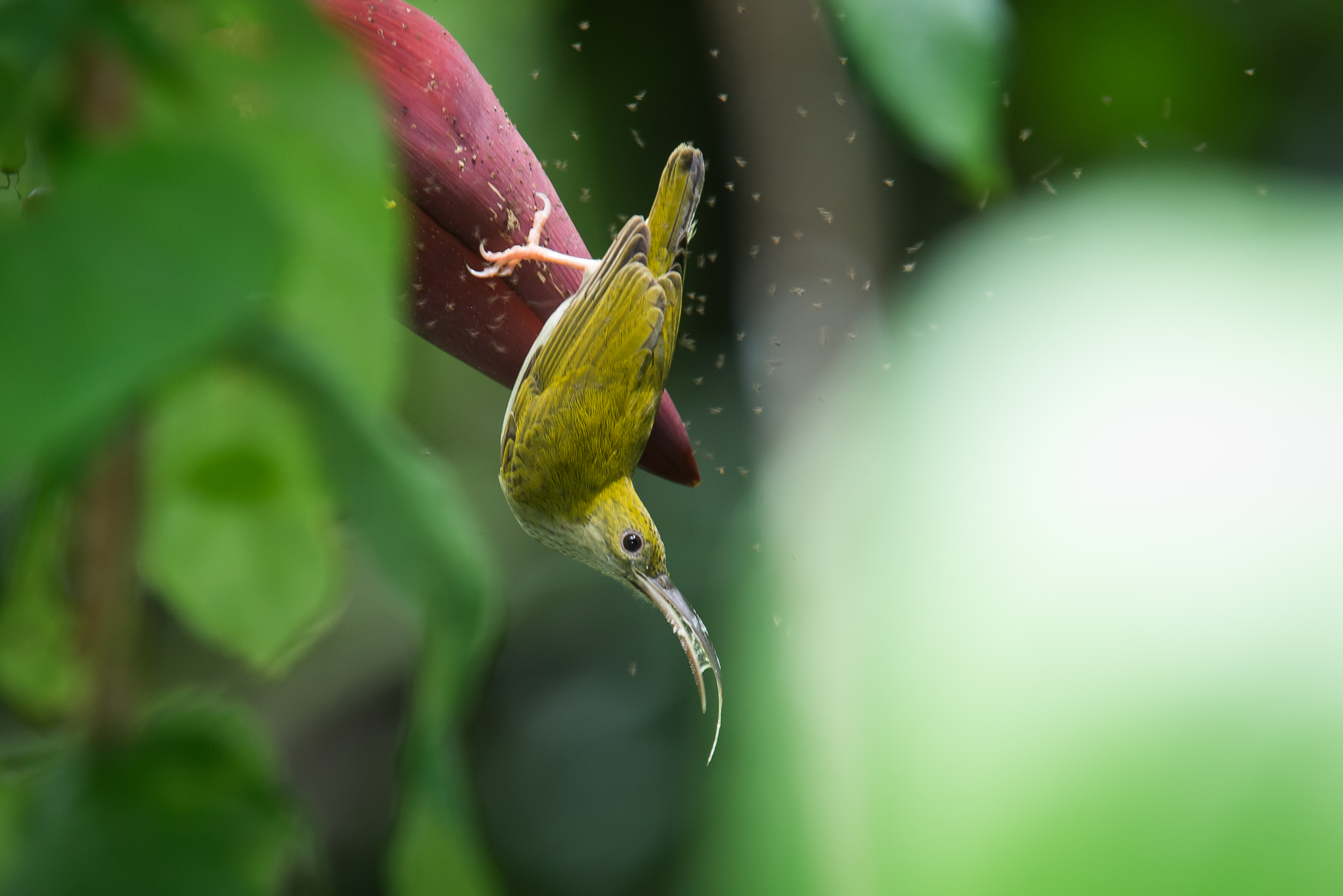
Arachnothera modesta

des oiseaux passereaux, généralement de taille petite ou moyenne :
- 7 espèces de brèves : brève à ailes bleues ... ;
- 21 espèces de bulbuls : bulbul cap-nègre ... ;
- 6 espèces de cisticoles et apparentés : fauvette couturière à longue queue ... ;
- 5 espèces de drongos : drongo à raquettes ; drongo cendré ... ;
- 14 espèces de nectariniidés : arachnothère modeste, souimanga à dos vert et souimanga siparaja ;
- de multiples oiseaux chanteurs ;
- capucin domino, hirondelle rustique ou hirondelle de cheminée etc.

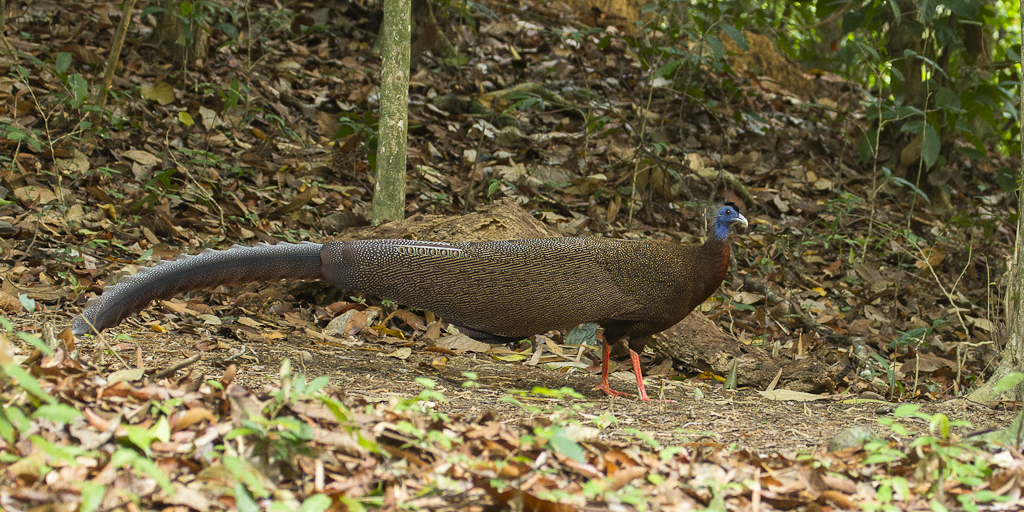
Argus géant

des oiseaux non passereaux, généralement de taille moyenne ou grande :
- 16 espèces d'échassiers ardeidées : aigrette garzette et crabier chinois ... ;
- 23 espèces de rapaces diurnes : balbuzard pêcheur et serpentaire bacha ... ;
- 10 espèces de rapaces nocturnes : hibou kétoupa malais... ;
- 9 espèces d'oiseaux gallinacés : coq sauvage, faisan argus géant ... ;
- 10 espèces de pigeons et apparentés : tourterelle tigrine ... ;
- 23 espèces de coucous : coucou plaintif et grand coucal ... ,
- 10 espèces de calaos : calao bicorne, calao coiffé, calao festonné ou calao à casque ondulé ainsi que calao pie ... ;
- 17 espèces de pics : pic à dos rouge ... ;
- 1 espèce de turnix : turnix combattant ... ;
- et aussi des martinets et des salanganes, des martins-pêcheurs et des martins-chasseurs etc.

### 7 espèces de tortues
On peut voir avec de la chance des tortues du genre dogania subplana et nilssonia formosa ; tortue asiatique géante des marais (heosemys grandis) et heosemys spinosa ; indotestudo elongata et manouria emys.

### 25 espèces de lézards
Il y a des lézards : agame, agame Calotes emma, acanthosaure de Phuket ; sauriens Bronchocela rayaensis et Sphenomorphus maculatus ; dragon volant ou lézard volant Draco blanfordii et Draco maculatus ; gecko Cyrtodactylus oldhami, gecko Ptychozoon lionotum et gecko tokay, etc.

Lézards
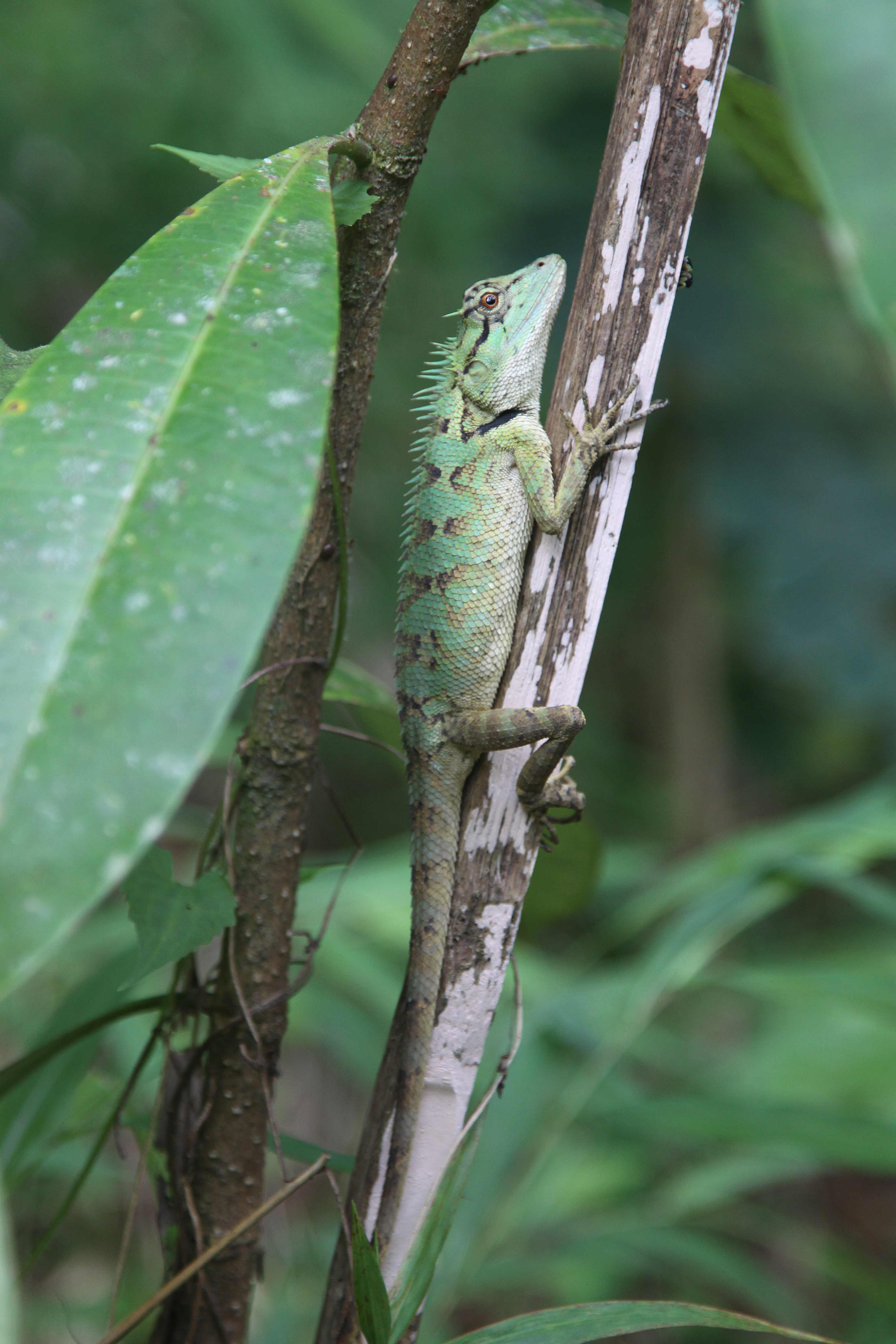
Agame non identifié.
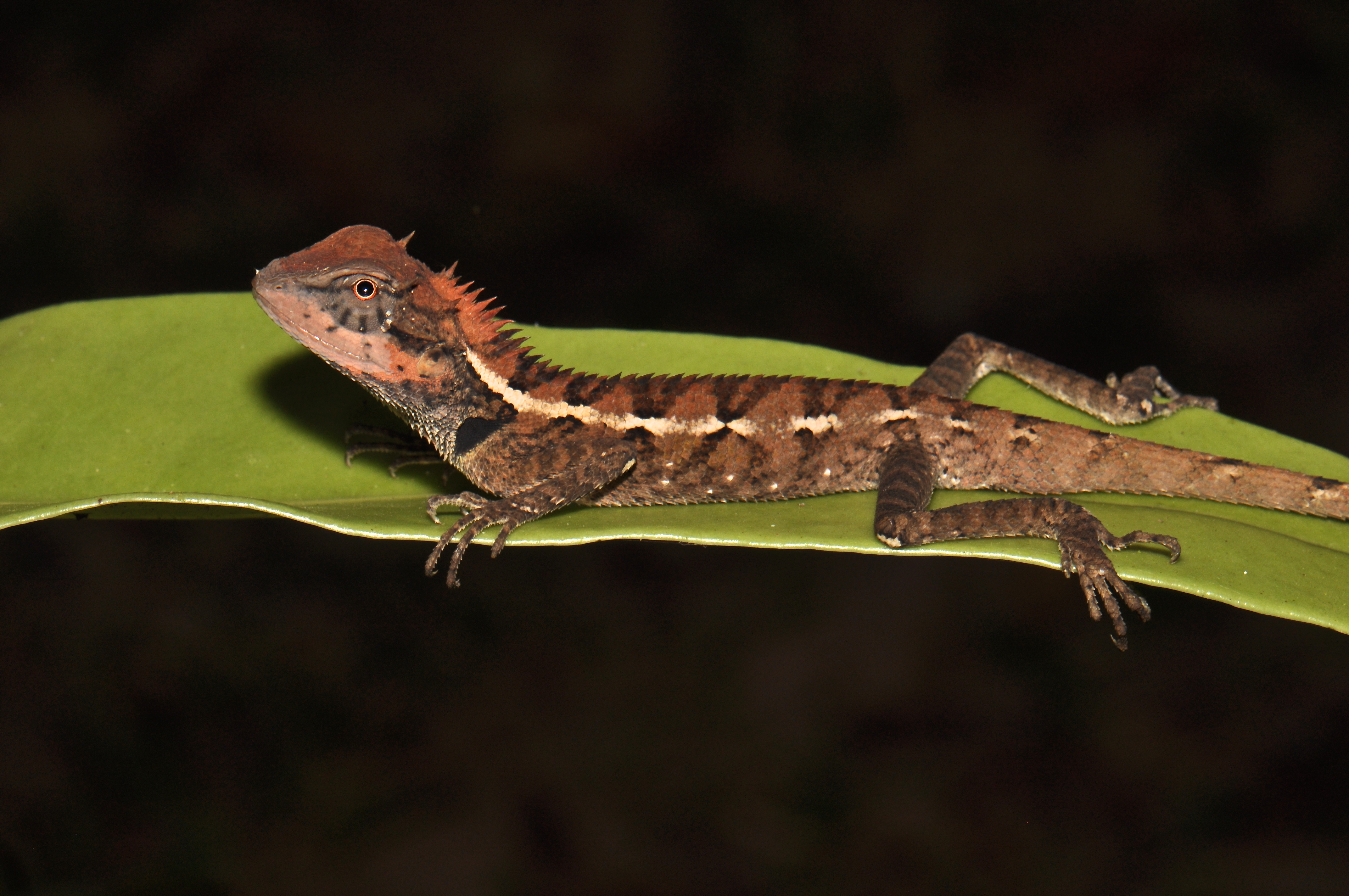
Agame Calotes emma.
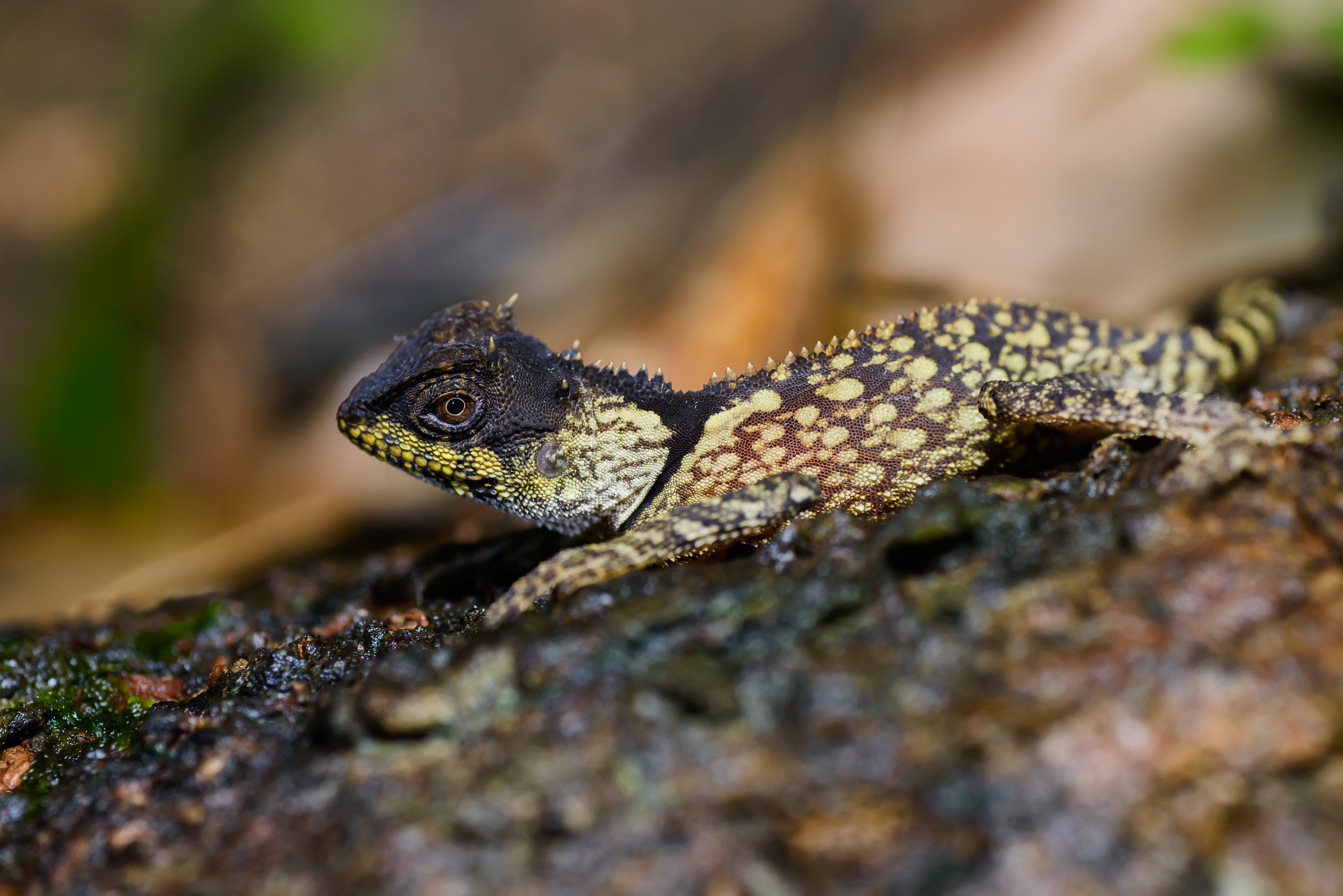
Jeune acanthosaure de Phuket.
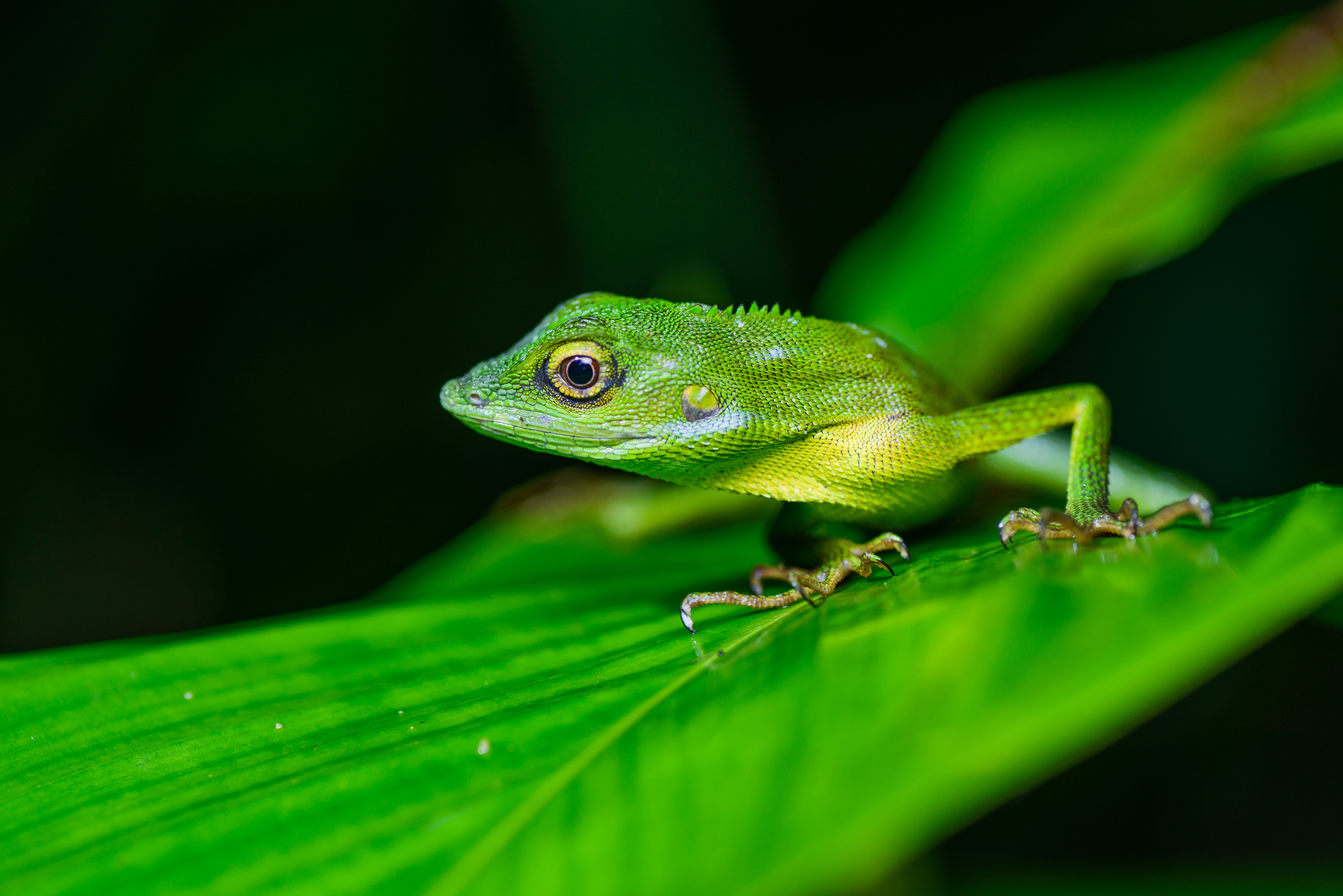
Saurien Bronchocela rayaensis.
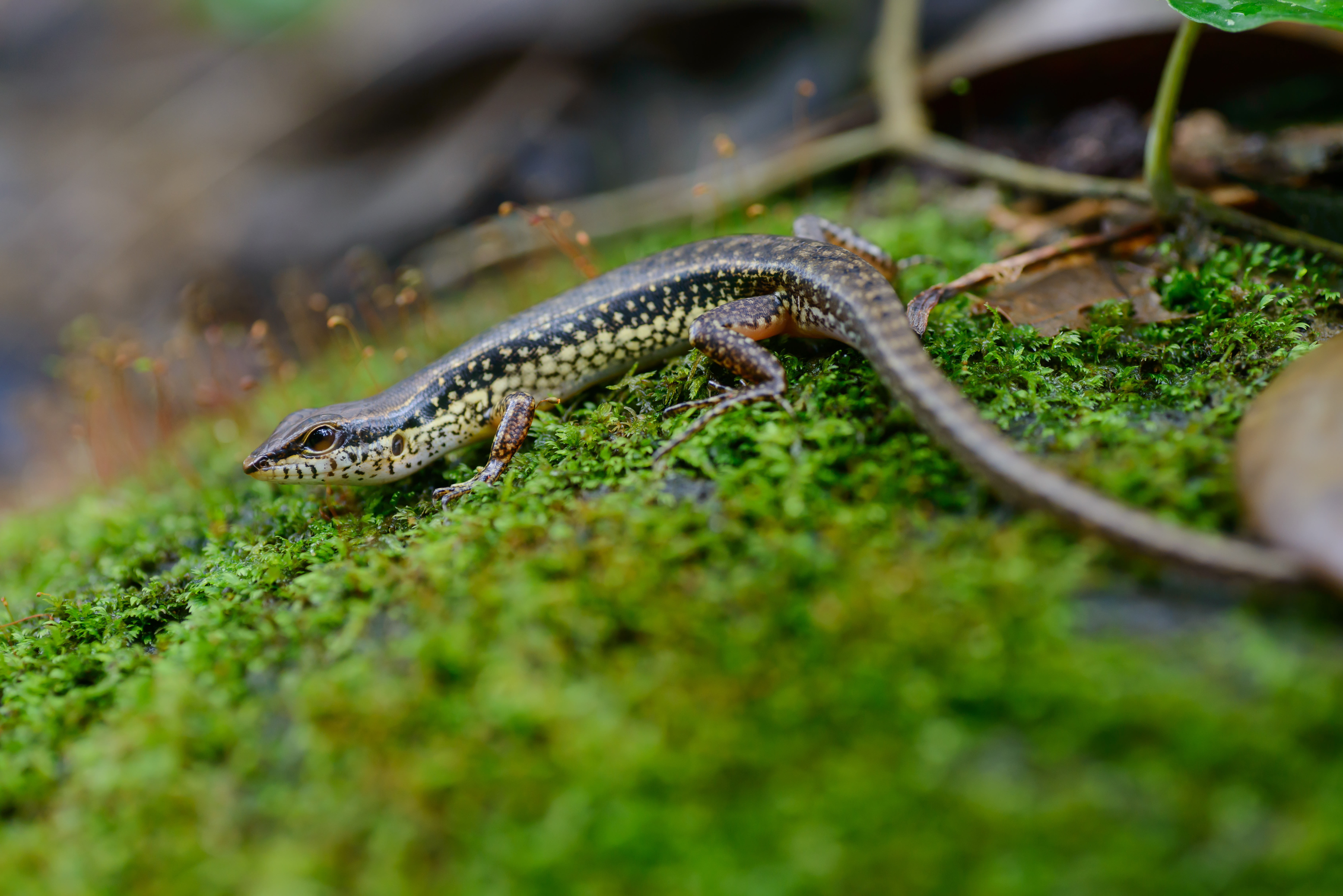
Saurien Sphenomorphus maculatus.
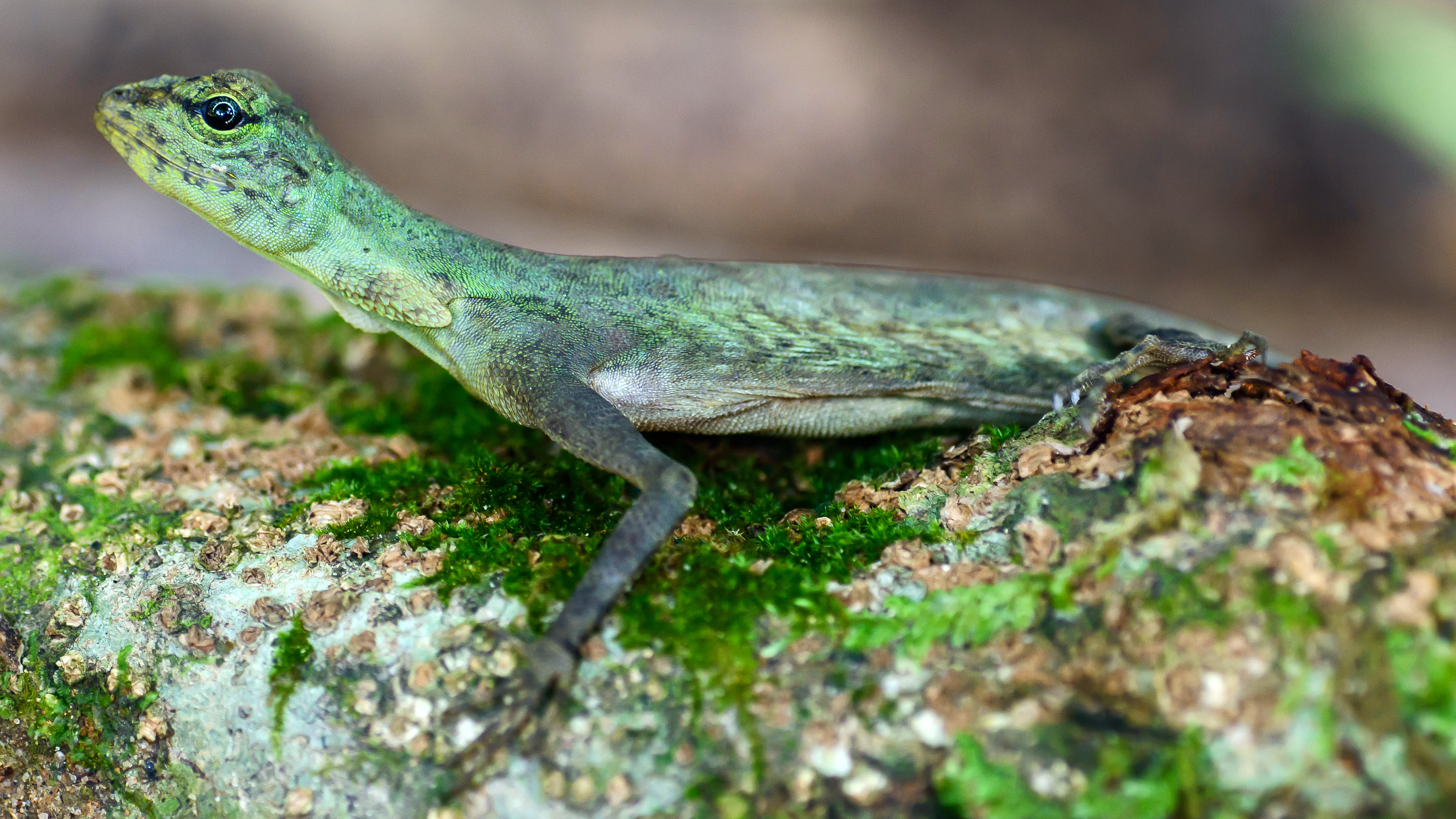
Lézard volant (dragon volant) Draco blanfordii.
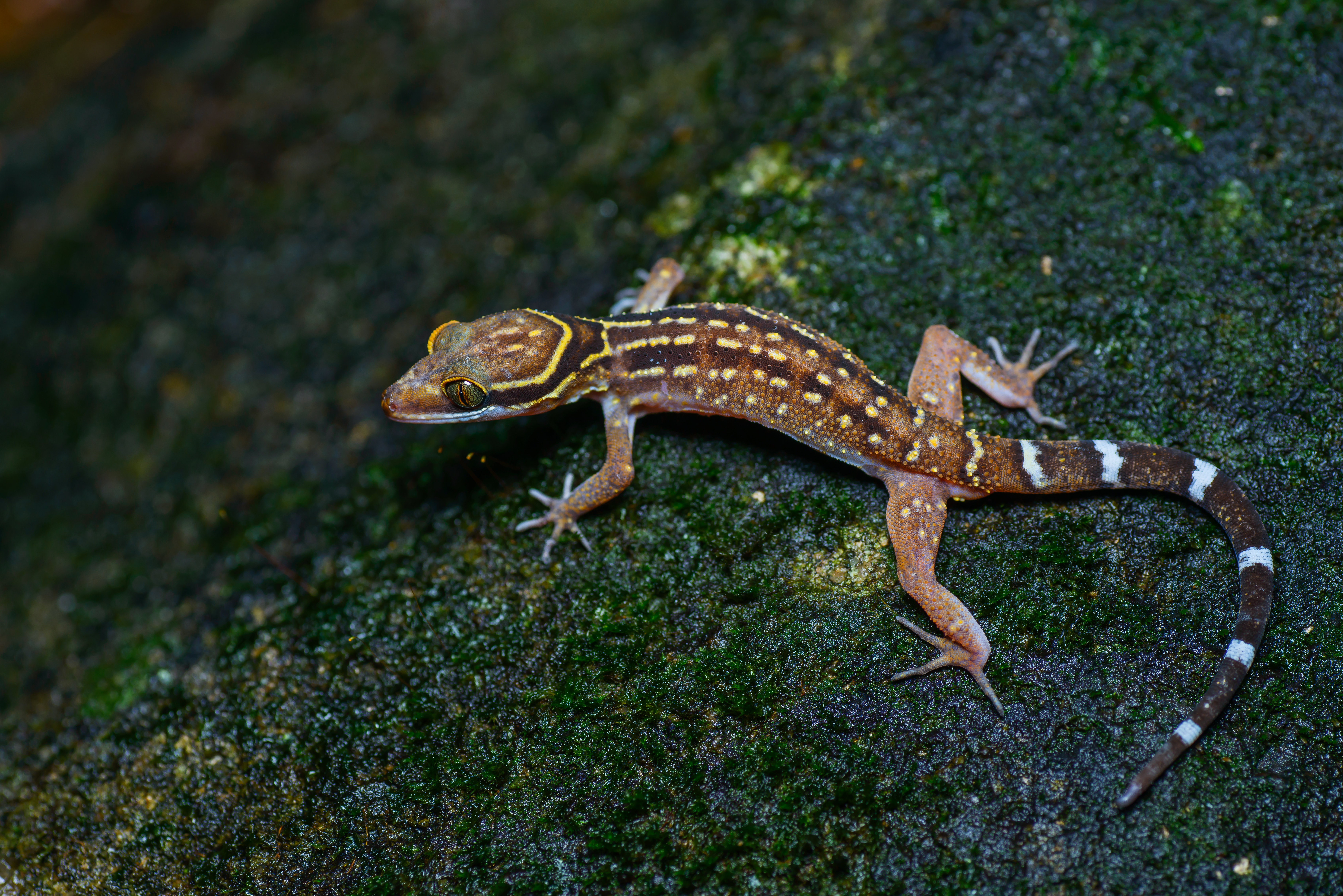
Gecko Cyrtodactylus oldhami.
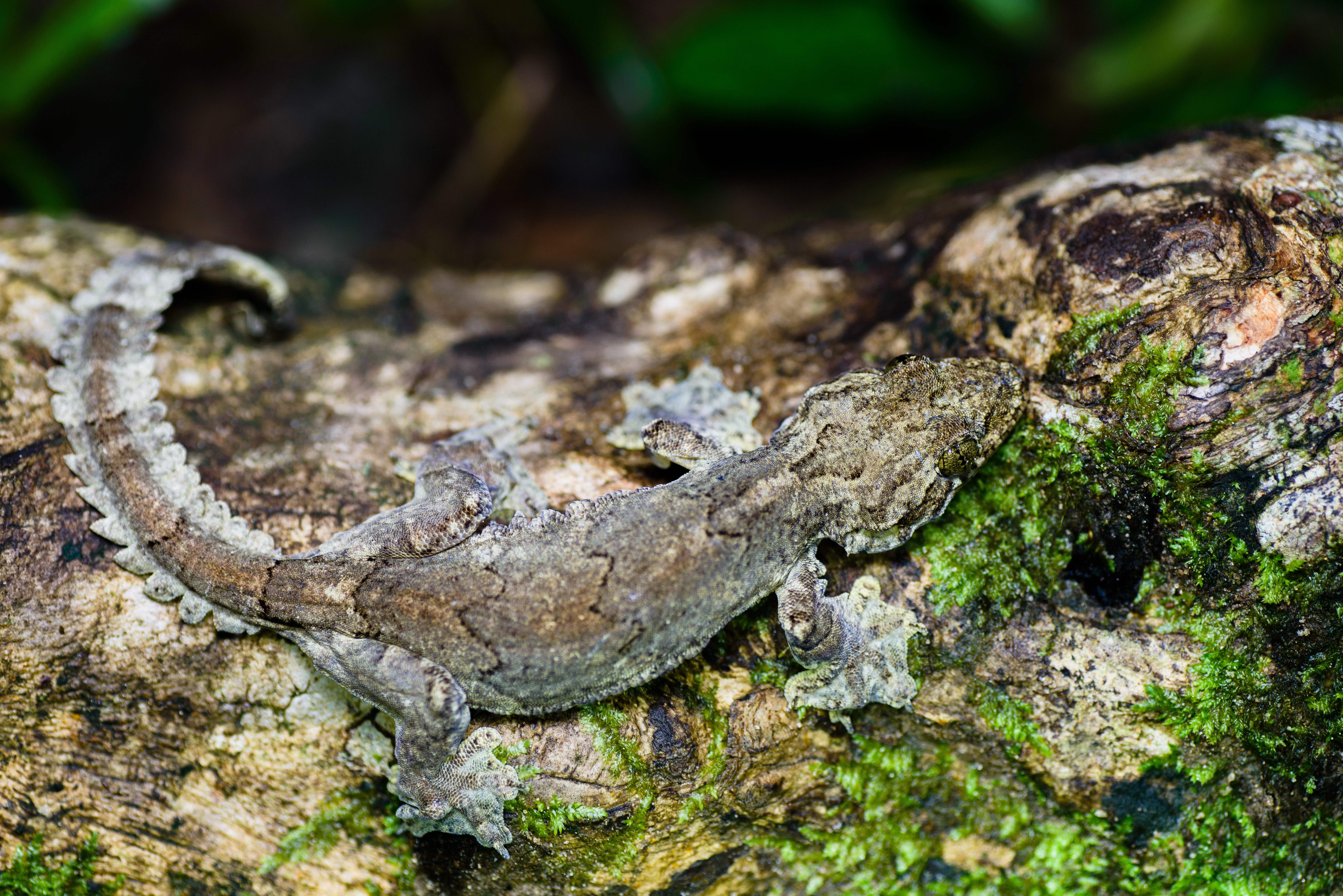
Gecko Ptychozoon lionotum.
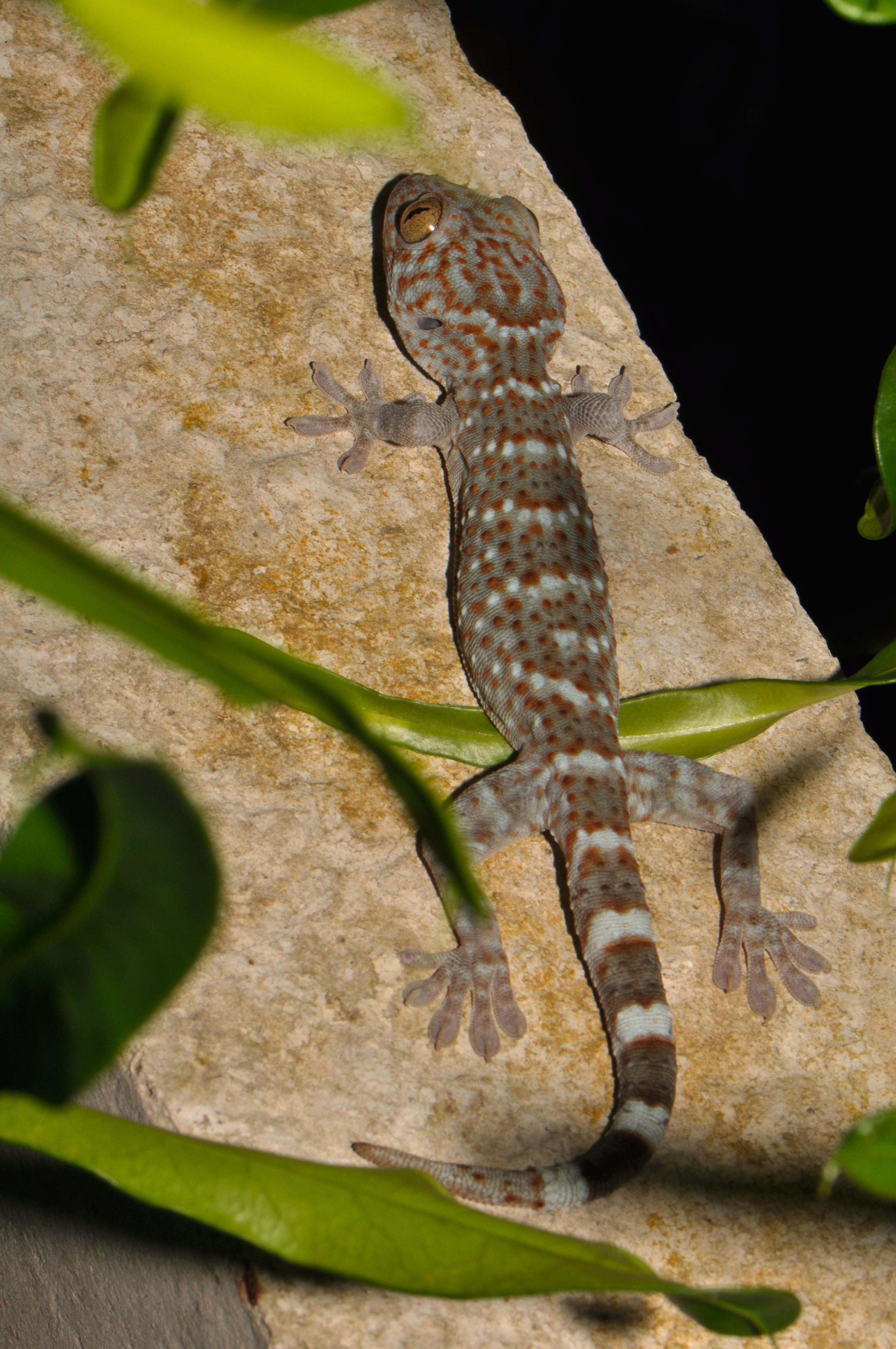
Jeune gecko tokay.

### Près de 50 espèces de serpents
Il y a aussi des serpents : aplopeltura boa ; serpent des palétuviers boiga dendrophila et couleuvre boiga nigriceps ; calamaria pavimentala ; couleuvre volante chrysopelea ornata ; dendrelaphis caudolineatus, dendrelaphis cyanochloris et dendrelaphis formosus ; pareas carinatus ; ptyas korros ; trimeresurus fucatus, vipère des temples (appelée aussi crotale wagler) ; xenochrophis etc.

Serpents
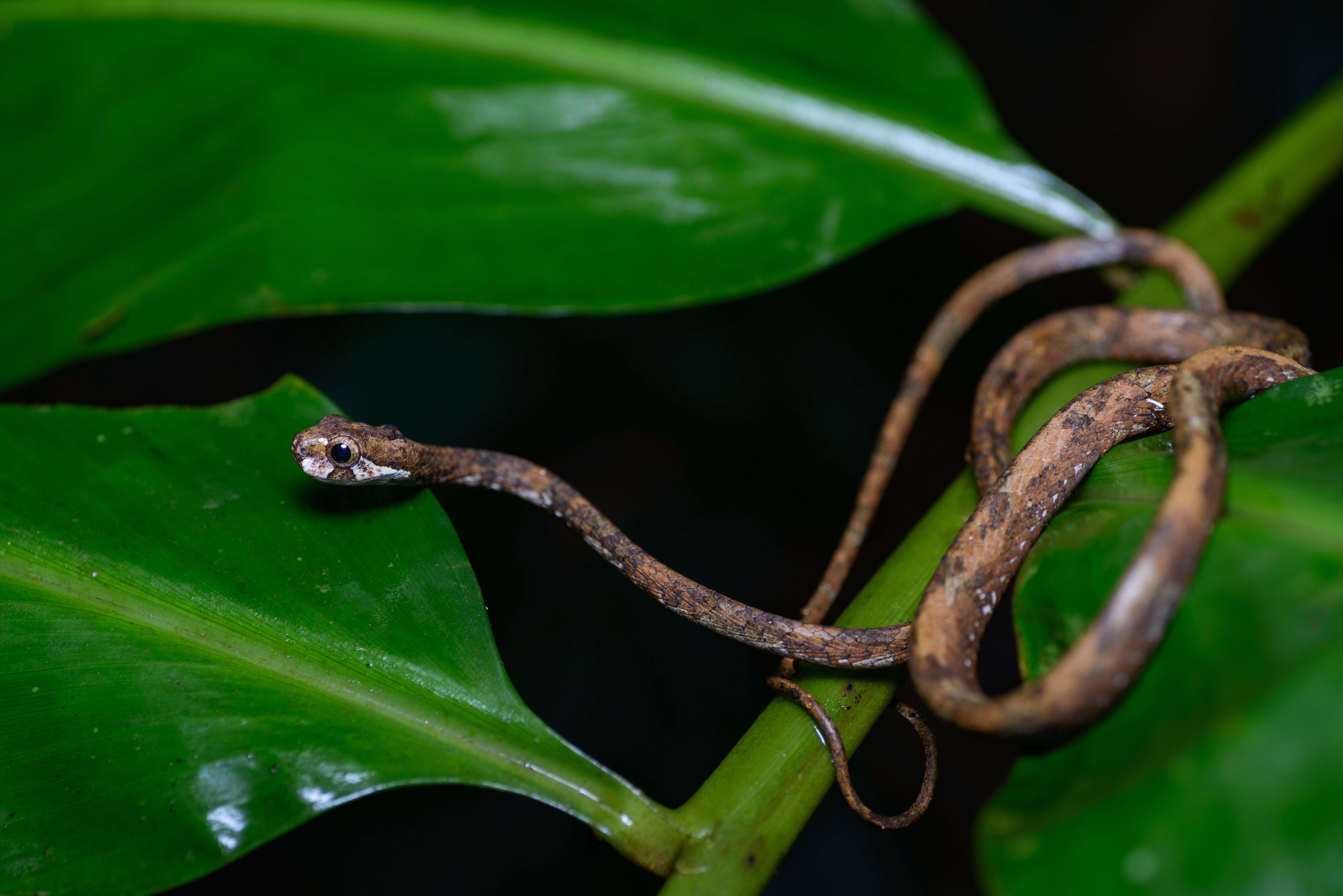
Aplopeltura boa
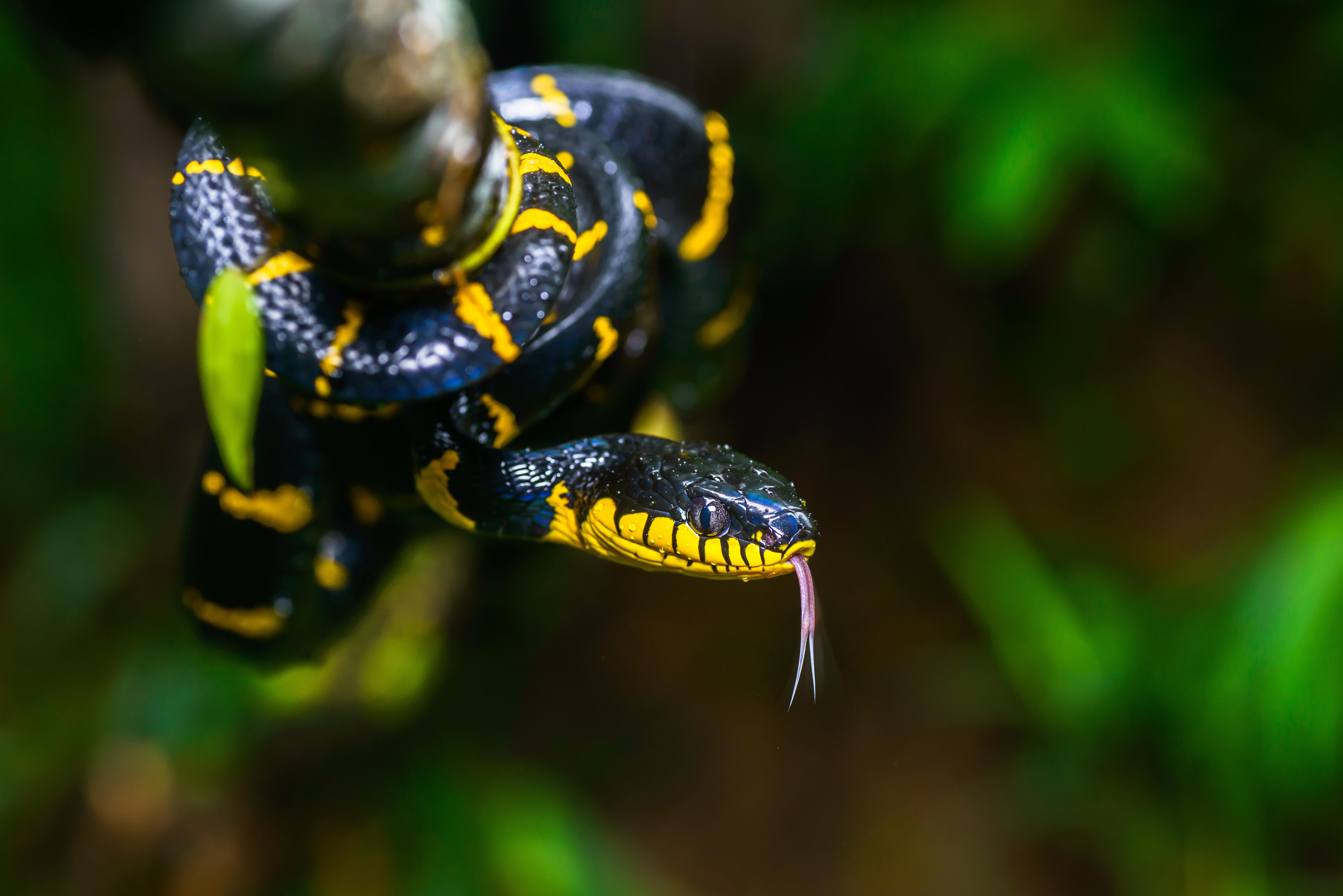
Serpent des palétuviers Boiga dendrophila
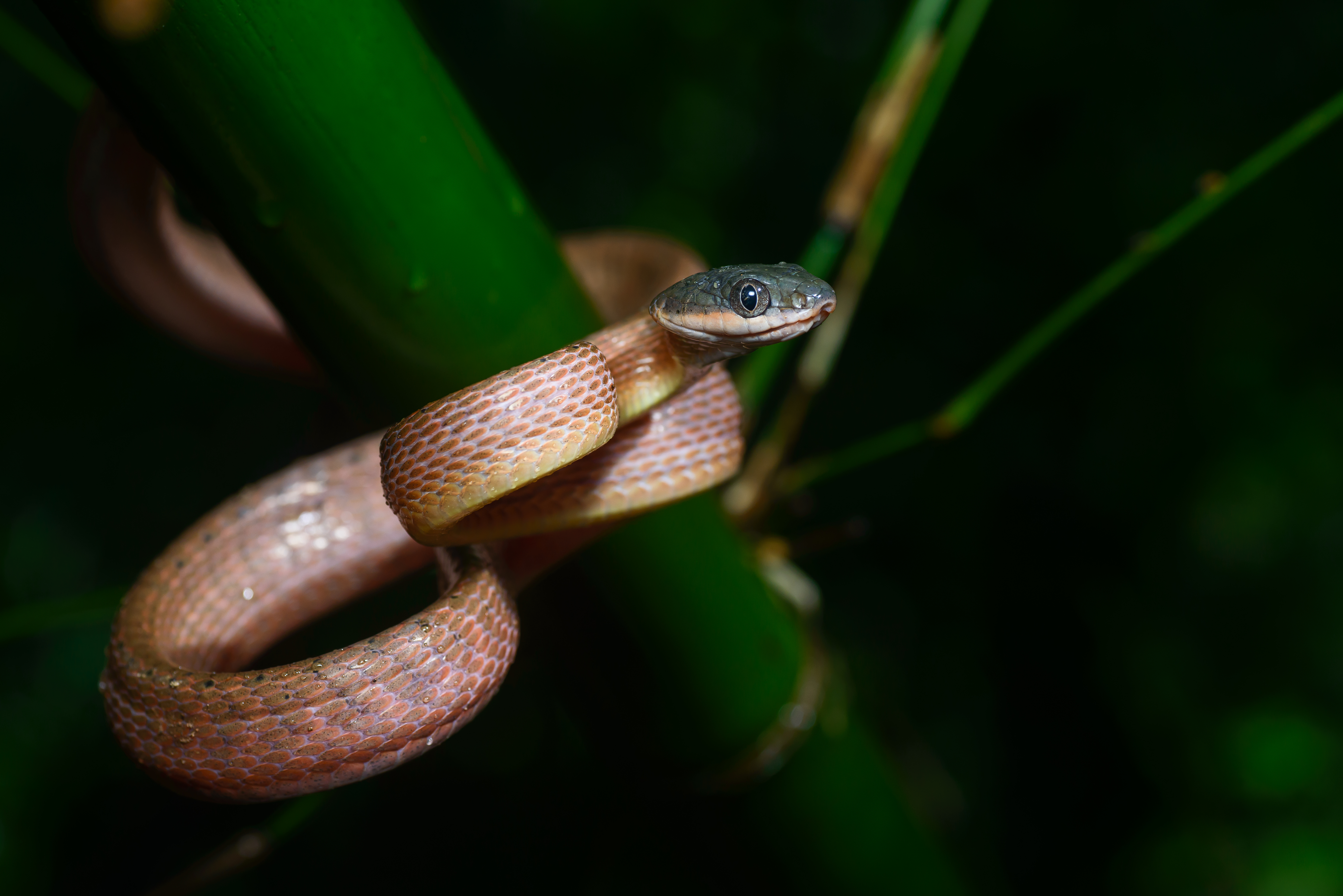
Couleuvre Boiga nigriceps
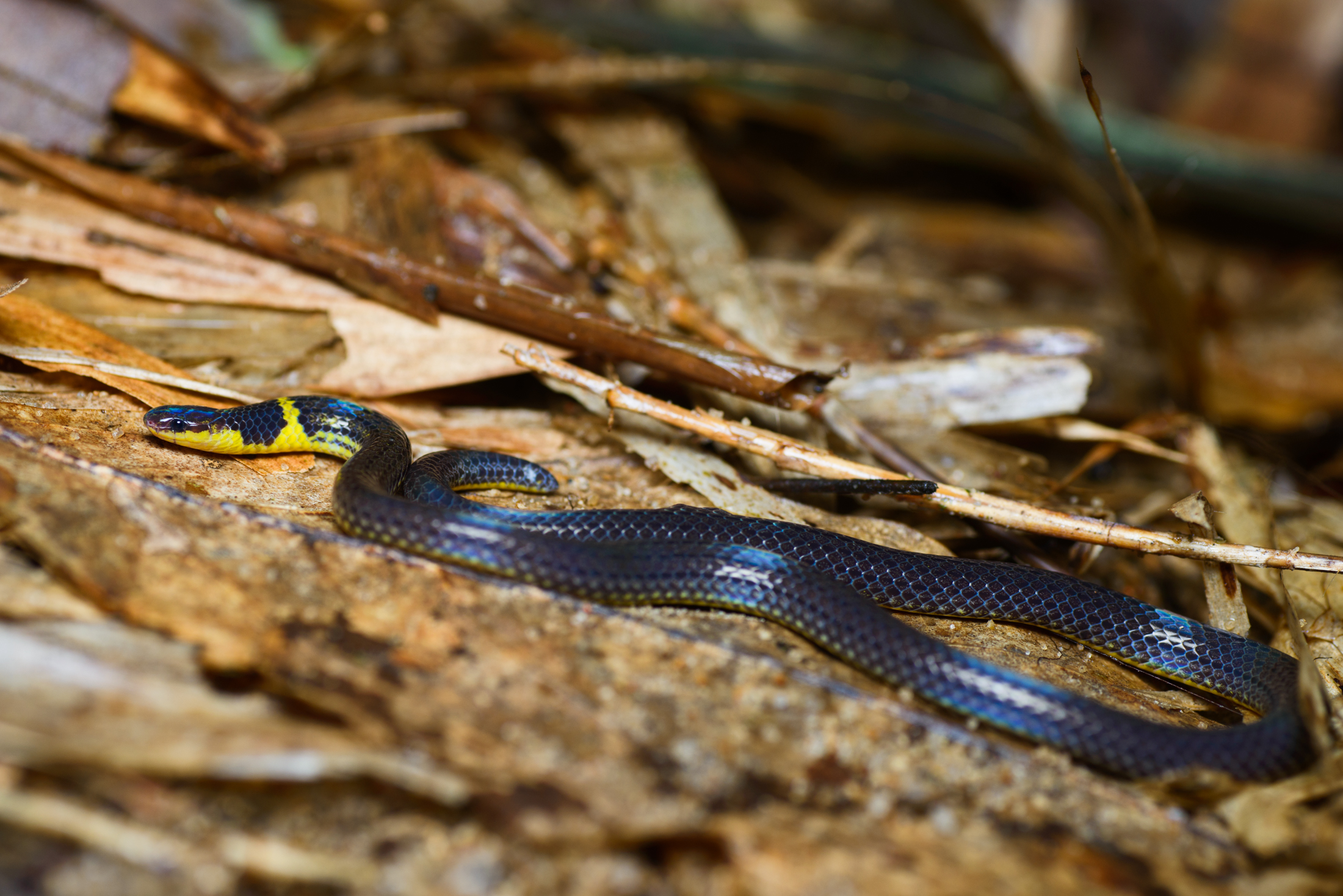
Calamaria pavimentata
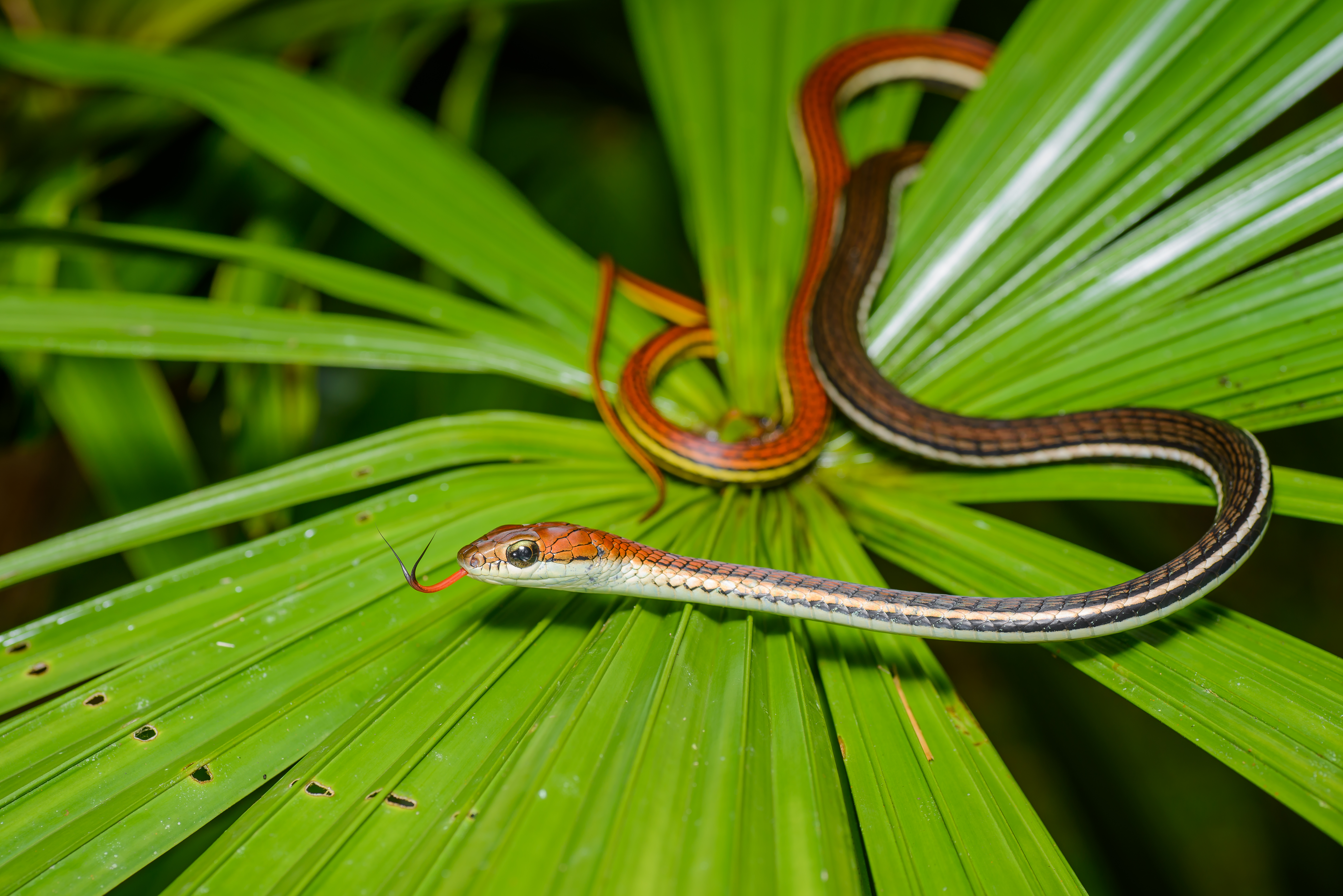
Dendrelaphis caudolineatuse
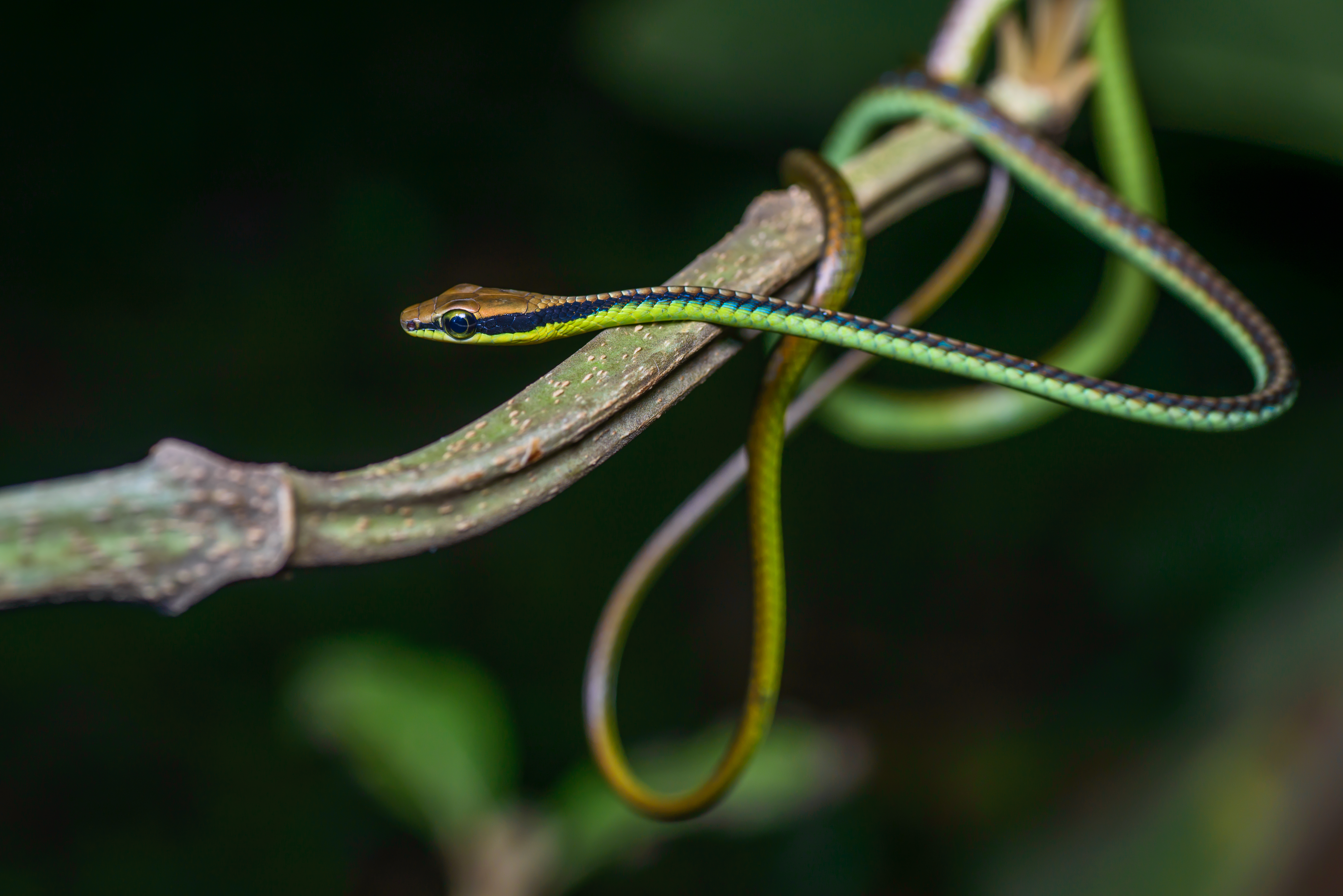
Dendrelaphis cyanochloris
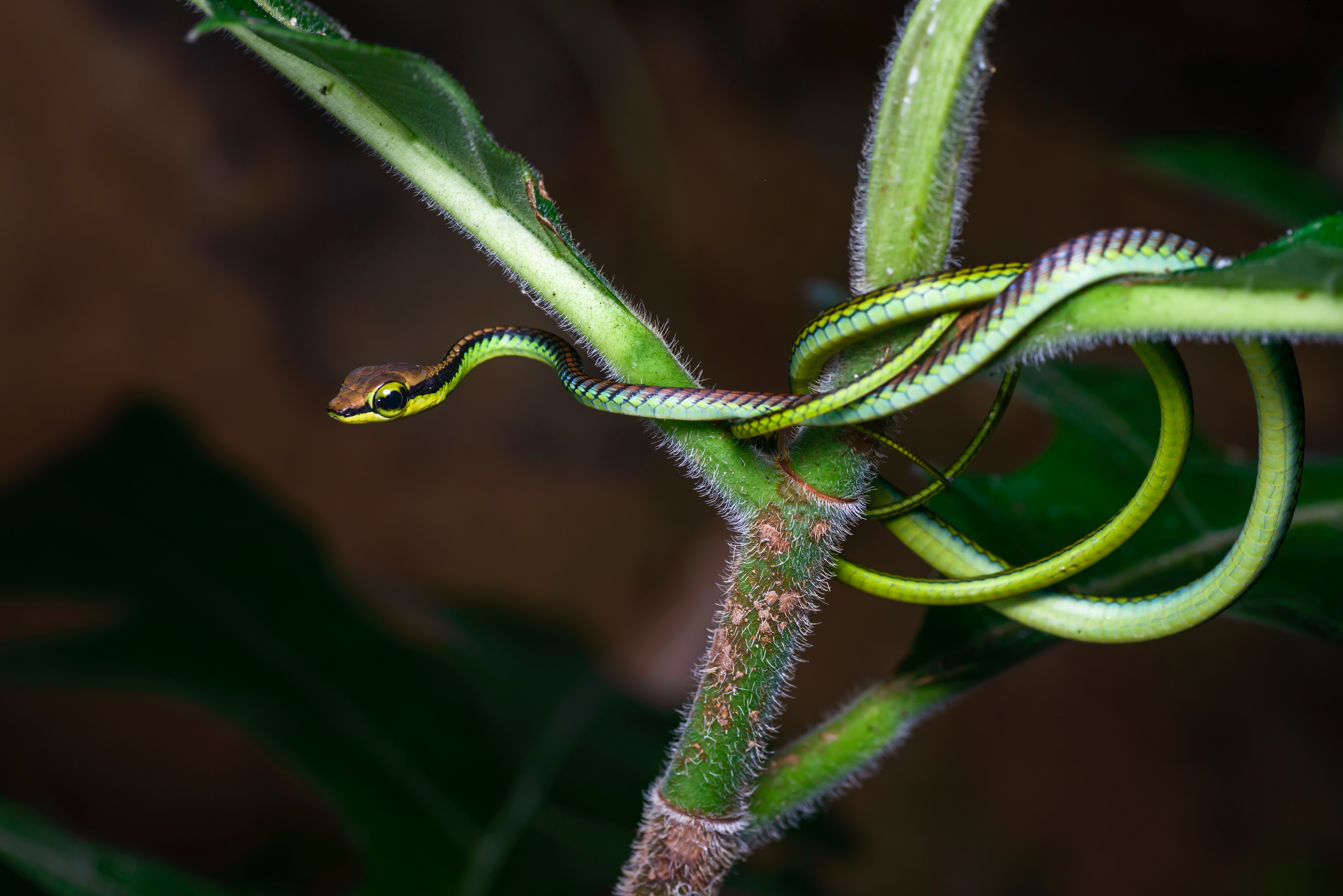
Dendrelaphis formosus
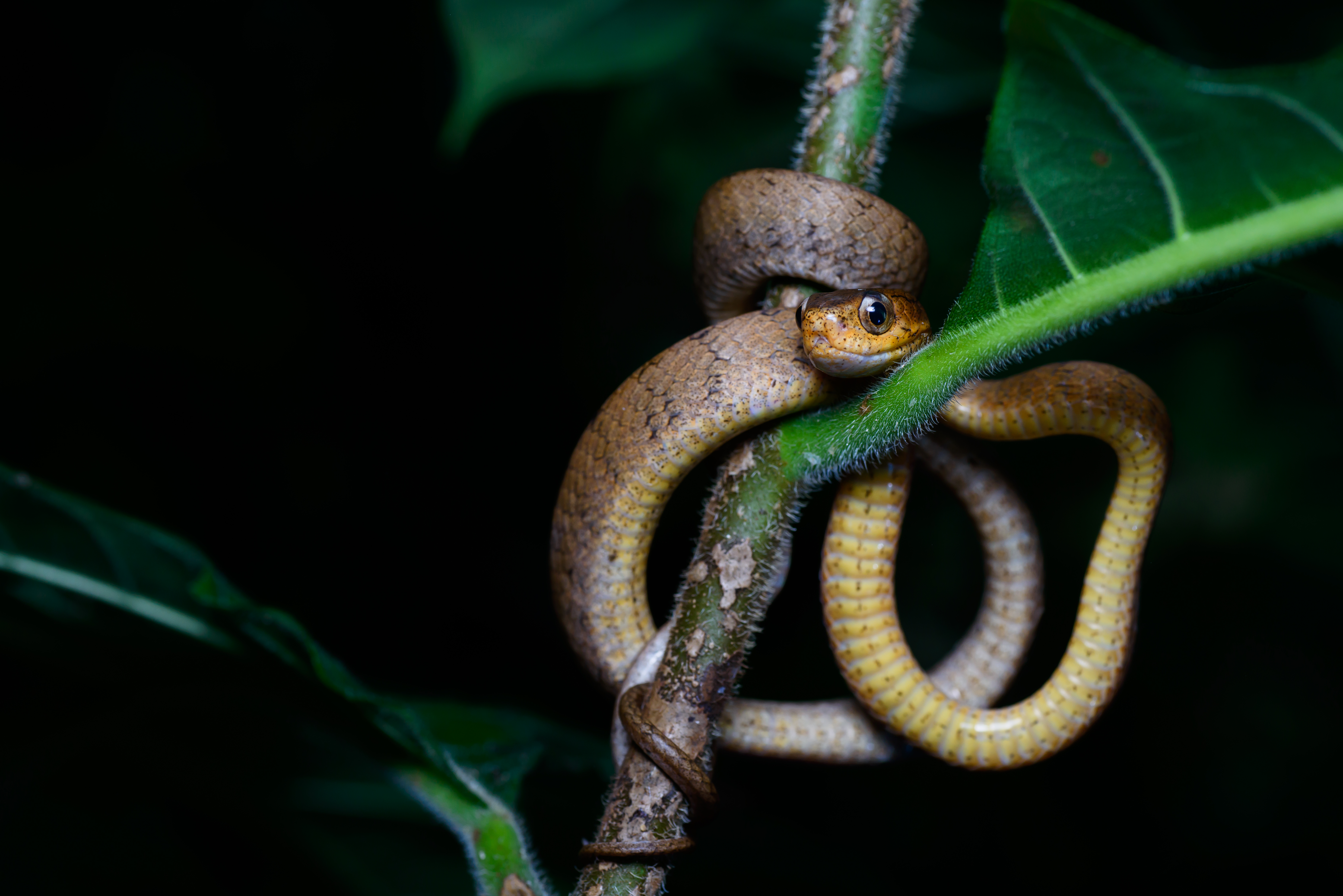
Pareas carinatus
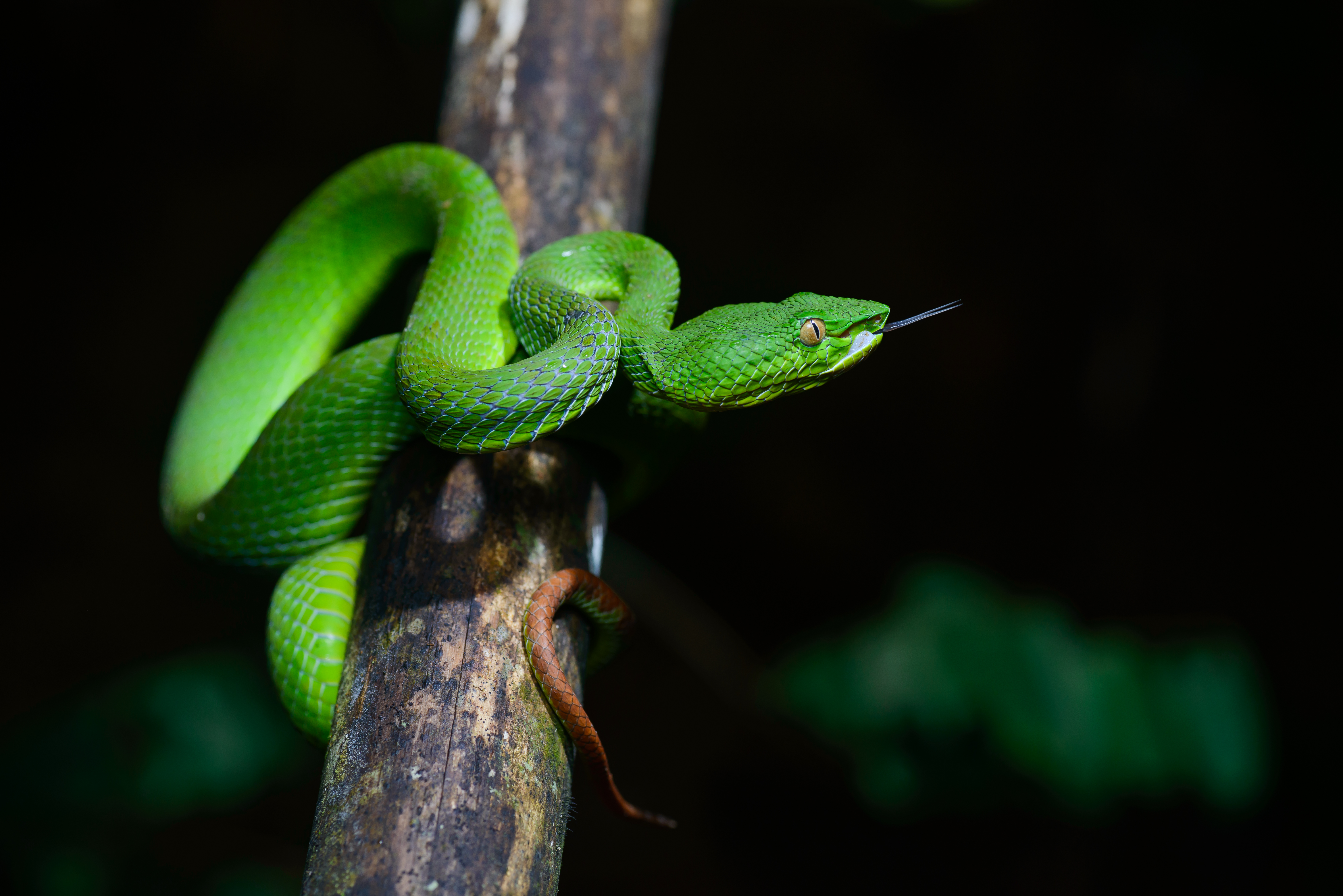
Trimeresurus fucatus
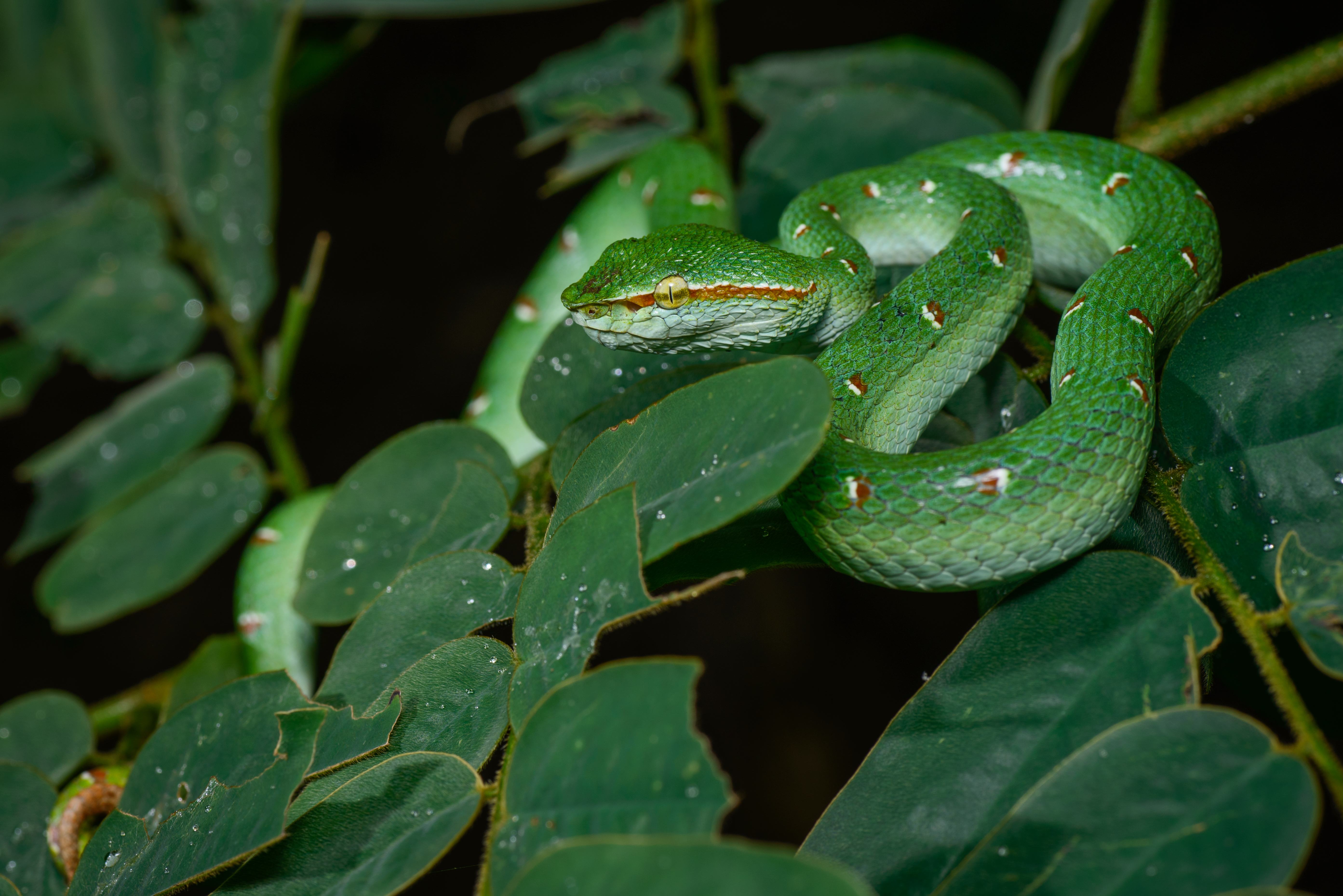
Vipère des temples mâle

### 35 espèces d'amphibiens
Les crapauds et grenouilles sont eux-aussi très variés : amolops panhai ; brachytarsophrys carinense ; clinotarsus penelope ; hoplobatrachus rugulosus ; hylarana eschatia et hylarana erythraea ; kaloula latidisca ; la grenouille asiatique géante des rivières limnonectes blythii ; microhyla tetrix ;  odorrana hosii ; polypedates leucomystax ; grenouille volante de Wallace ; sylvirana malayana ;  xenophrys longipes etc. 

Crapauds et grenouilles
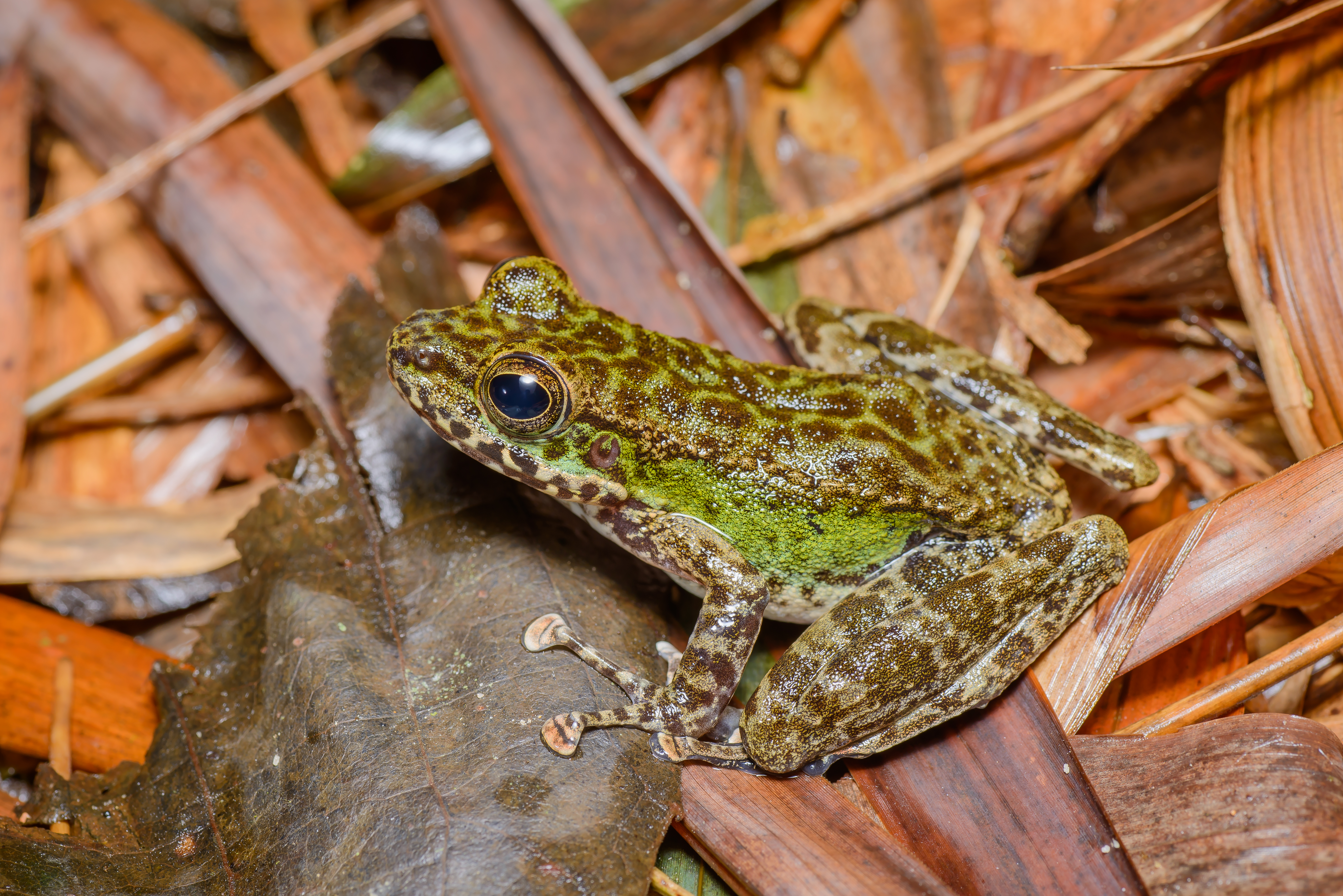
Amolops panhai
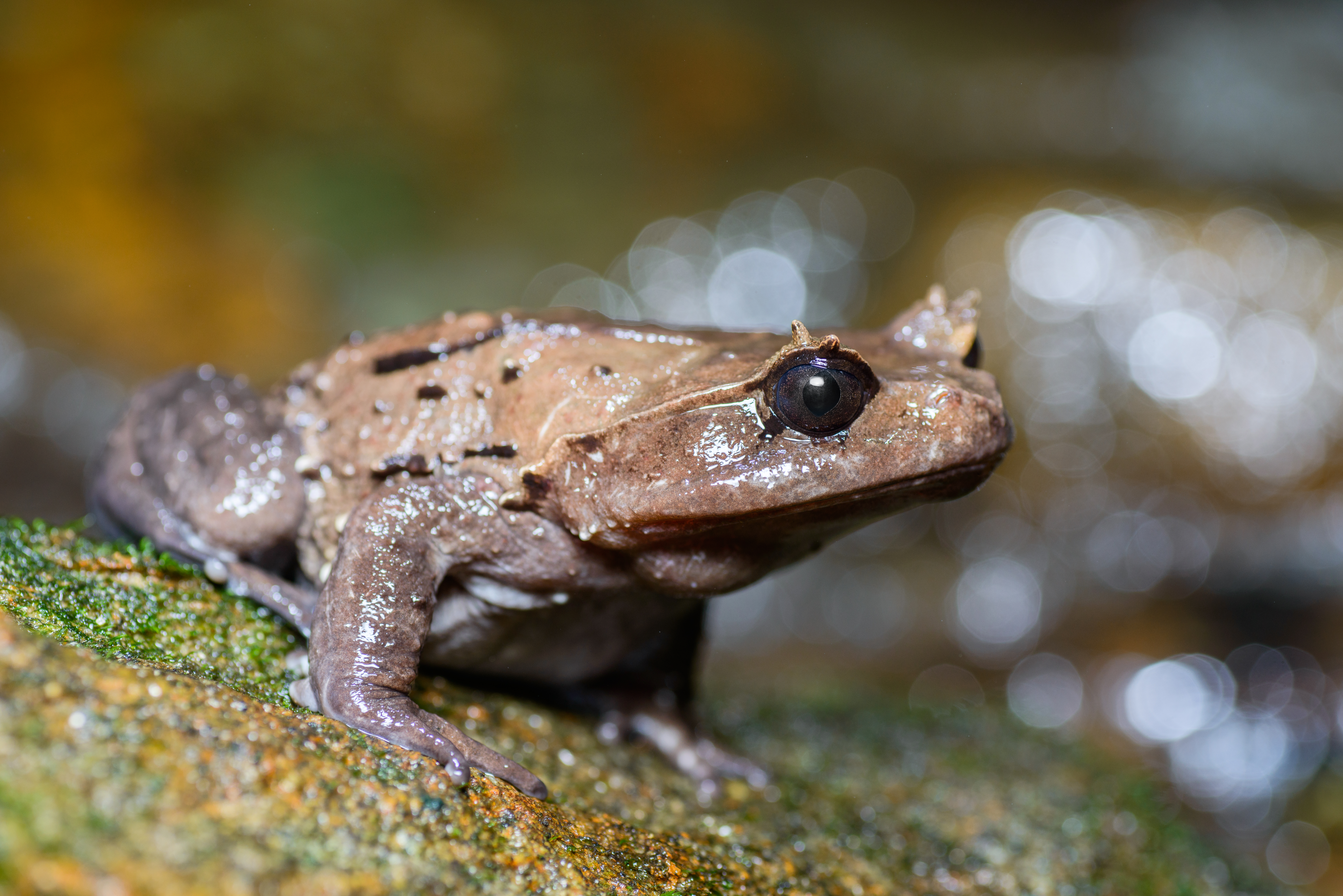
Brachytarsophrys carinense
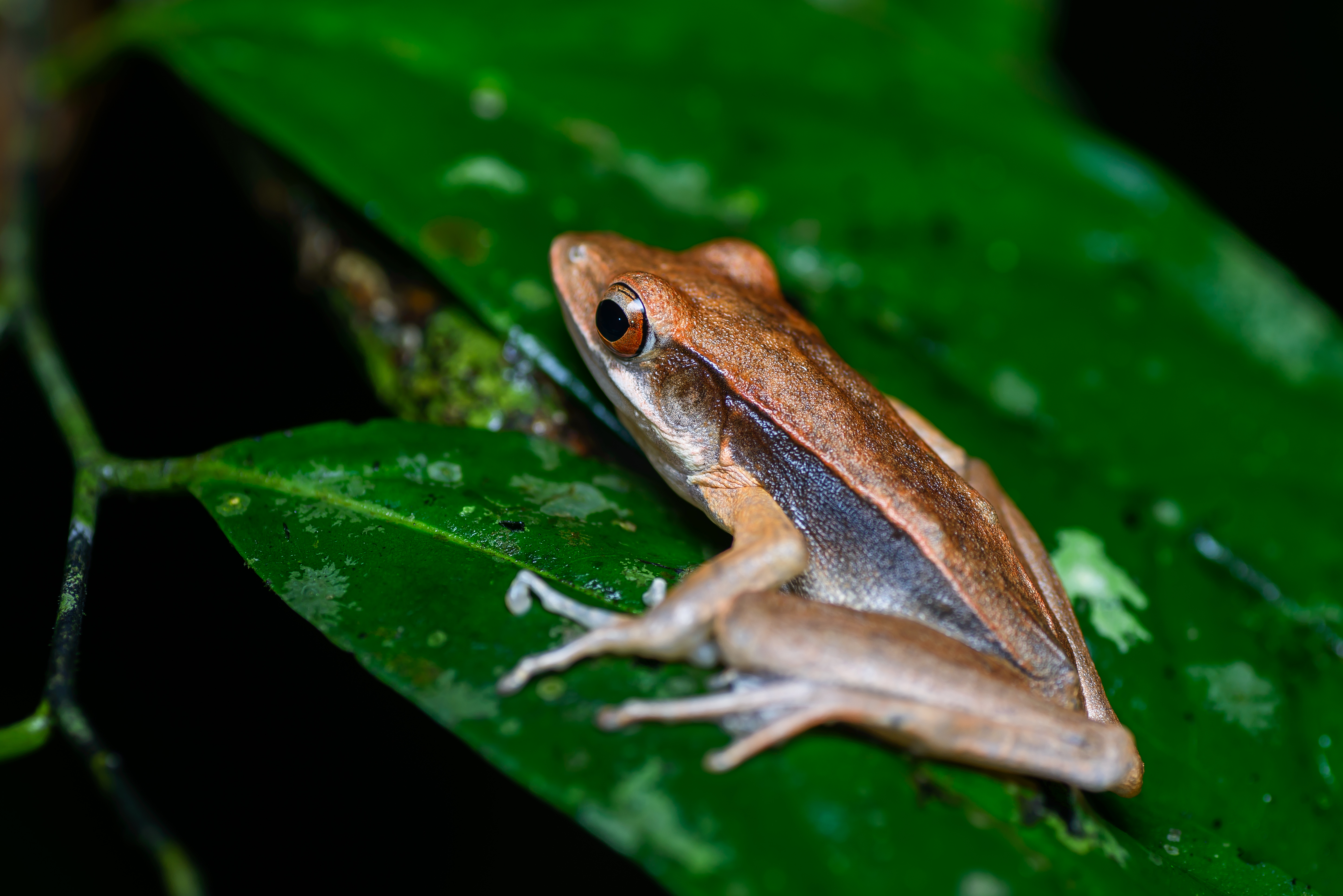
Clinotarsus penelope
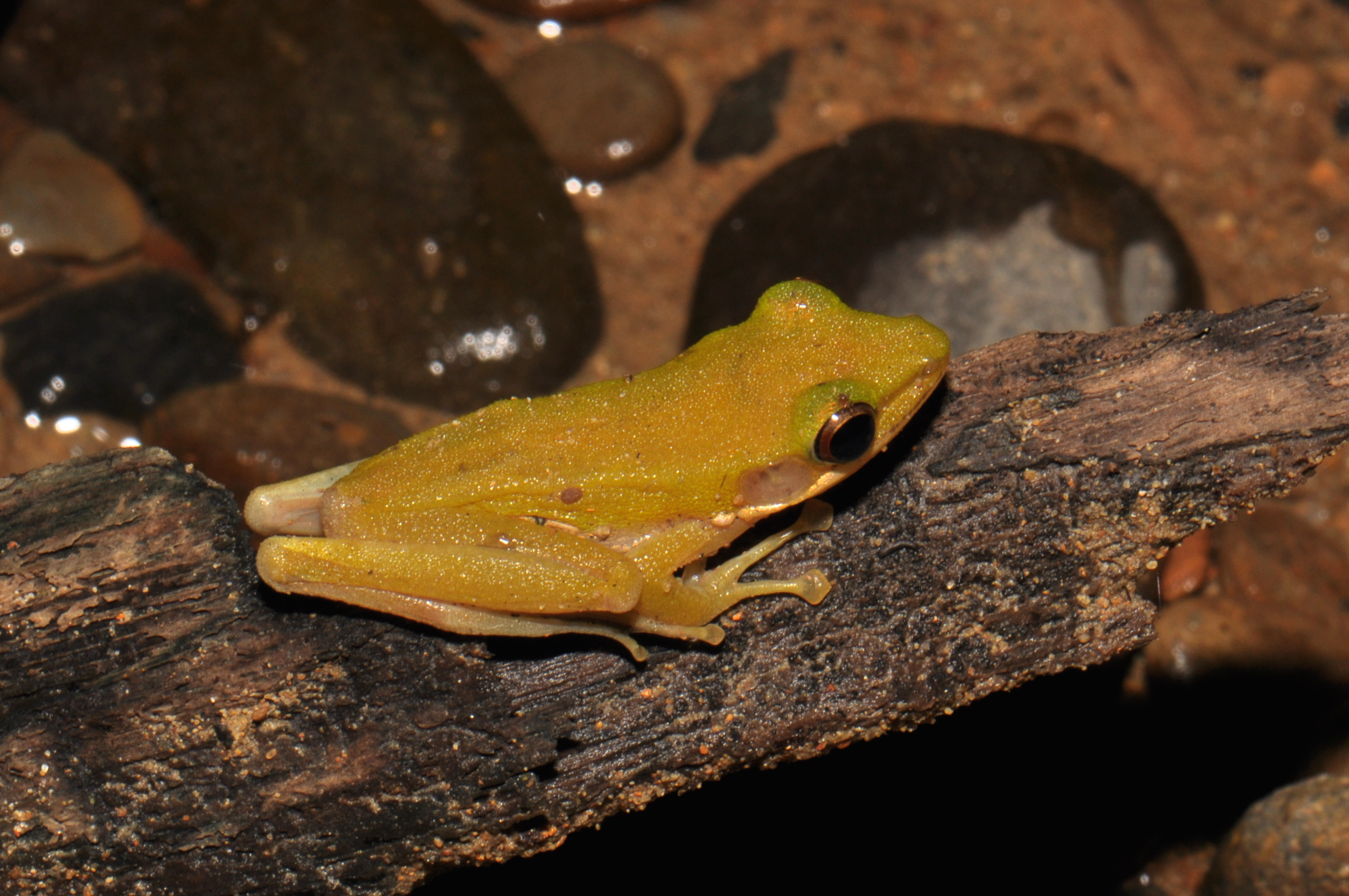
Polypedates leucomystax de couleur dorée
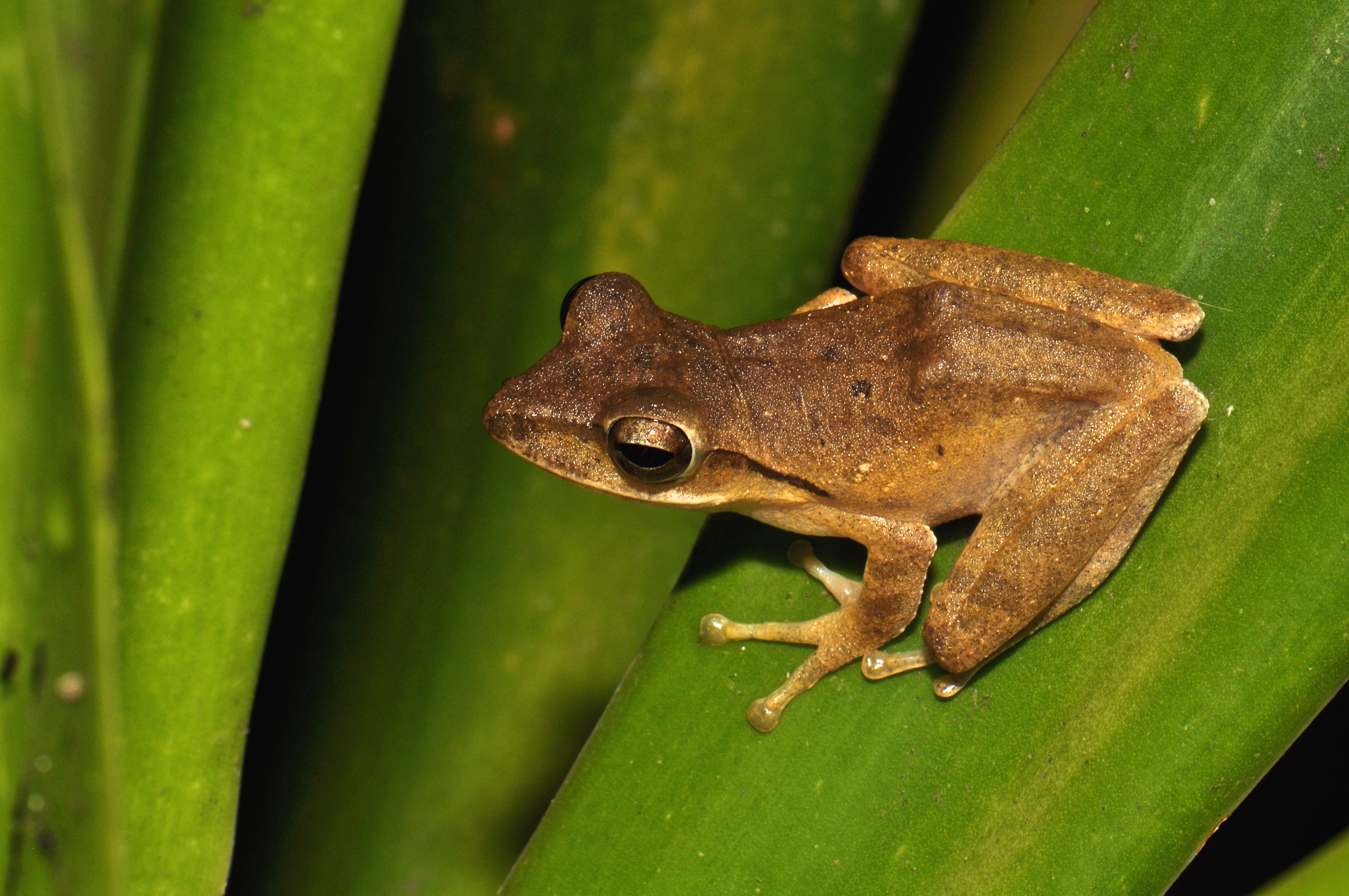
Polypedates leucomystax de couleur brune
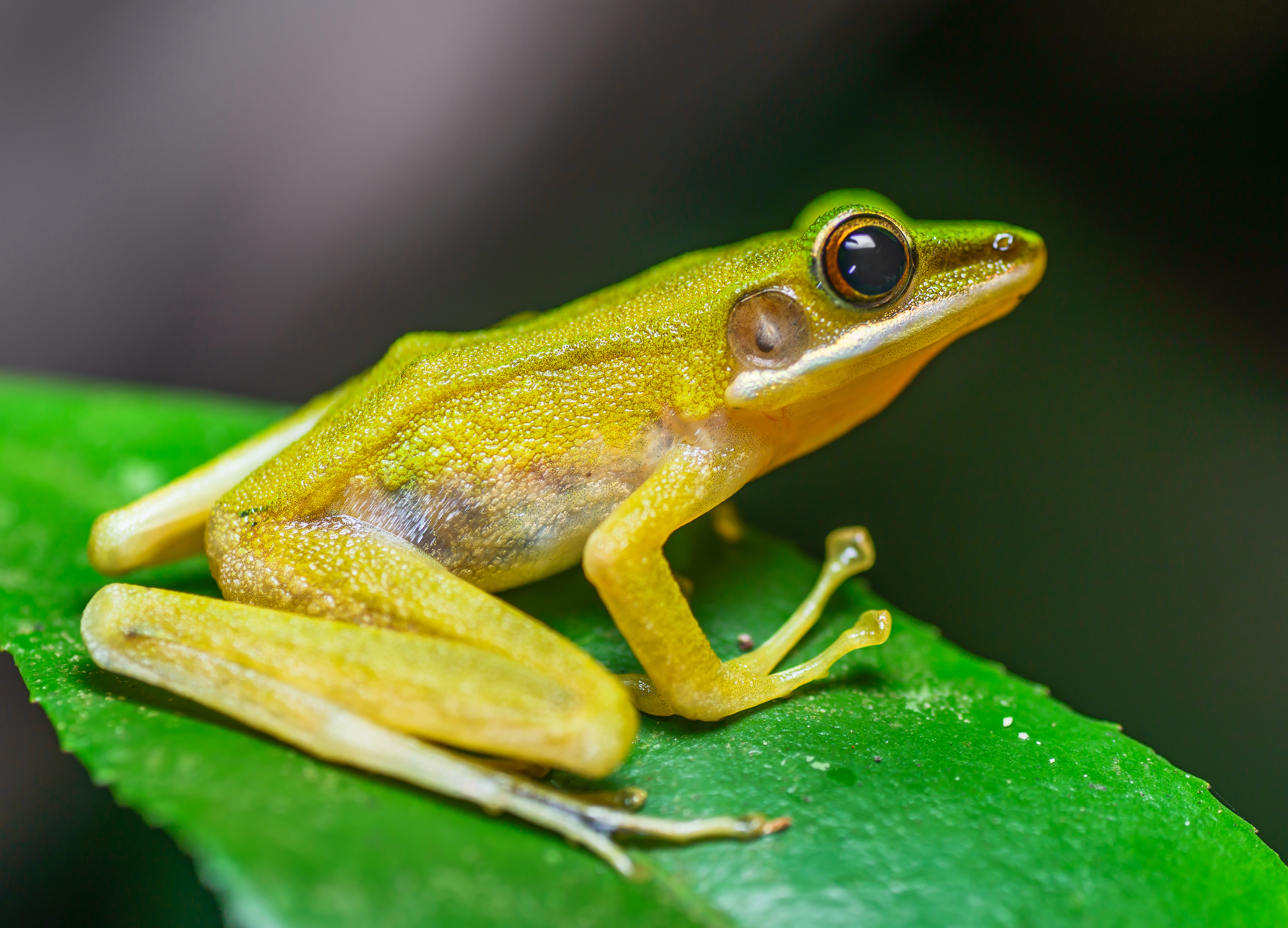
Hylarana eschatia de couleur jaune
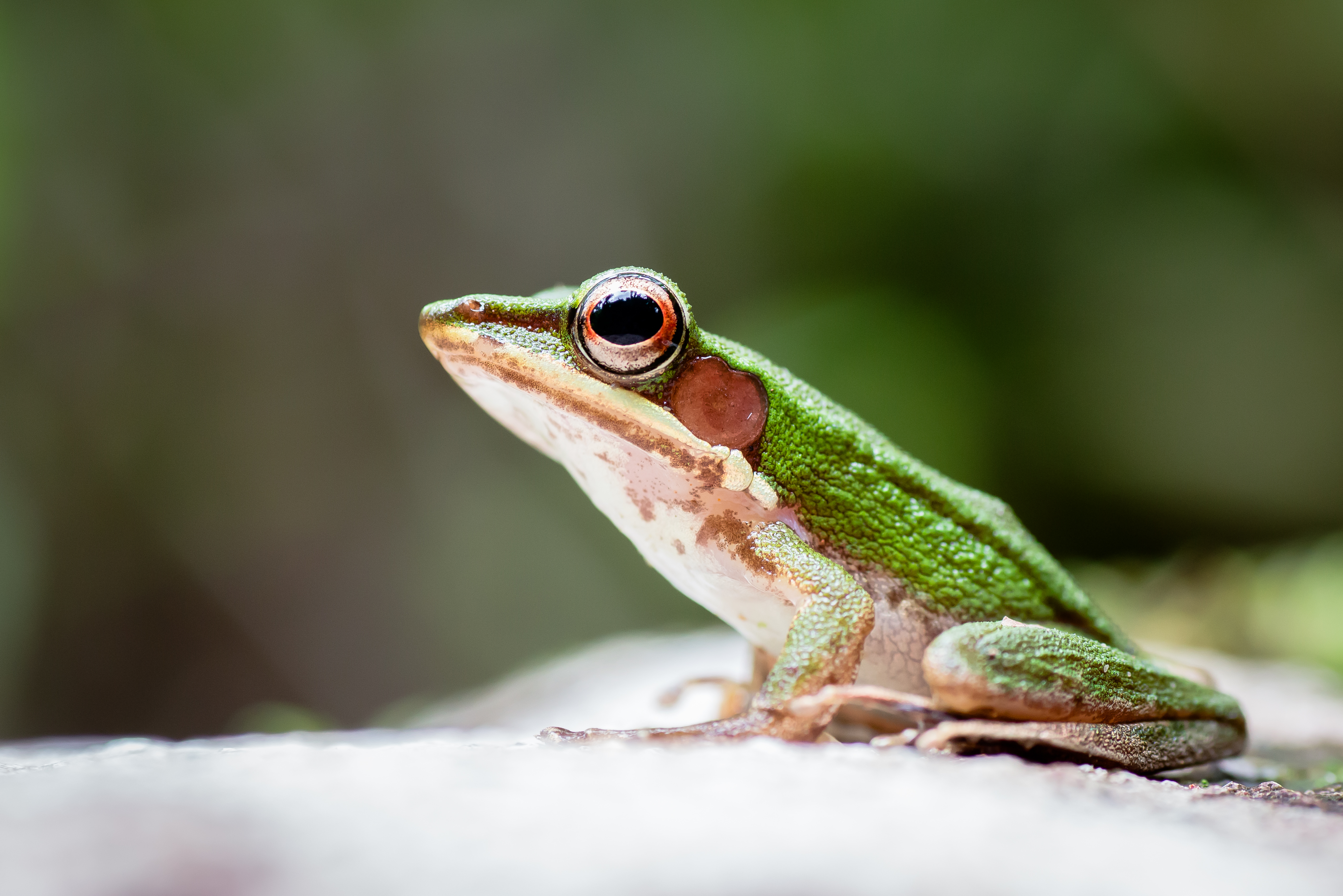
Hylarana eschadia de couleur verte
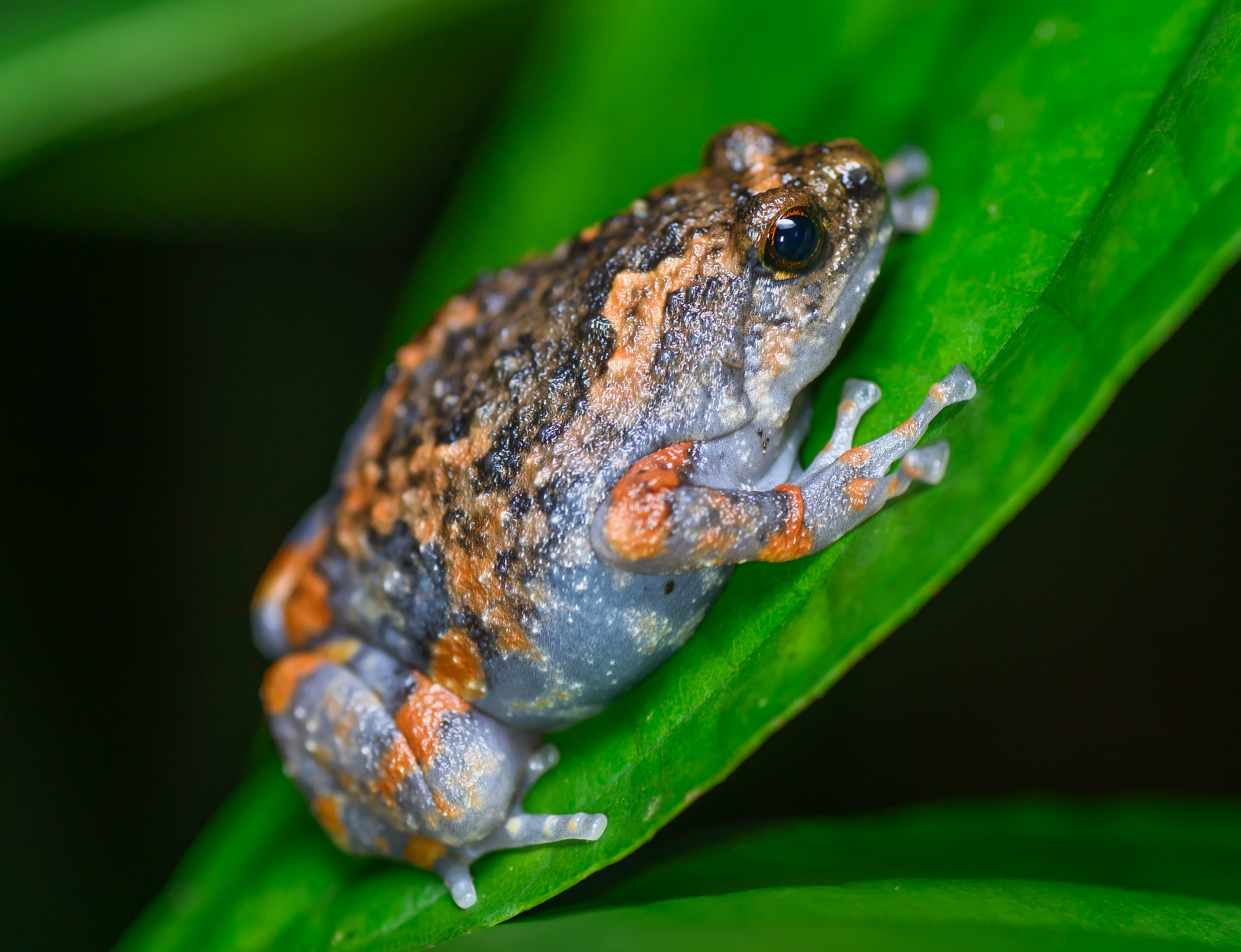
Kaloula latidisca
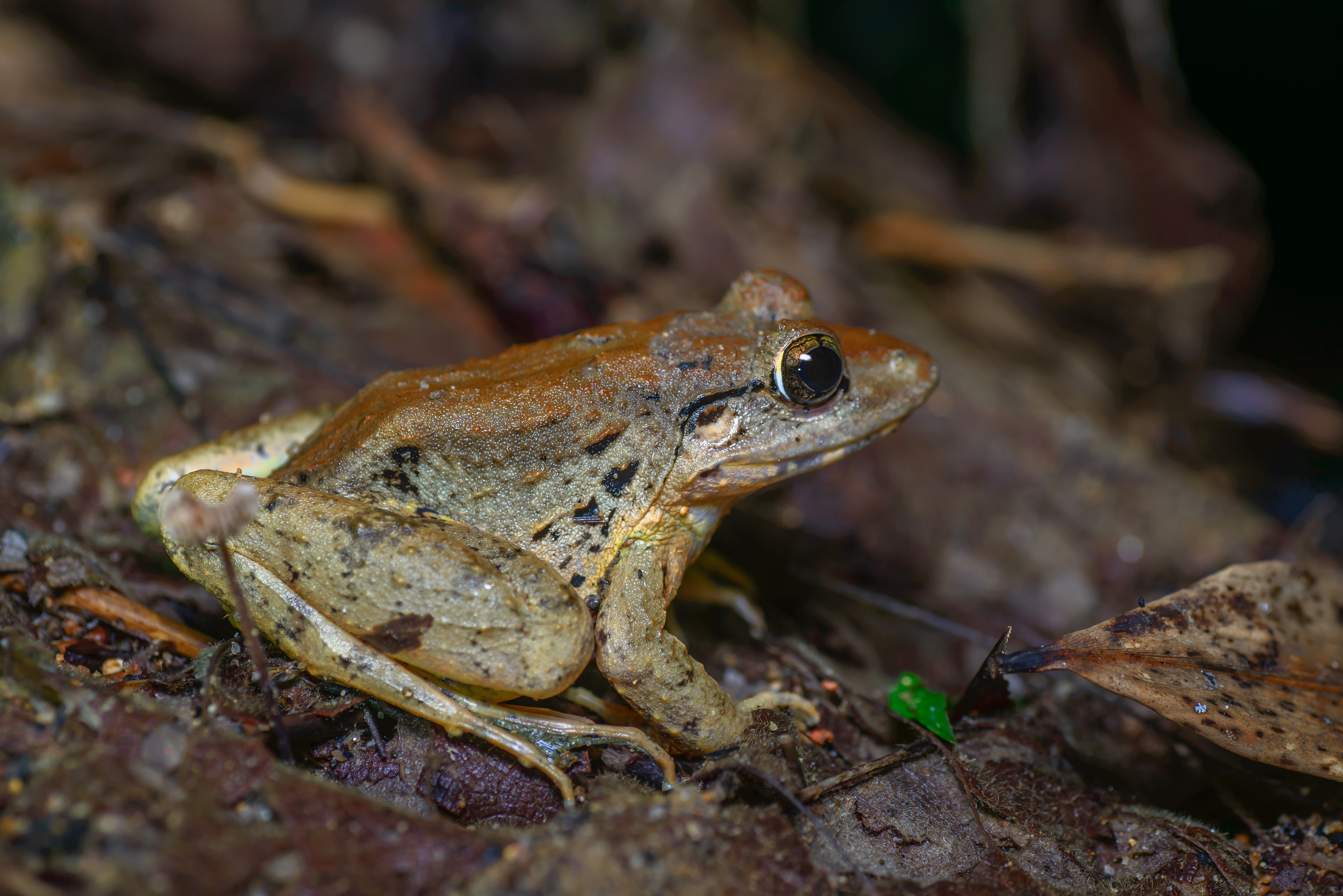
Limnonectes blythii
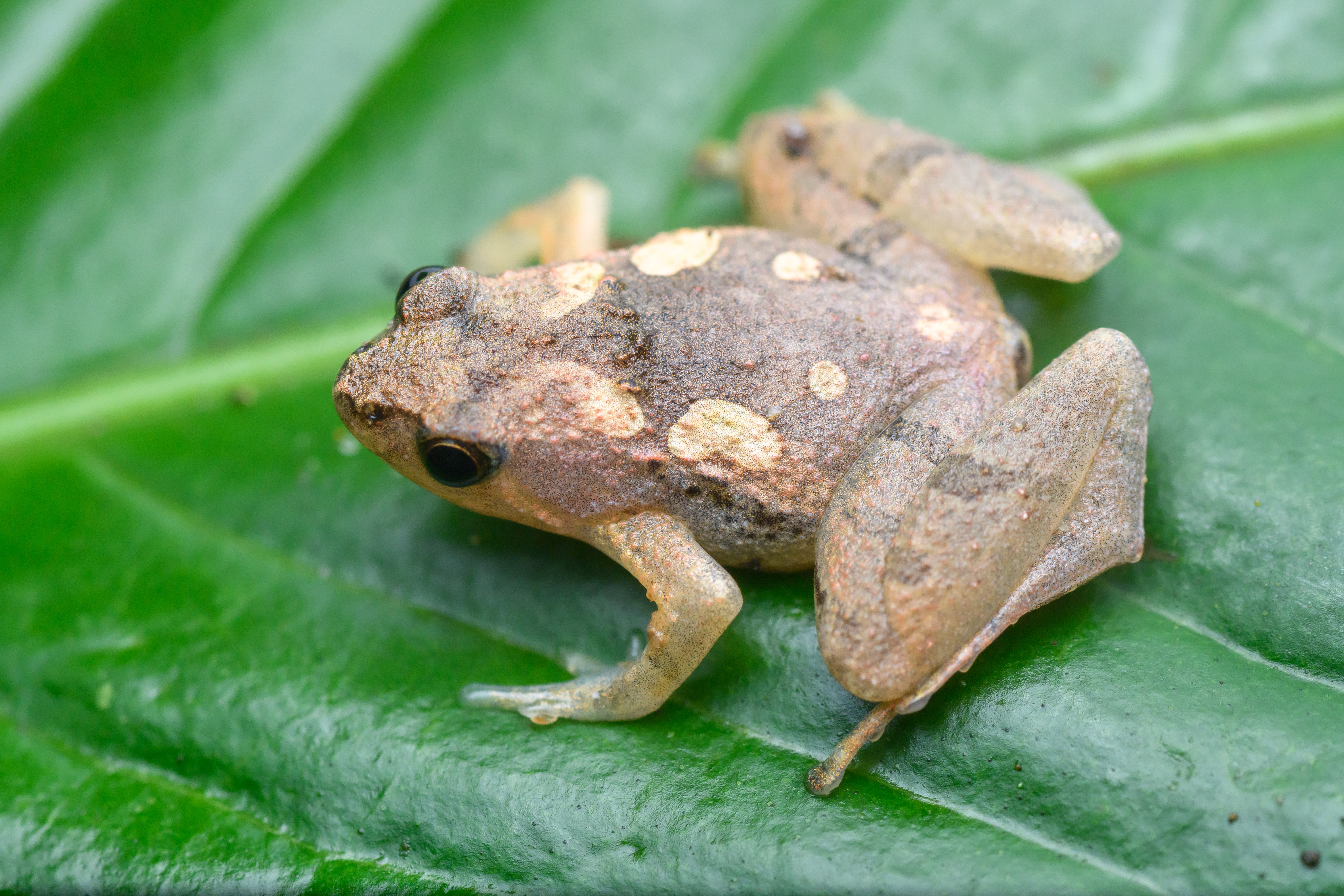
Microhyla tetrix
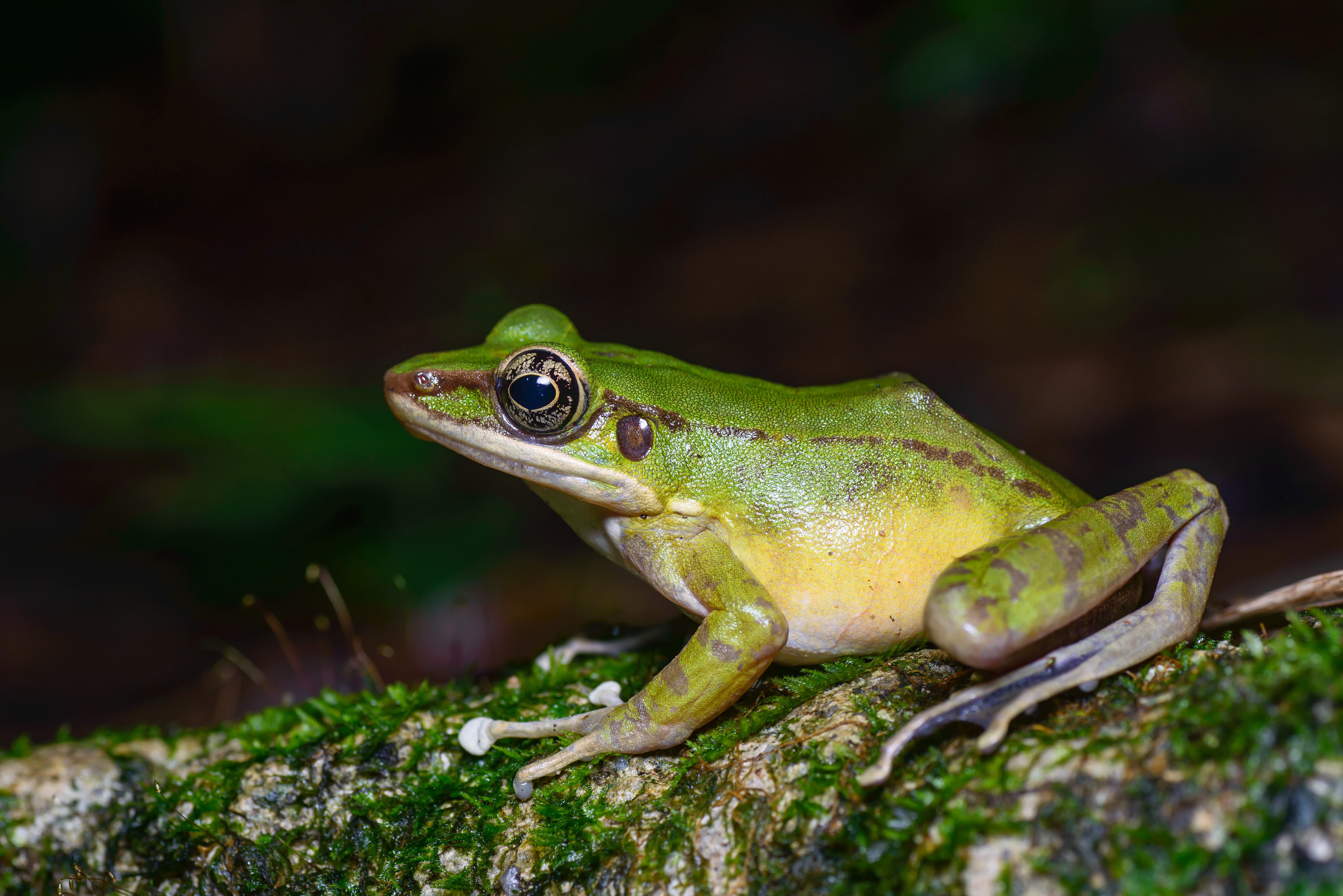
Odorrana hosii
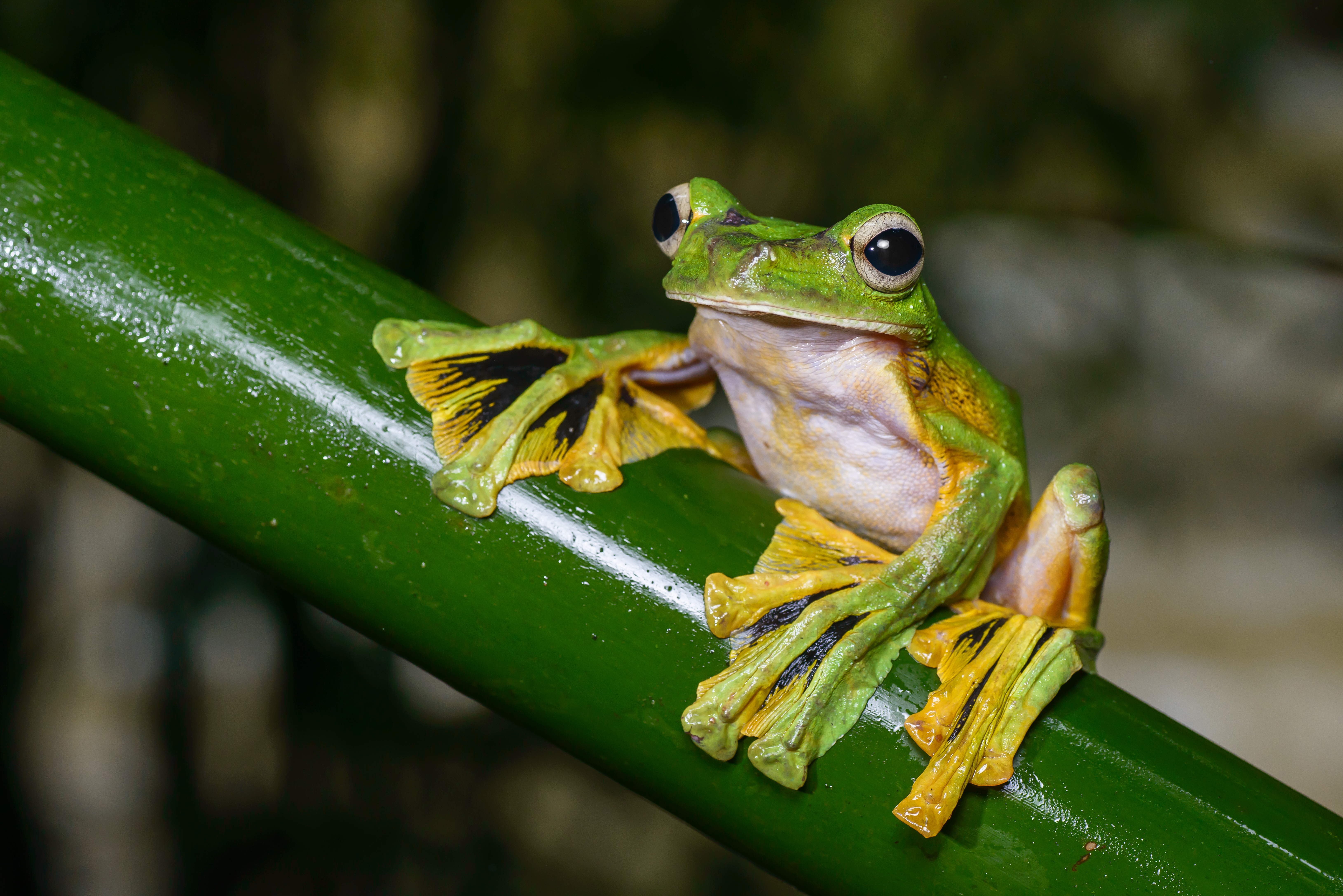
Grenouille volante de Wallace
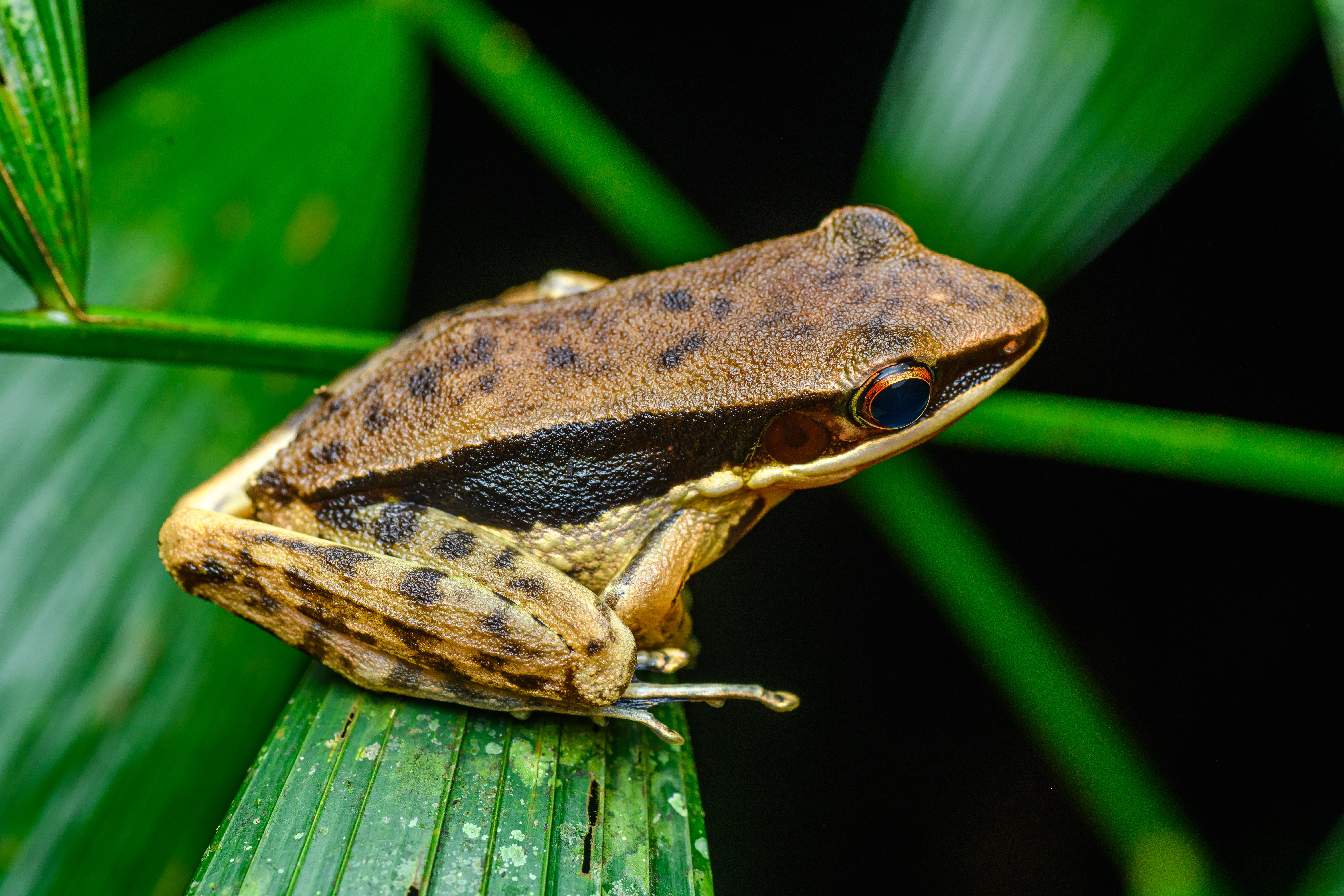
Sylvirana malayana
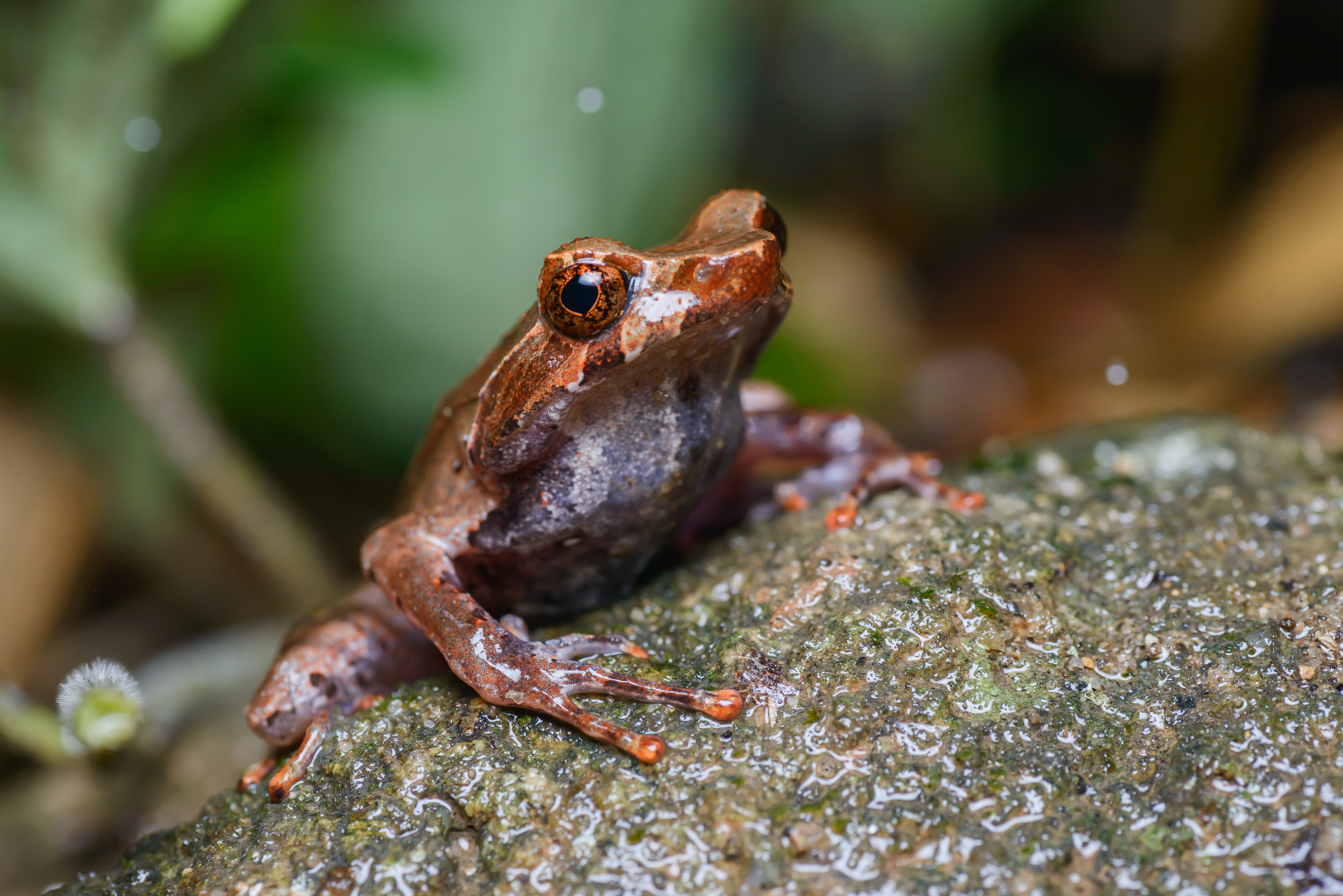
Xenophrys longipes

### Des poissons d'eau douce

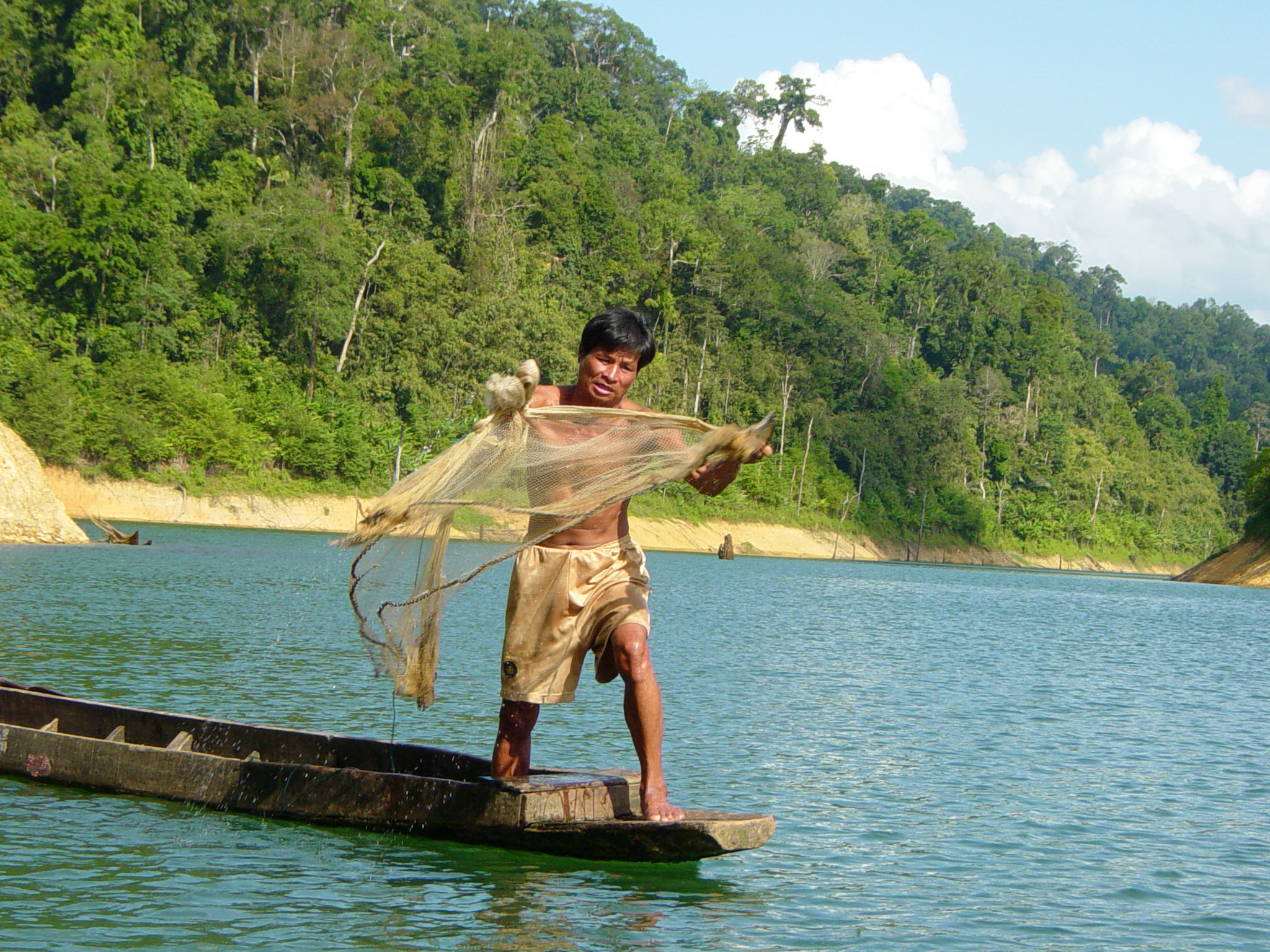
Pêcheur

Dans les lacs, les ruisseaux et les rivières, on trouve des poissons d'eau douces : barbeaux de Schwanenfeld, "vraie" loche acantopsis, poisson bourdon brachygobius ...   

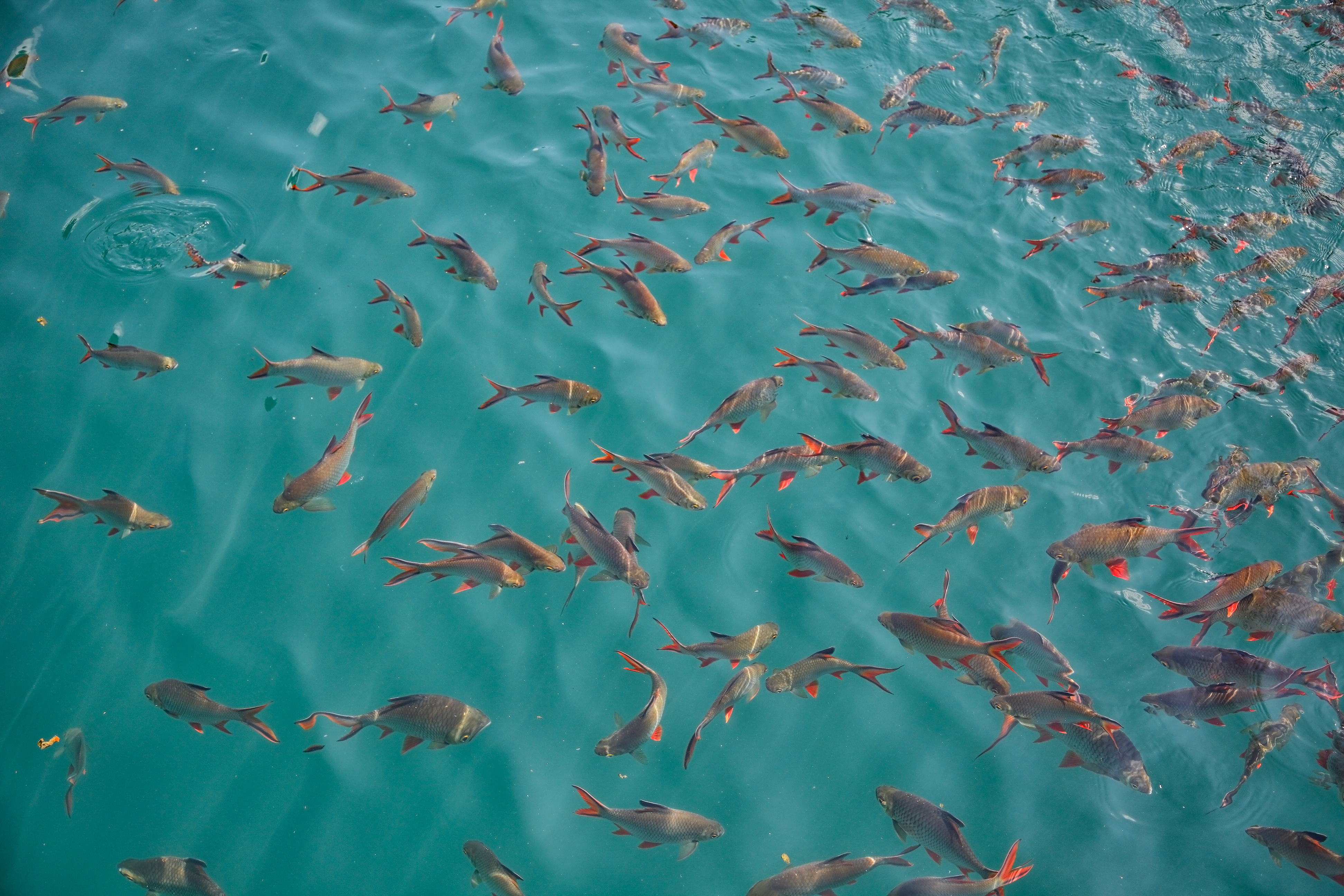
Barbeaux de Schwanenfeld

### Des insectes et des araignées
Parmi la multitude d'insectes et d'araignées il est possible d'observer des guêpes sociales eustenogaster calyptodoma ; la cigale géante megapomponia , l'hémiptère cicadelle bhandara semiclara et l'hémiptère cicadelle bythoscopus ferrugineus ; le coléoptère mesosini ; la mante euchomenella et la mante géante asiatique hierodula ; le papillon ancistroides gemmifer et le papillon ocellé à cinq points ypthima baldus ; la libellule grande demoiselle ;l'araignée phyxioschema sayamense et l'étrange araignée à cornes de Thaïlande ...

Insectes et araignées
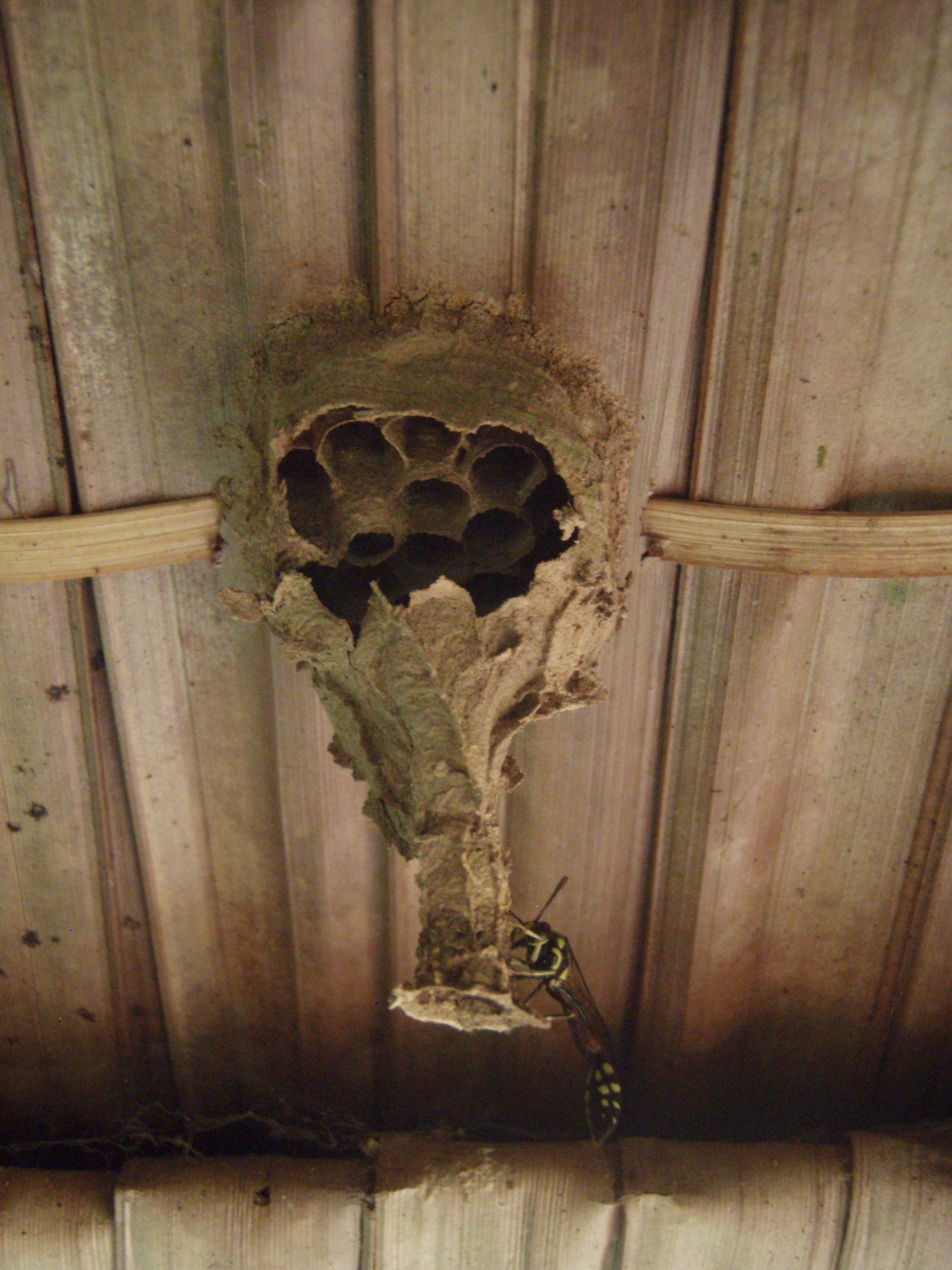
Nid d'eustenogaster calyptodoma (stenogastrinae, guêpes sociales)
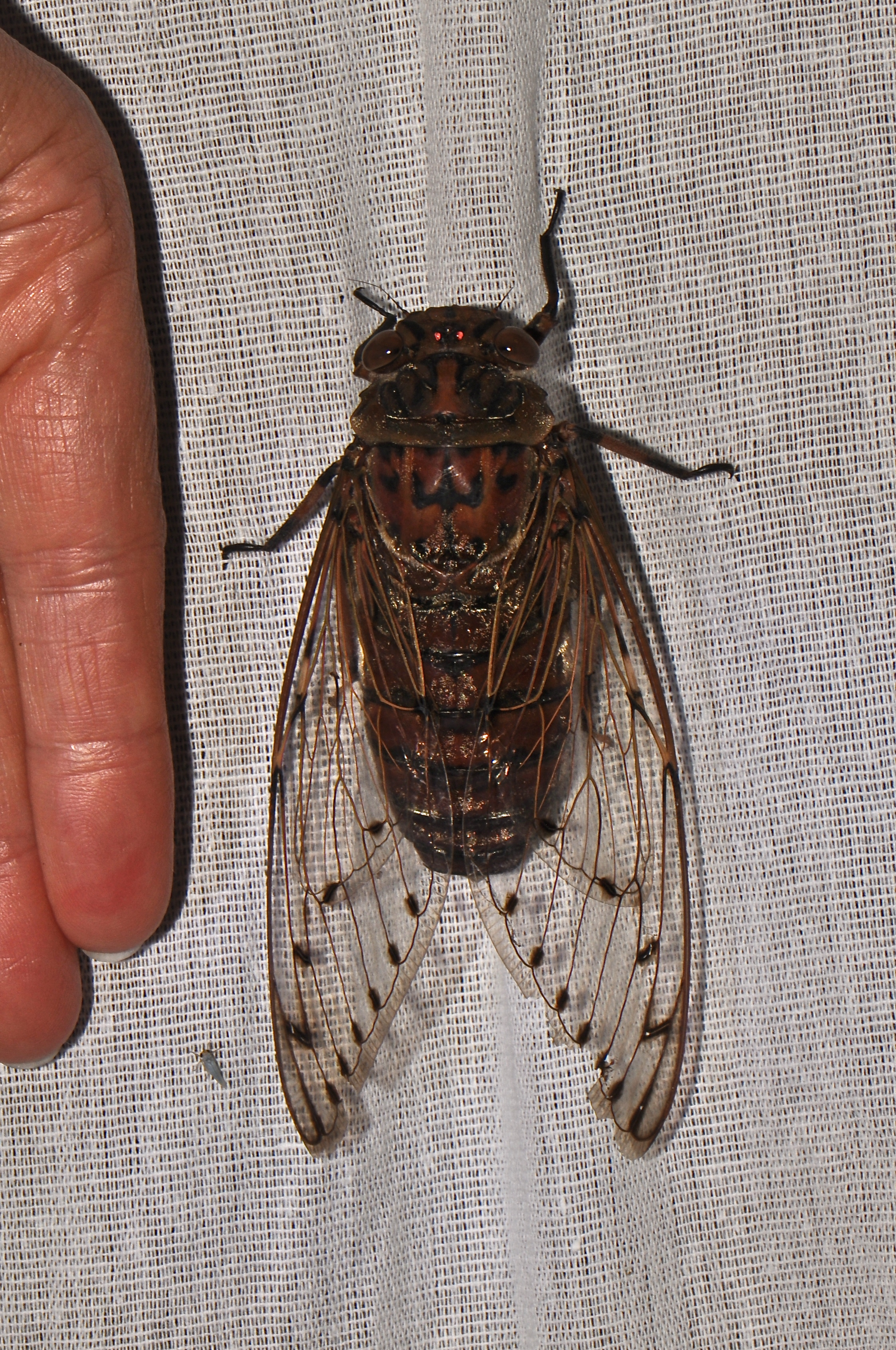
Cigale géante
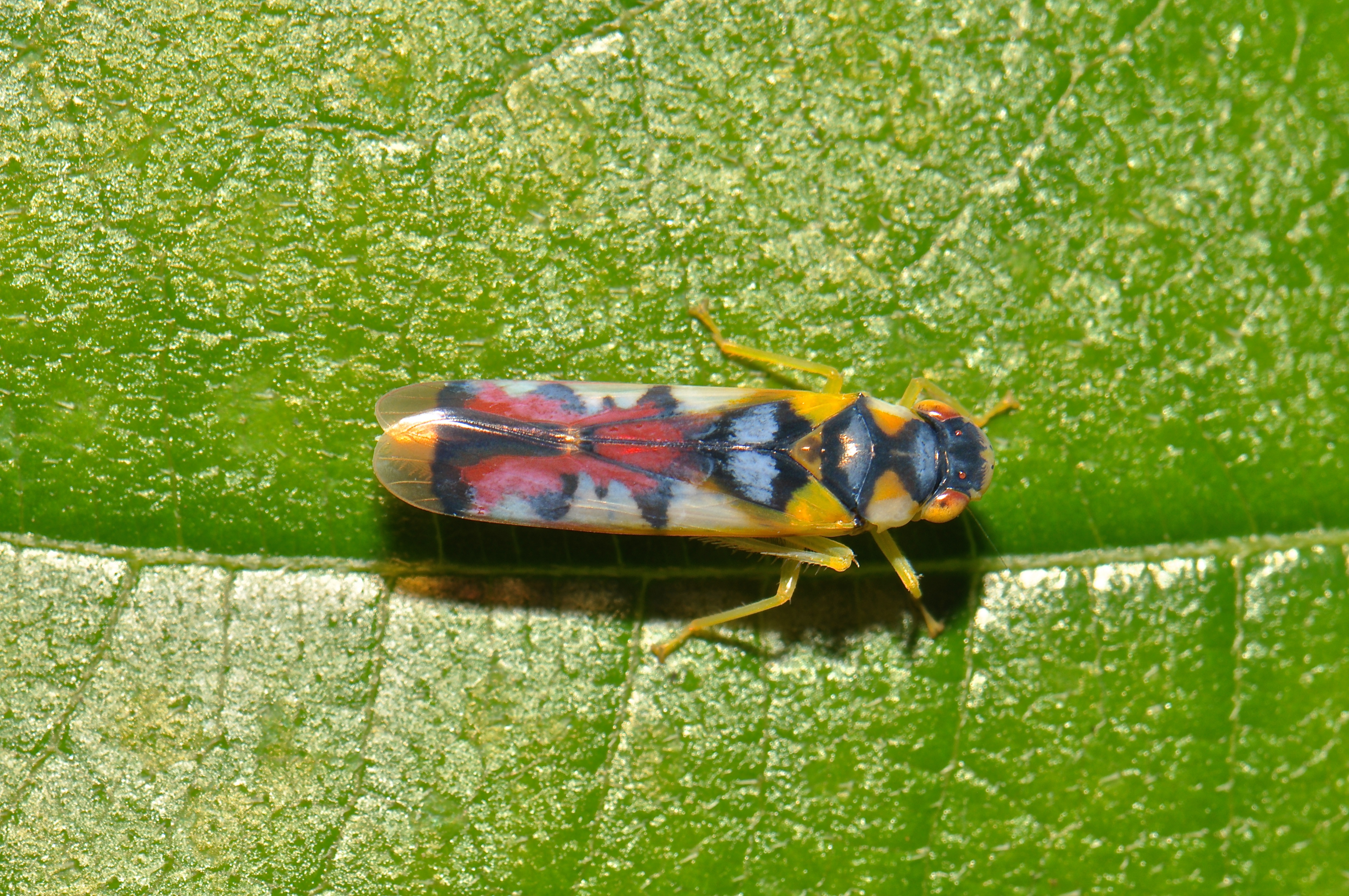
Insecte suceur de sève cicadelle bhandara semiclara
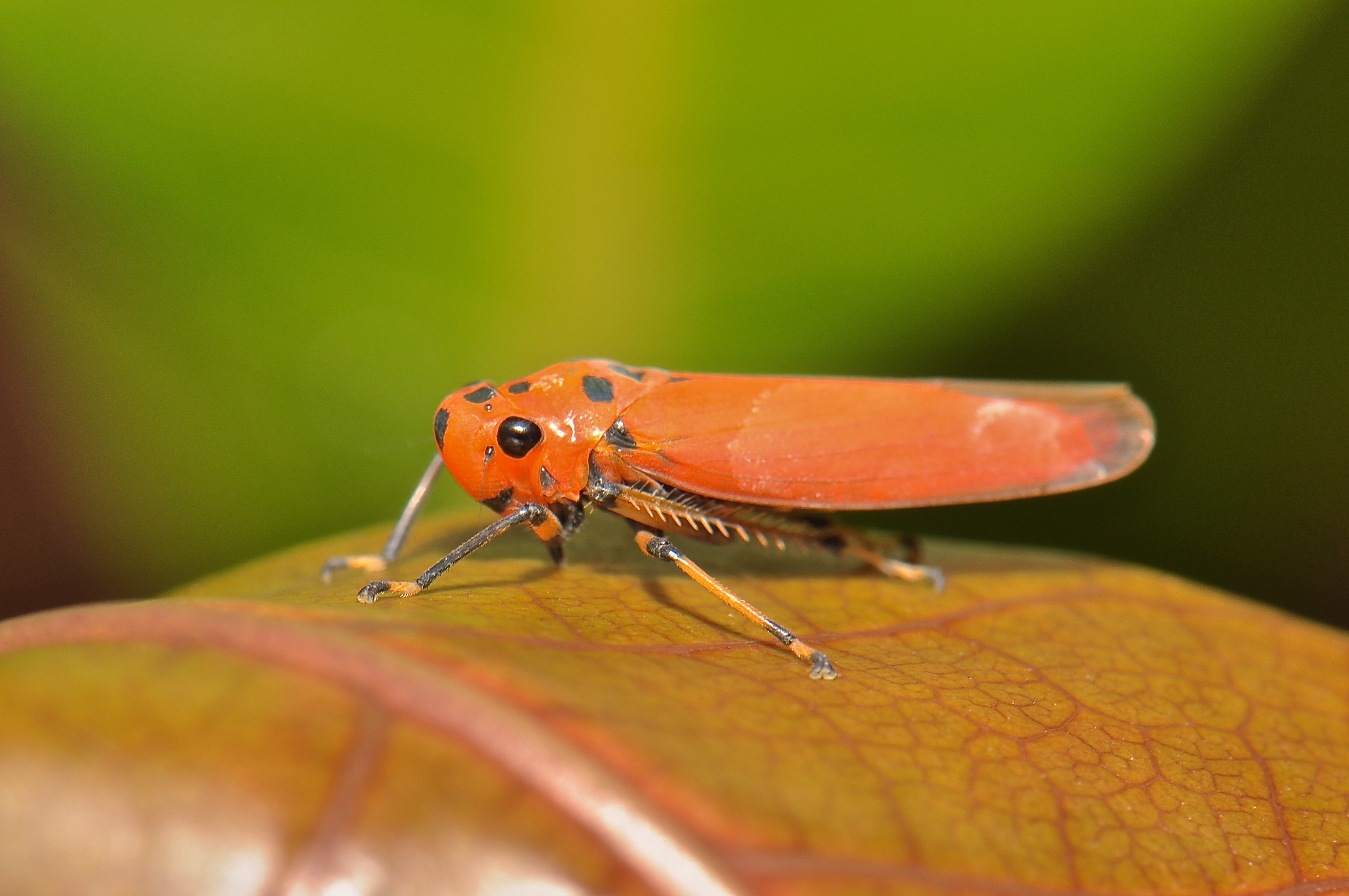
Bythoscopus ferrugineus (hemiptère, cicadelliadae)
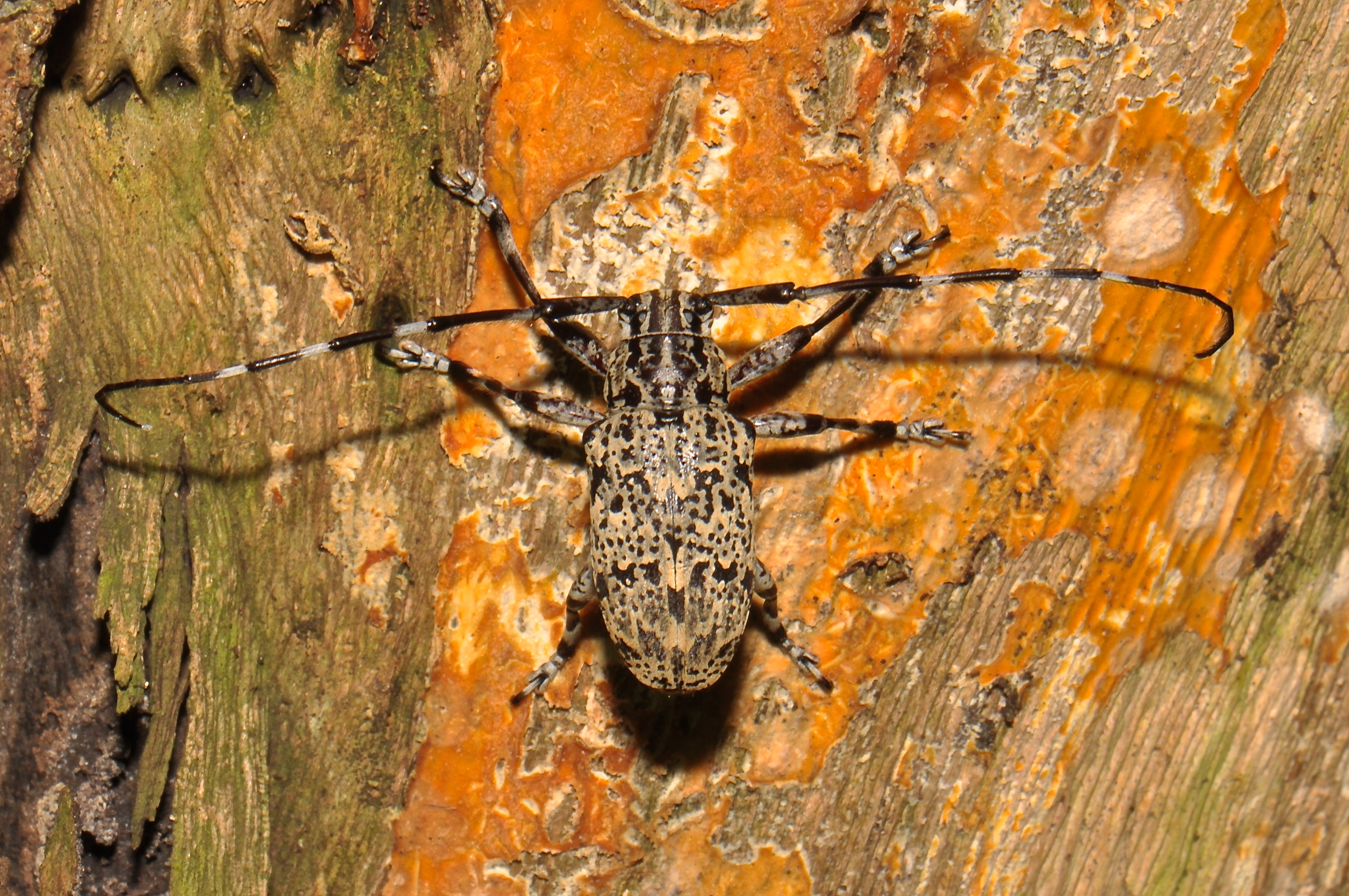
Coléoptère mesosini
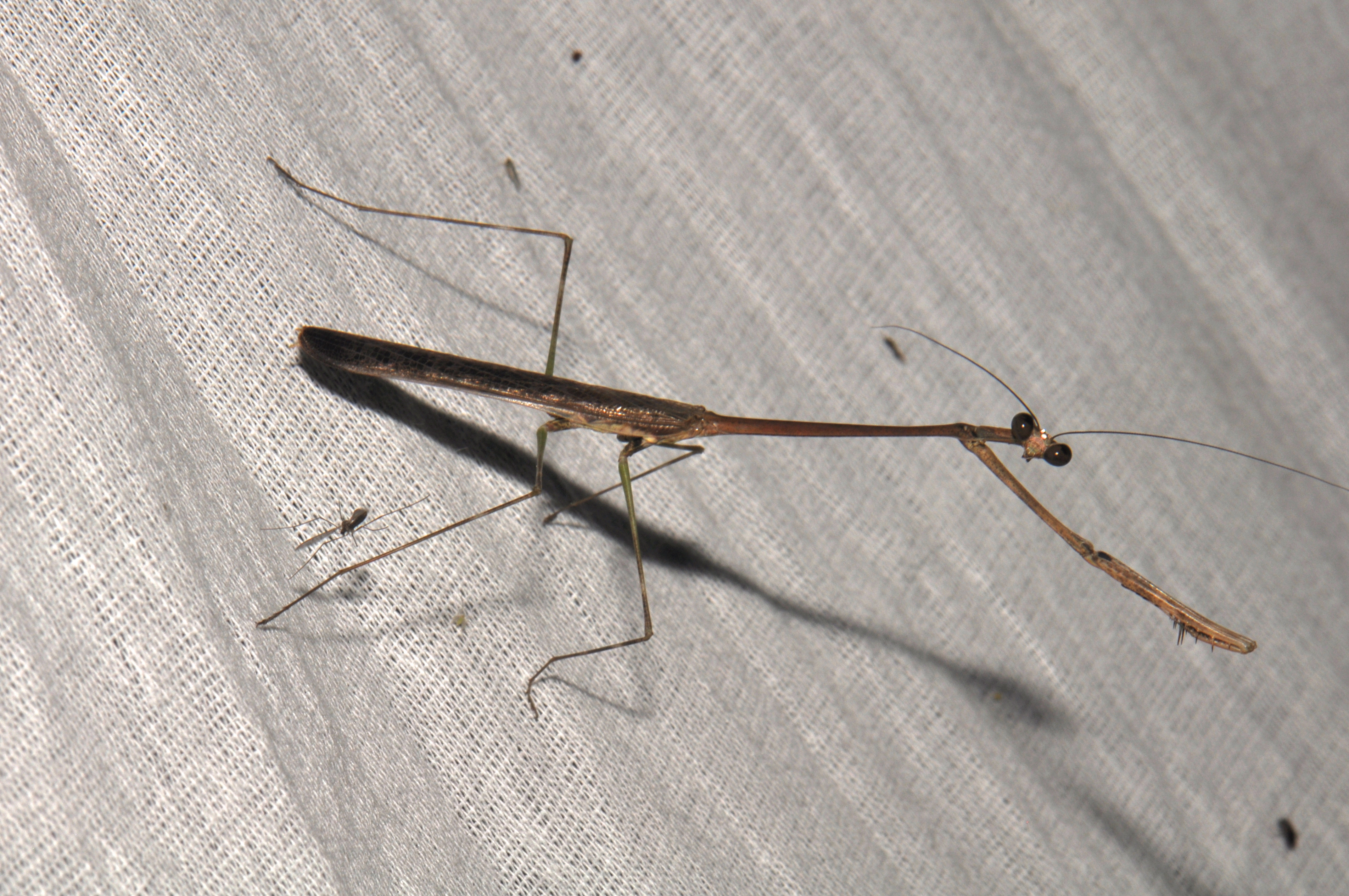
Mante euchomenella
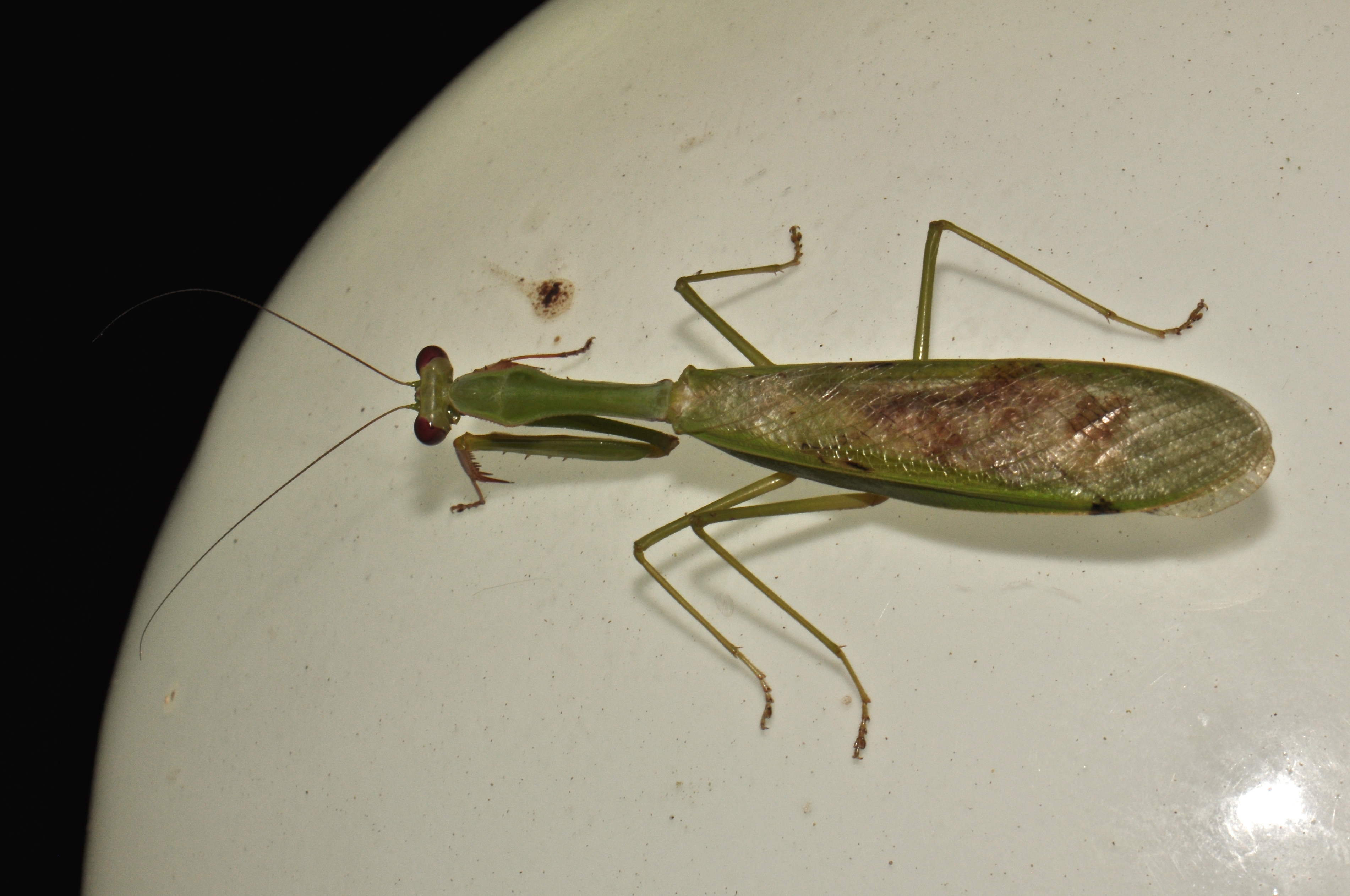
Mante géante asiatique hierodula
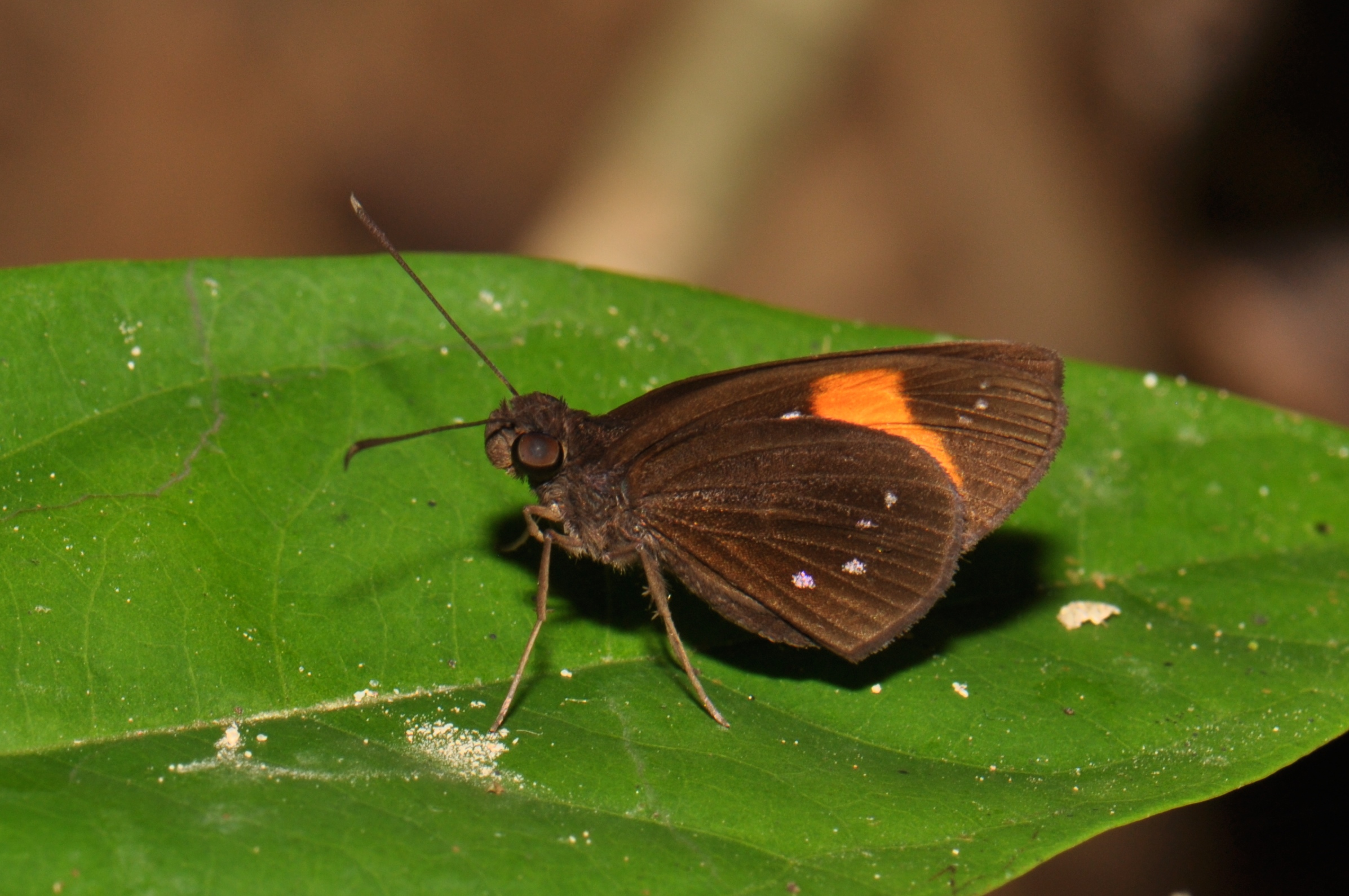
Papillon Ancistroides gemmifer (Hesperiidae)
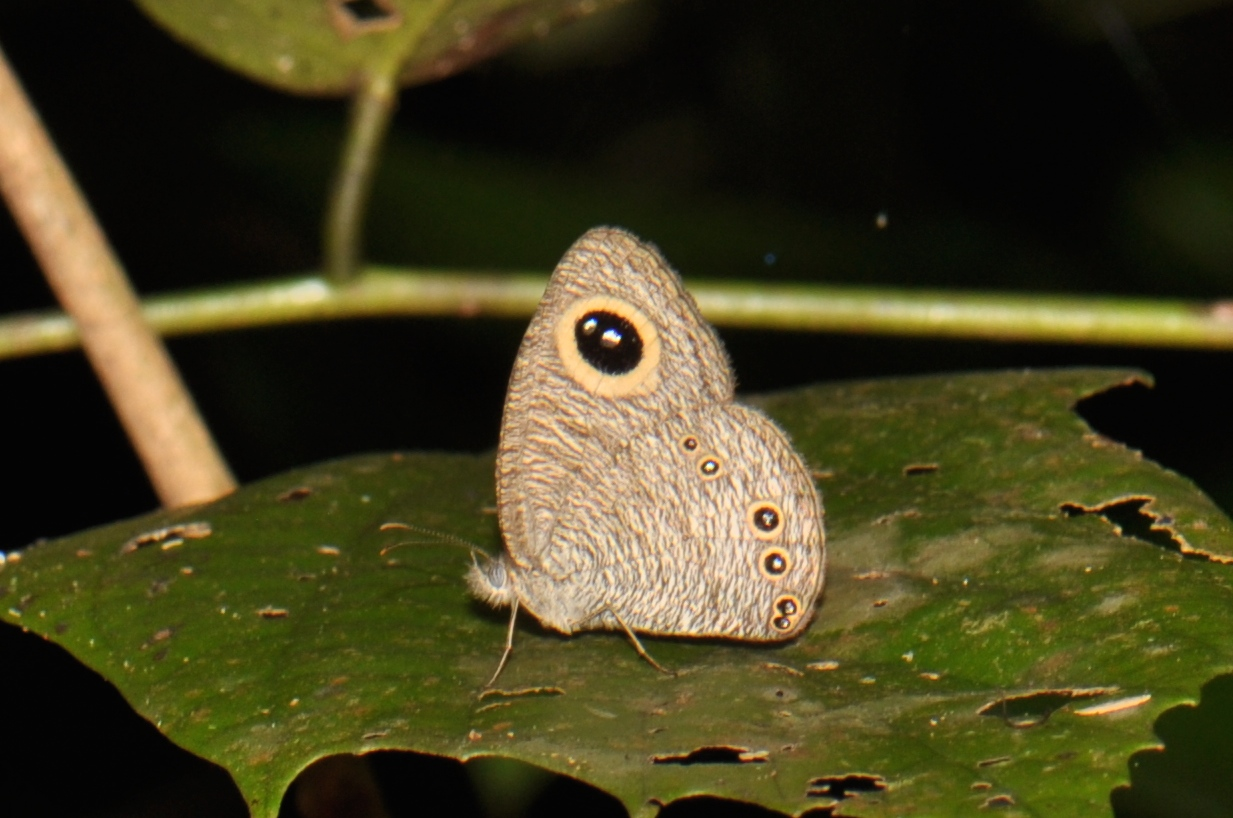
Papillon Ocellé à cinq points ypthima baldus (Nymphalidae)
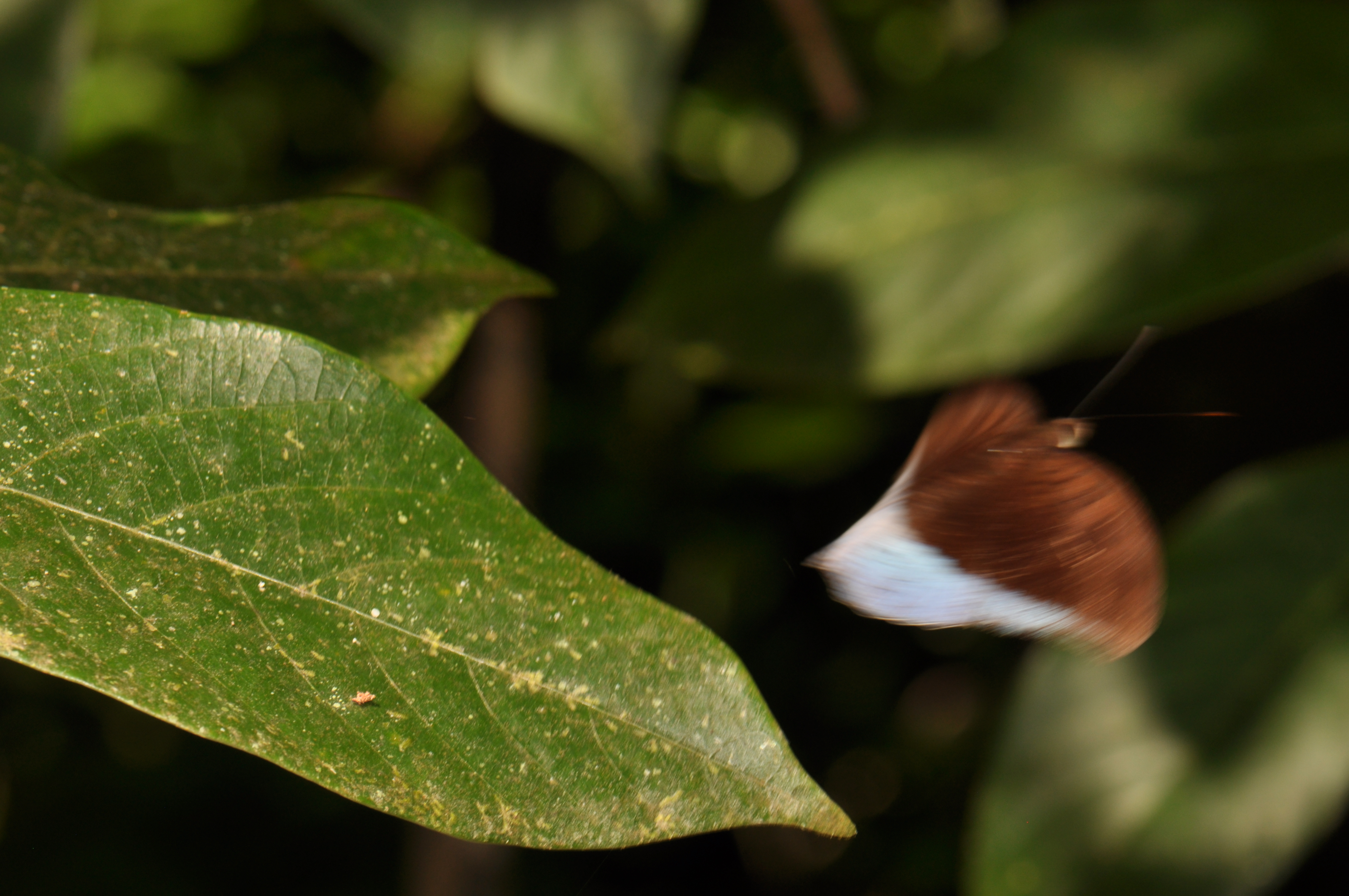
Papillon non identifié (Nymphalidae)
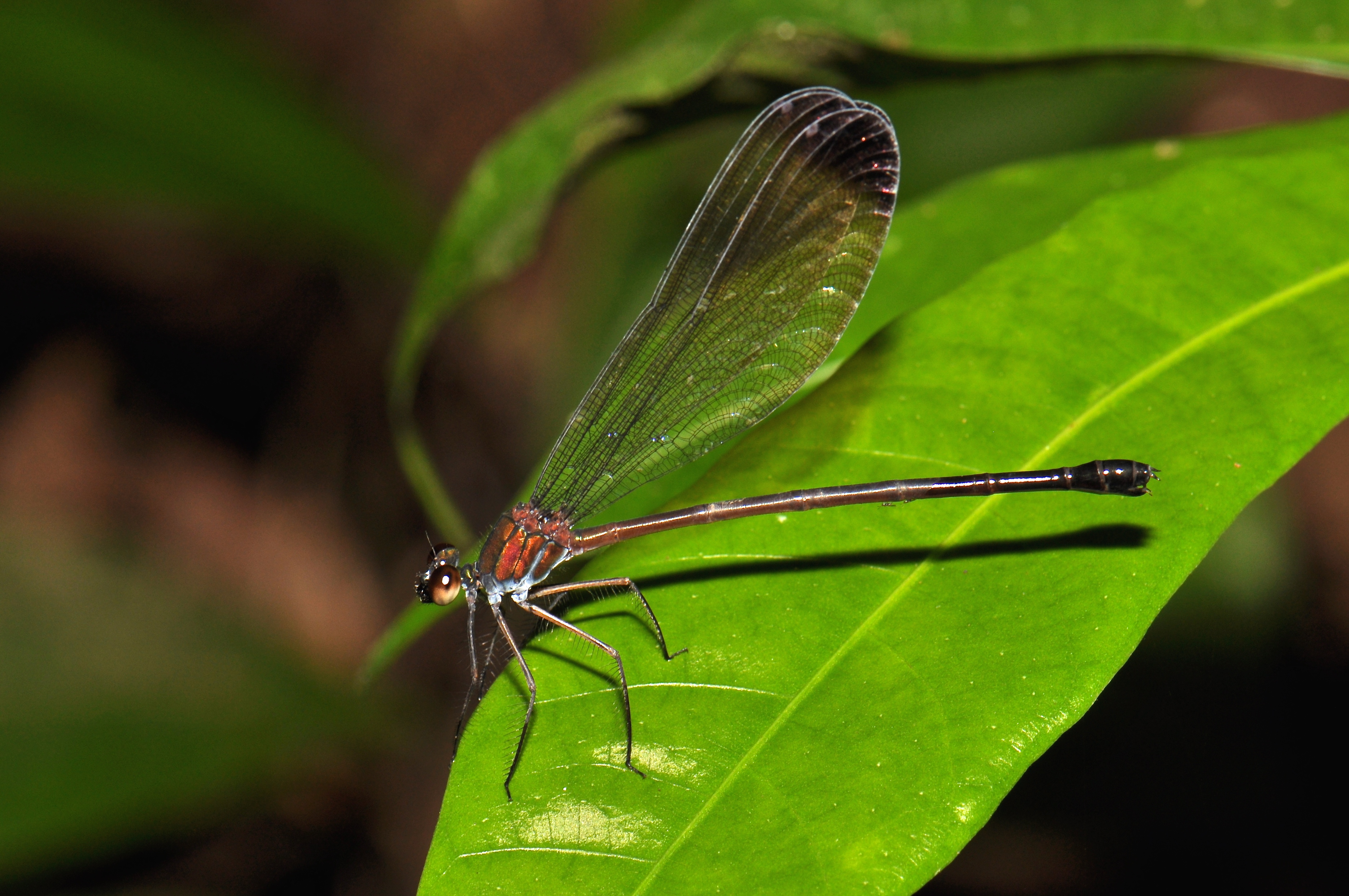
Libellule grande demoiselle non identifiée
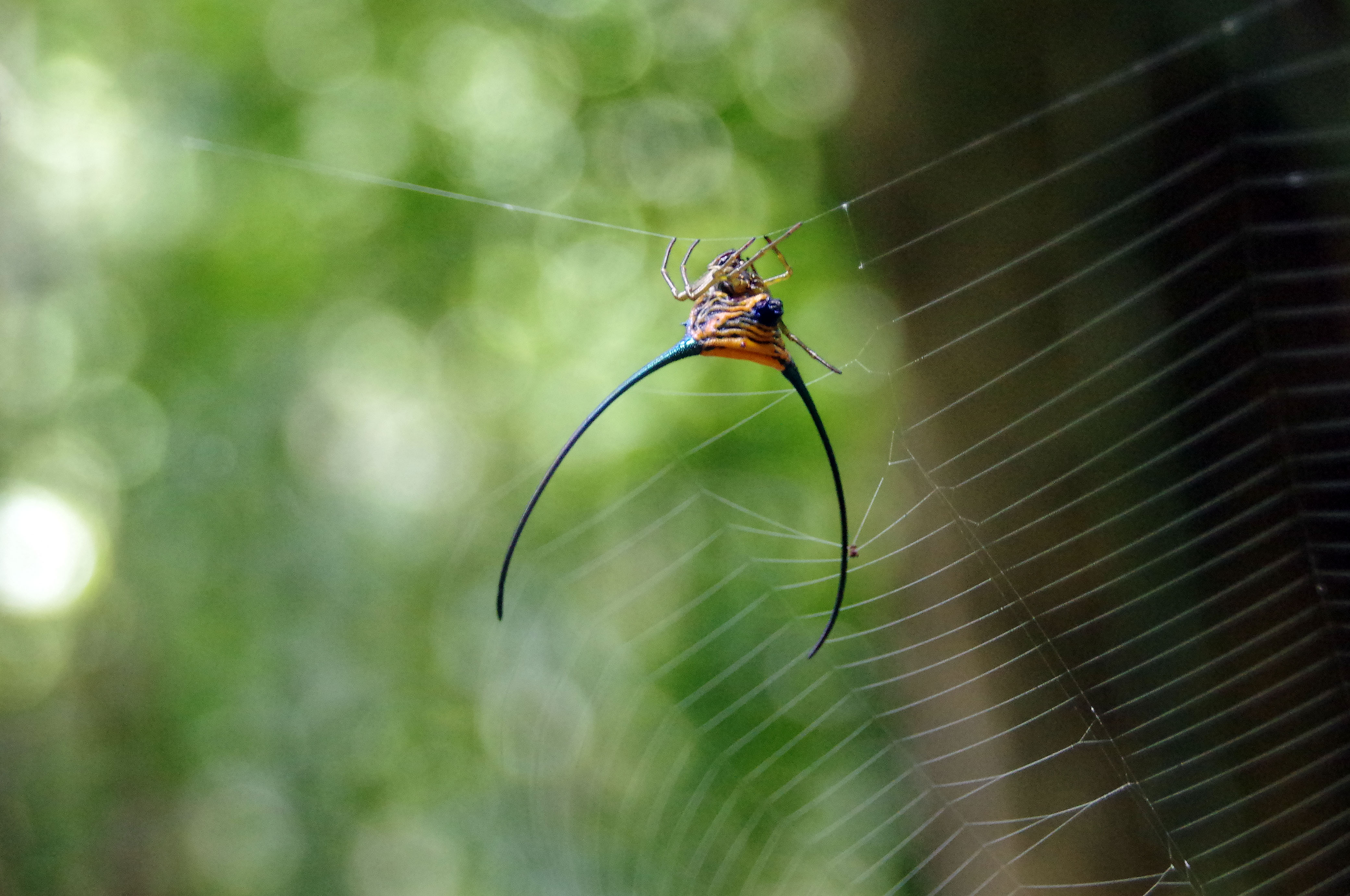
Araignée à cornes de Thaïlande (Macracantha arcuata)
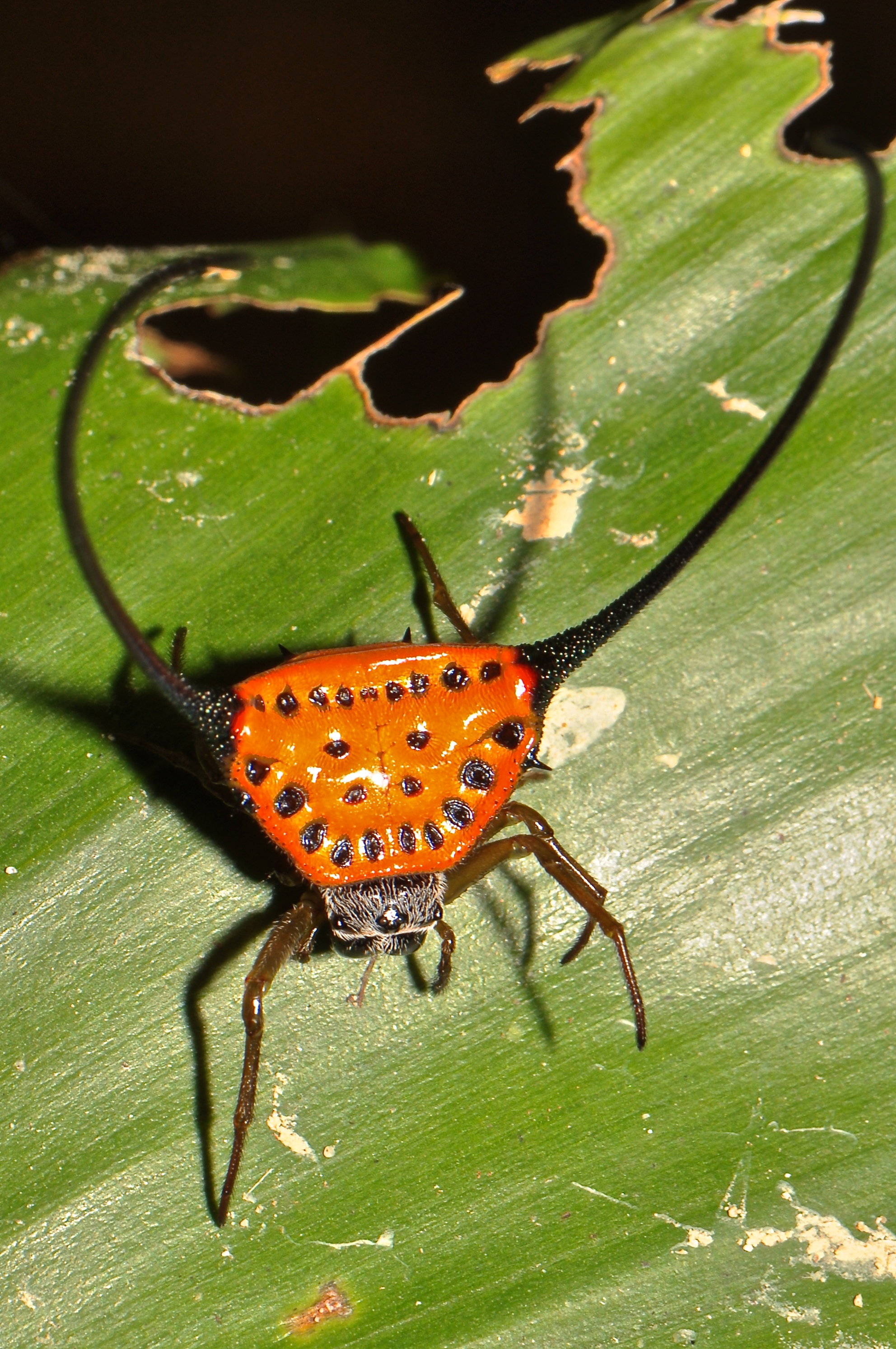
Macracantha arcuata

### Et d'autres animaux récemment découverts ou encore inconnus et à découvrir...

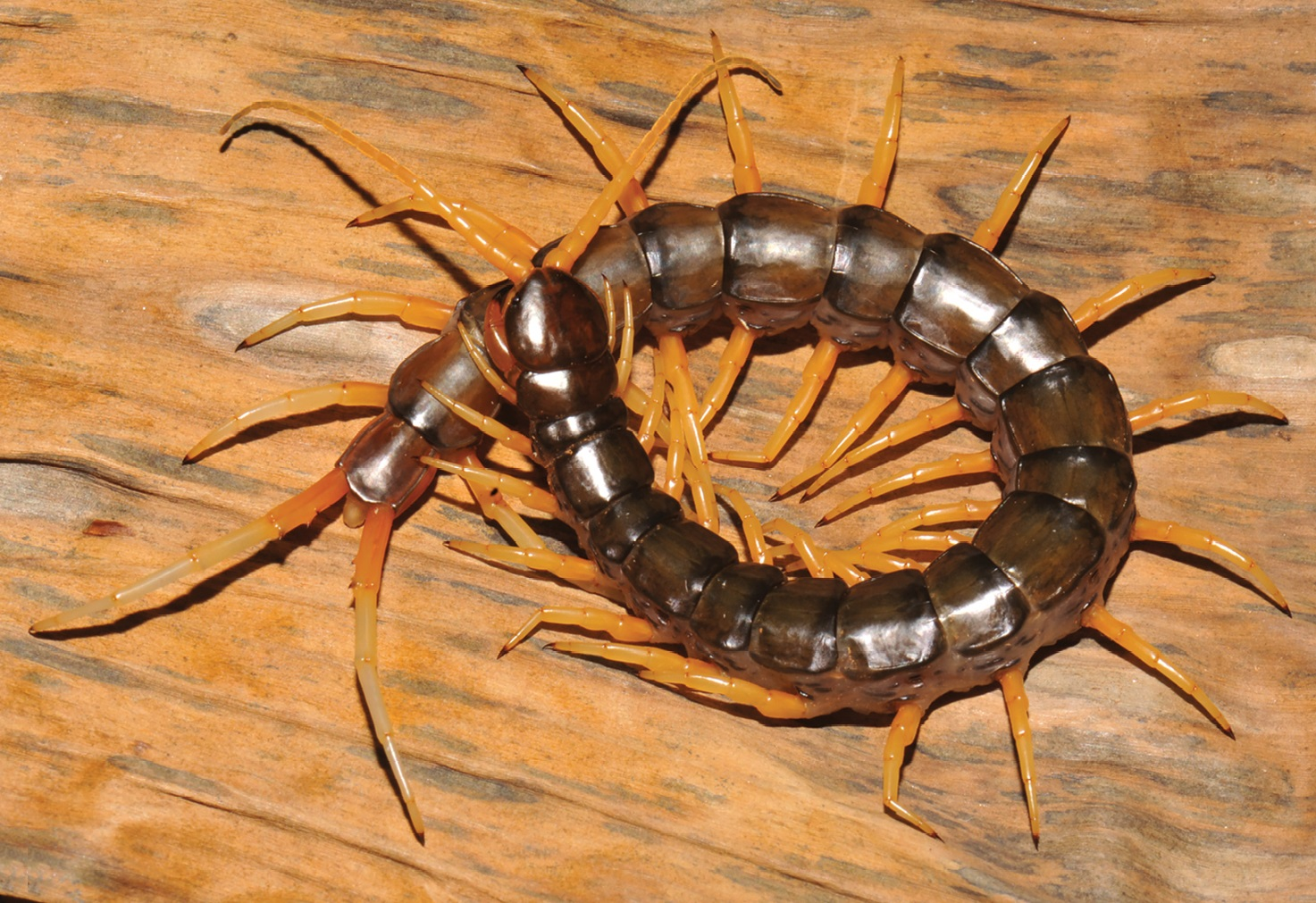
Scolopendra cataracta, découvert en 2000 et reconnu comme espèce en 2016.

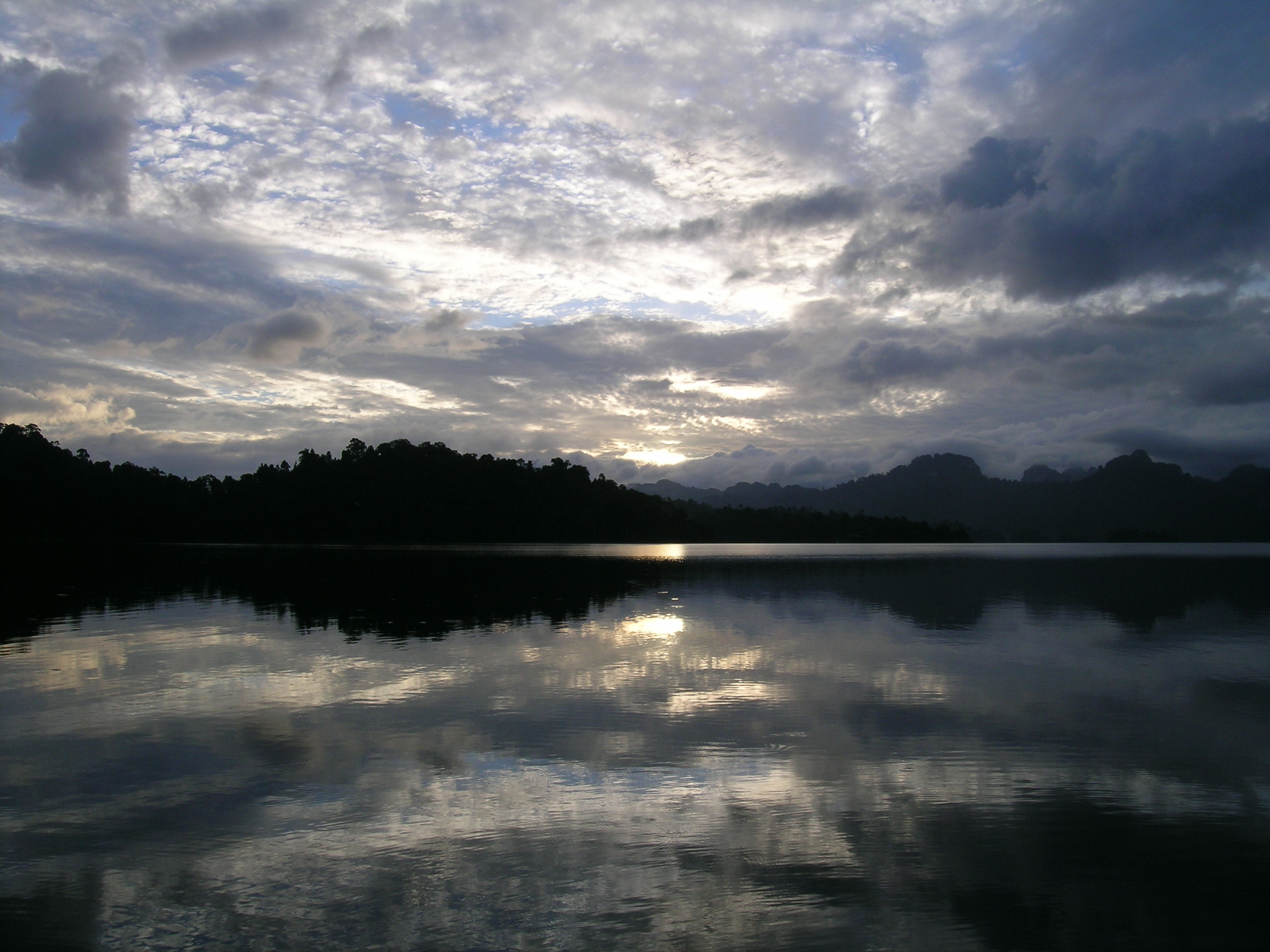
Prise de vue à partir d'un kayak, Khao Sok